# Verteidigung einer Kultur

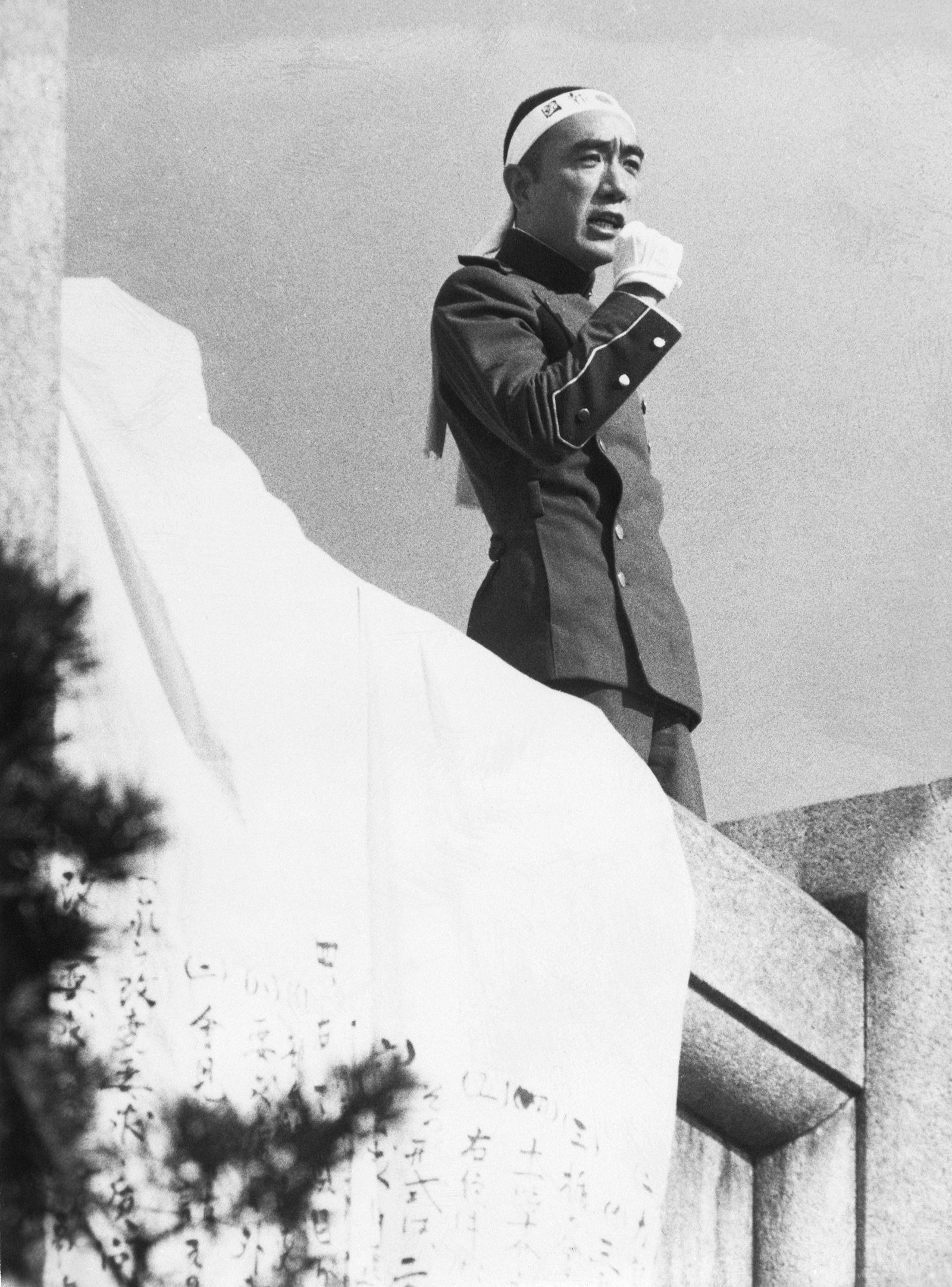
Yukio Mishima hält eine Rede auf dem Balkon des Gebäudes der SDF in Tokio, um die Soldaten zum Sturz des japanischen Kabinetts zu überreden. Als dies misslingt, begeht er mit einem Kurzschwert Seppuku. Seine politische Weltanschauung, die ihn zu der Aktion motiviert hat, beschreibt er ausführlich in Verteidigung einer Kultur.

Verteidigung einer Kultur (japanisch 文化防衛論, Bunka Bōei-ron) ist ein am 25. April 1969 veröffentlichter Essay von Yukio Mishima.
Neben seiner Arbeit als zeitgenössischer Autor japanischer Nachkriegsliteratur war Mishima auch nationalistischer politischer Aktivist und gründete die Tatenokai (japanisch 楯の会), eine private Miliz. Motiviert durch die linken Studentenunruhen der linksextremen Zengakuren, Japans rasanter wirtschaftlicher Aufstieg bei gleichzeitiger Verwestlichung und der Ablehnung linker Politiker des Tennō verfasste Mishima ab dem Jahr 1960 mehrere Zeitungsartikel, in denen er die Philosophie der Neuen Linken, einschließlich ihrer offen formulierten Affinität für Materialismus, Globalismus und Kommunismus kritisierte und als „staatszersetzend“ bezeichnete. Im Gegenzug propagierte er Ideen des japanischen Nationalismus wie kokutai („Volkscharakter“) und yamato-damashii („Volksgeist“) sowie die kulturellen Ausprägungen des Shintō, die er durch die Popularisierung westlicher Strömungen bedroht sah.
Sein hieraus resultierendes komplexes, politisches Weltbild fasste Mishima in der umfassenden Abhandlung Verteidigung einer Kultur zusammen. In dieser bedient sich Mishima eines Konglomerats verschiedener wissenschaftlicher Fachrichtungen, allen voran Rechtswissenschaft, Soziologie, Philosophie, Kunstwissenschaft und Anthropologie, um für die Reetablierung des Kaisers als politisches Symbol, die Bewahrung der traditionellen japanischen Kultur, die Bekämpfung von Kommunismus und Verwestlichung und das Wiederaufleben des Militarismus zu argumentieren. Gleichzeitig seien aber auch ultranationalistische und rechtsextremistische Strömungen abzulehnen, welche den Kaiser als „Einheit der ganzheitlichen japanischen Kultur“ zu sehr politisieren und die Notwendigkeit der Meinungs- und Kunstfreiheit verkennen würden.
Der Essay sorgte bei seinem Erscheinen für viel Aufsehen und verstärkte Mishimas Rolle als Enfant terrible der Literaturwelt. Durch seine bisweilen harsche Kritik an der politischen Linken und Rechten gleichermaßen entwickelte er durch seine Abhandlung einen „einzigartigen Nationalismus“, der bei beiden politischen Lagern Empörung verursachte. Trotz seines Status als erfolgreichster japanischer Autor aller Zeiten weigerten sich lokale Zeitschriften und Verleger, das Werk zu veröffentlichen. Selbst politisch rechtsgerichtete Zeitschriften für die Mishima zuvor vermehrt tätig war, darunter Controversy Journal, kündigten diesem die Zusammenarbeit. Dass sich mit Chūōkōron letztlich doch ein Verlag fand, ist wohl vor allem den guten Kontakten von Mishimas Mentor Yasunari Kawabata zu der Chefetage zu verdanken.
Die Popularität des Werkes stieg nach Mishimas gescheitertem Putschversuch und anschließenden ritualisierten Suizid zu neuen Höhen an. Bis heute ist es weltweit, aber vor allem innerhalb Japans, Gegenstand zahlreicher Analysen, Interpretationen und Abhandlungen. Hierbei dient es als wichtigster Bezugspunkt, um Mishimas Radikalisierung zum Ende seines Lebens sowie die dubiosen Umstände seines Suizides zu begründen.
Zusammen mit Sonne und Stahl, einer ausführlichen Begründung von Mishimas Affinität für das Bodybuilding, gilt Verteidigung einer Kultur als wichtigstes essayistisches Werk im Œuvre des Autors. Die französische Übersetzung Défense de la culture wurde 1973 von der Zeitschrift Esprit als „bedeutendste Darstellung des japanischen Nachkriegsnationalismus“ bezeichnet.

## Inhaltsübersicht
Das alle Ebenen durchziehende und durch etliche Beispiele veranschaulichte Hauptthema des Essays ist die Unterbrechung der japanischen Kontinuität (japanisch 連続性, renzokusei). Mishima beschreibt zunächst den Status quo, welcher durch einen Werteverfall gekennzeichnet sei und stellt diesem eine idealisierte Vergangenheit entgegen: Die Kultur sei nach 1945 zu einem verdinglichten, utilitaristischen Konzept (Kulturalismus) geworden und ebenso sei seit Kriegsende ein Auseinanderdriften von Volk und Staat zu beobachten. Diese Dualismen seien gefährlich und könnten zur Destabilisierung Japans führen – einzige Lösung sei die Rehabilitierung des Kaisers als unpolitisches, kulturelles Konzept, der die „Ganzheitlichkeit der Kultur“ wahrt. Da der Kaiser formal vom Politischen gelöst sei, ist er Symbol und Bürge der japanischen Kultur, ein „Wert an sich“, der so verwurzelt in die Vorkriegskultur ist, dass er die gewünschte Kontinuität garantieren könne. Dadurch würde er zu einer Figur, die der dekadenten Nachkriegszeit und dem bemängelten Werteverlust entgegenstehen kann. Um aber ein weiteres Auseinanderdriften der Entitäten zu verhindern, müsse die Verwestlichung bekämpft werden, auf die besagtes Auseinanderdriften überhaupt erst zurückgehe.

## Formalia

### Aufbau
Durch Zwischenüberschriften ist Verteidigung einer Kultur in acht nicht nummierte Kapitel unterteilt:
1. Erstes Kapitel: Kulturalismus und Umkehrung des Kulturalismus:
Im ersten Kapitel erörtert Mishima die zentralen Begriffe „Kulturalismus“ und „Umkehrung des Kulturalismus“.
2. Zweites Kapitel: Die nationalen Charakteristika der japanischen Kultur:
Im zweiten Kapitel erläutert er die „nationalen Charakteristika der japanischen Kultur“.
3. Drittes Kapitel: Drei Eigenschaften der nationalen Kultur:
Im dritten Kapitel abstrahiert er diese Charakteristika, versieht sie mit Beispielen und „transformiert“ sie damit zu drei Eigenschaften.
4. Viertes Kapitel: Wovor muss Kultur geschützt werden?
Im vierten Kapitel sinniert er über Möglichkeiten, diese Eigenschaften zu schützen.
5. Fünftes Kapitel: Die Übereinstimmung von schöpferischem Handeln und Schutz:
Dies vertieft er im folgenden Kapitel.
6. Sechstes Kapitel: Die vier Stufen des ethnischen Nachkriegsnationalismus:
Im nachfolgenden sechsten Kapitel werden politisch relevante Ereignisse der Nachkriegszeit thematisiert.
7. Siebtes Kapitel: Die Ganzheitlichkeit der Kultur und der Totalitarismus:
Im siebten Kapitel bezieht er diese auf die zeitgenössische Problematik.
8. Achtes Kapitel: Der Kaiser als kulturelles Konzept:
Im letzten Textteil führt er die angesprochenen Punkte zusammen und zielt auf die Argumentationslinie des Textes hin, den Tennō und die Kultur gleichzusetzen.

### Sprache
Das auffälligste sprachliche Merkmal von Verteidigung einer Kultur ist die Verwendung von Schrift- bzw. Hochsprache. Sowohl syntaktisch als auch hinsichtlich der Wortwahl weicht der Text nicht nur vom gesprochenen Japanisch, sondern auch von üblichen, gehoben formulierten Darstellungen ab. Der Essay ist durchsetzt von vornehmlich in der Schriftsprache gebräuchlichen chinesisch-stämmigen Wörtern (japanisch 漢語, kango). Ebenso bedient sich Mishima diversen aus westlichen Sprachen entlehnten Neologismen.
Diese Eigenarten sorgen bisweilen für ein sperriges Leseerlebnis, zu dem Mishima – sonst für seine klare, bildliche Sprache bekannt – von den Argumenten Aristoteles’ in seinem Werk Poetik, sowie den Erwägungen Wiktor Schklowskis inspiriert wurde. Beide inspizierten, dass der Wahrnehmung Automatismen unterliegen. Damit die Wahrnehmung einer Sprache nicht automatisiert und selbstverständlich wird, müsse ihr ihre Vertrautheit genommen werden. Dieser Widerstand („Konstruktions-Sprache“) provoziere die etablierte Wahrnehmung des Lesers und fordere ihn zu einer Umbewertung, zu einem „neuen Sehen“, auf.

### Stil

#### Verzicht klarer, normativer Zuschreibungen
Um den Lesefluss weiter zu erschweren, bedient sich Mishima des kontraintuitiven Ansatzes, zentrale Konzepte weder klar positiv noch klar negativ zu besetzen. Im ersten Kapitel etwa beschreibt er, Kulturalismus bewirke, dass Kultur etwas „Harmloses, Schönes, ein Gemeingut der Menschheit, ein schöner Springbrunnen auf den Marktplatz“ werde. Erst aus einem umfassenden Textverständnis kann diese Beschreibung eingeordnet werden: Der Metapher des Springbrunnens steht der Metapher der Quelle entgegen. Während die sprudelnde, sich kontinuierlich erneuernde Quelle für die positiv besetzte Kultur steht, symbolisiert der künstliche, wohl westliche Springbrunnen auf dem von Menschenhand errichteten Marktplatz, der das immer gleiche Wasser innerhalb eines vorgegebenen Rahmens zirkulieren lässt, den negativ verstandenen Kulturalismus.

#### Verwendung von Metaphern zur Gliederung
Durch das Wiederaufgreifen von Metaphern gliedert Mishima den Essay: So schließt das zweite Kapitel beispielsweise mit einem Rückgriff auf die zu Beginn des Essays eingeführte Metapher der Quelle; das Bild steht wiederum im Zusammenhang mit dem davor genannten Springbrunnen. Indem Mishima Begriffe wie Damm, Austrocknung, Bewässerung oder Überschwemmung verwendet, nimmt er immer wieder auf die Wasser-Metaphorik Bezug. Auch der Tropus des Mutterleibes als Metapher für den Ursprung und die Kontinuität zieht sich durch den Essay.

#### Verwendung von Dichotomien
Zur Veranschaulichung seiner Standpunkte und einer Vereinfachung der im Text angesprochenen, komplexen Sachverhalte, bedient sich Mishima des Stilmittels der Dichotomie: Durch gut einprägsame Gegensätze, die Grenzen ziehen und polarisieren, werden Kategorisierungen sowie wertende Zuschreibungen erleichtert. Pauschalisierende Dichotomien vereinfachen komplexe Sachverhalte und dienen dazu, die japanische Kultur gegen die westliche zu behaupten und die Vorzüge der Vergangenheit sichtbar zu machen, wodurch der Grundtenor des Textes gestärkt wird.

#### Erklärungen durch Bezugnahme auf Tagespolitik
An Stellen, an denen er es für nötig erachtet, bezieht sich Mishima auf das tagespolitische Geschehen, um eventuell schwer verständliche Umschreibungen zu erklären. Siehe folgendes Beispiel:

„Das heißt, dass die Kettenglieder von Chrysantheme und Schwert durchgeschnitten sind und nur die wirksamen Teile der Kultur bei der Bildung der bürgerlichen Moral Verwendung fanden und die schädlichen Teile unterdrückt waren. Es ist unmittelbar ersichtlich, dass die zu Beginn der Okkupationspolitik erlassenen politischen Maßnahmen wie das Verbot des Rachedramas im Kabuki und das Verbot von Schwertkampffilmen äußerst primitiv waren.“

Der Leser, der nicht hinterfragt, was mit bürgerlicher Moral gemeint ist, oder der den intertextuellen Verweis auf Chrysantheme und Schwert nicht erkennt oder ihm keine Bedeutung beimisst, weiß dank des konkretisierenden Beispiels im zweiten Satz dennoch, worauf der Text abzielt.
Faktisch entstammen viele der Beispiele dem Erfahrungshorizont des Autors: Mishima schrieb Neodramen, war Teil der Theaterbewegung angura und befasste sich in einem Text mit dem Selbstmord des Olympioniken Kōkichi Tsuburaya. Auch mit den häufig erwähnten Zengakuren hatte Mishima persönlich zu tun gehabt, nicht zuletzt in seiner landesweit ausgestrahlten Podiumsdiskussion 1969 an der Universität Tokio.

#### „Verlorene Stilmittel“
Diverse in der japanischen Ursprache verwendete Stilmittel, zum Beispiel die Mehrfachverwendung des gleichen Wortes innerhalb eines Satzes, die aufgrund der Bildlichkeit der Kanji das Gesagte besonders betont, konnten – wie üblich bei Mishima-Übersetzungen – nicht in die deutsche Übersetzung des Textes aufgenommen werden.

## Kultur versus Kulturalismus
Im ersten Themenkomplex stellt Mishima die idealisierte, einzigartige japanische Kultur vor 1945 gegen den mangelhaften Kulturalismus nach 1945, der sich ausschließlich an Konsum und Materiellem orientiert. Hierbei wird zunächst definiert, was Mishima unter der japanischen Kultur versteht, danach was unter Kulturalismus und dessen Umkehrung fällt und zuletzt, wie die Kultur geschützt werden kann.
Kulturalismus sei Mishima nach demnach die „nachkriegszeitliche Verkehrung“ einer einst „wahren, ursprünglichen“ Kultur, dem es an „traditionellen, typisch japanischen“ Komponenten mangele.
Dem entgegengestellt ist die „vorkriegszeitliche Kultur“, zu der Mishima zurückkehren möchte. Nach etlichen Beispielen abstrahiert er die Einzigartigkeit der japanischen Kultur in drei Komponenten: „Ganzheitlichkeit, Subjektivität und Reflexivität“.

### Die japanische Kultur
Zunächst definiert Mishima, wie die komplexe Gestalt der japanischen Kultur, d. h. der Japanizität, verstanden werden kann. Verteidigung einer Kultur versteht sich dabei als Beitrag zum Nihonjinron.
Im Wesentlichen ließe sich die Besonderheit der japanischen Kultur an folgenden Punkten ausmachen; hierdurch sei sie vor allem von westlichen Kulturen abgrenzbar:
1. Kultur als Form:
Für Mishima ist Kultur weder ein rein immaterielles, noch rein materielles Ding, sondern eine Form. Heißt: Sie ist transparent, innerhalb ihres Rahmens anpassungsfähig und enthalte nicht nur Gegenständliches (wie z. B. Kunstwerke), sondern auch geistiges Gut und Handlungen.
Zwar seien Form und Inhalt nicht, wie vom linken politischen Rand proklamiert, trennbar, jedoch gewähre die Form innerhalb des Rahmens „japanischer Charakteristika“ einen Spielraum. So sei der vor Neuguinea als bemannter Torpedo auftauchende Marineoffizier zwar der Realität des Pazifikkrieges entnommen, aber dennoch Teil der japanischen Kultur, da er dem Grundgedanken – dem „japanischen Charakteristika“ – des budō (japanisch 武道) entstammt. Es handelt sich mithin um einen „neuen Inhalt“ innerhalb der „bewährten Form.“
 Tatsächlich können sich Handlungsmuster selbst nach gewisser Zeit in Kunstwerke verwandeln und damit eine Übereinstimmung von Leben und Kunst gewährleisten. Mishima beruft sich dabei u. a. auf Friedrich Schlegels progessive Universalpoesie und ähnliche Vorstellungen von Novalis oder Friedrich Nietzsches Idee der „Kunst als Leben“ und bezieht damit das Konzept, sein Handeln selbst zur Kunst zu machen, nicht bloß auf Japan, sondern auf alle Kulturen. Für Japan benennt Mishima vor allem das Beispiel des Samurai-Ehrenkodex bushidō, aus dem ungeplant – wie vom Professor Inazō Nitobes in seiner Abhandlung Bushidō – Die Seele Japans (1900) geschildert – der generelle moralische Kompass für das japanische Volk entstanden ist.[Anm 2] Selbiges gelte für sadō (Japanische Teezeremonie) und kadō (Blumenzeremonie), die sich über die Jahrhunderte zu festen Traditionen im Lichte des japanischen Zen entwickelt haben, heißt: nunmehr religiös verankert sind.
2. Der Tennō als Formgeber:
Da Kultur für Mishima gleichbedeutend mit Form ist, bedarf es eines „kulturellen Konzeptes“, der als Formgeber agiert, d. h. bestimmt, wie weit der Rahmen der japanischen Charakteristika gesteckt ist- dies ist in Japan der Tennō als „Garant der Kultur“. Ein Formgeber müsse, wie die Kultur selbst, „Tradition“ und „Kontinuität“ gewährleisten können; da der Kaiser durch den Glauben des Shintō einer festen Blutlinie entstammt und deren Traditionen, die Form, weiterträgt, während sich parallel um ihn herum die Umstände ändern, ist es er, der für die notwendige Kontinuität sorgt.
3. Keine Unterscheidung zwischen Original und Kopie (Kontinuität):
Die eindrücklichste Abgrenzung der japanischen Kultur von allem Westlichen sieht Mishima in dessen Behandlung vom Verhältnis Original-Kopie. Dies macht er an einem selbsterklärt plakativen Beispiel deutlich: Die westliche Kultur sei vornehmlich aus Stein, die japanische hingegen aus Holz, weshalb in Japan auch kein Unterschied zwischen Original und Kopie gemacht wird.
Dieser Unterschied betont Mishima als besonders bedeutend: Da Verfall einer „steinernen Kultur“ des Westens nicht rückgängig zu machen ist – schließlich könne ein Original nie ersetzt werden – stirbt diese Kultur zwangsläufig aus. Dies sei auch der spezifischen westlichen Denke vorzuwerfen: Um das „Original“, Materielles, zu retten, werde die Opferung des „nationalen Geistes“ in Kauf genommen. Als Beispiel nennt Mishima den Waffenstillstand von Compiègne im Jahr 1940, bei dem die Franzosen der Deutschen Besetzung Frankreichs im Zweiten Weltkrieg zugestimmt und damit ihren natiotalen Geist gefährdet haben, nur um Paris (etwas Materielles, das „Original“) zu bewahren.
In Japan hingegen werde nur schwach auf Dingen beharrt; ob Materielles untergeht ist der Bevölkerung grundsätzlich egal, solange durch eine Kopie die japanische Vergangenheit weiter in die Gegenwart hineinwirken kann. Diesen Prozess der kulturellen Fortdauer (sog. „Kontinuität“) veranschaulicht Mishima etwa an der auf die Kaiserin Jitō zurückgehende Tradition, den bedeutenden Ise-Schrein alle zwanzig Jahre neuzuerrichten oder am Tempelbrand des Kinkaku-ji, der ebenfalls nachgebaut wurde.[Anm 3][9]
4. Dualismus: Chrysantheme und Schwert:
Essentieller Bestandteil der japanischen Kultur sieht Mishima in dessen Dualismus, den er – auf die US-amerikanische Anthropologin Ruth Benedict verweisend – mit der Umschreibung „Chrysantheme und Schwert“ beschreibt.
Als Repräsentationsformen des „Schwertes“ führt Mishima Kampfkünste (budō) wie kendō, die bemannten Torpedos während des Pazifikkrieges, aber auch bushidō, den „Weg des Kriegers“, an. Bushidō bezeichnet eigentlich den Kodex für Samurai in Feudalstrukturen, assoziiert wird damit jedoch meist – auch bei Mishima – die über Japan hinaus bekannte erste Zeile der Samurai-Ethik Hagakure von Tsunetomo Yamamoto: „Der Weg der Samurai ist der Tod.“; die angeblich unerschrockene Bereitschaft der Krieger zur Selbstaufopferung. Besonders während des Pazifikkrieges war das Hagakure unter Soldaten verbreitet und auch Mishima selbst schrieb mit Zu einer Ethik der Tat: Einführung in das Hagakure einen umfassenden Kommentar über das Werk. Wie weit dieses „japanische Ideal“ reicht veranschaulicht Mishima anhand verschiedener Kriegspraktiken, darunter die im Westen als Kamikaze bekannten Shimpū Tokkōtai-Einheiten. Kongruent mit Mishimas Vision, dass Handlungen zu Kunst werden können, sieht er auch bushidō als „System der Ethik der Schönheit.“ Er verweist hierfür auf Eugen Herrigels Werk Zen in der Kunst des Bogenschießens aus dem Jahr 1948, der dem traditionellen kyūdō eine nur in Japan vorherrschende Essenz von „japanischer Ästhetik, Spiritualität und Reinheit“ zuschrieb.
Das Schöne und Harmonische hingegen assoziiert Mishima mit der „Chrysantheme“. Unter diese fallen, die Originalität Japans aufzeigend, sowohl Traditionen wie sadō und kadō, aber auch ästhetische, quasi unübersetzbare Konzepte[10] wie yūgen (japanisch 幽玄) und wabi-sabi (japanisch 侘び寂び). Mishima vergleicht Werke vorkriegszeitlicher mit solchen nachkriegszeitlicher Kunst, zum Beispiel das Genji Monogatari mit modernen Romanen oder die Buddha-Statuen des Chūson-ji mit Skulpturen der Gegenwart, wobei – kongruent mit seiner Kritik an der Nachkriegszeit – das moderne Äquivalent immer als das „blassere“ bezeichnet wird. Diese Annahme wird auch schon im Einleitungssatz von Verteidigung einer Kultur deutlich: „Obgleich man von Shōwa-Genroku-Zeit spricht, ist diese Genroku-Zeit hinsichtlich ihrer kulturellen Erfolge äußerst unbefriedigend. In einer Zeit, in es weder einen Chikamatsu noch einen Saikaku oder einen Bashō gibt, verbreiten sich allein dekadende Bräuche. Der Pathos versiegt, der eiserne Realismus ist hinweggefegt und an die Tiefe der Poesie kann man sich nicht mehr zurückerinnern.“
Darüber hinaus ist die Metapher von „Chrysantheme und Schwert“ aber auch eine politische. Als Symbol des japanischen Kaiserhauses – etwa auf dem kaiserlichen Wappen oder dem Chrysanthementhron – macht die Chrysantheme den Kaiser zum Referenzpunkt hinter allen Oben genannten Beispielen.[11] Das Schwert verweist derweil auf die Samurai als historischen Gegenpart des Kaiserhofes. Diese hatten seit der 1185 von Minamoto no Yoritomo begründeten Kamakura-Zeit die de facto politische Macht inne, während der Tennō weiter das kulturelle Symbol Japans blieb und durch die Hofaristokraten, kuge, besonders damit beauftragt war, Japans „kulturelle Essenz“ durch etwa Literatur zu bewahren; eine Aufgabe, die der Hof den „unkultivierten Kriegern“ nicht zutraute.[12][13][14]
Zusammengefasst explizieren die Beispiele Mishimas, dass Kultur neben dem positiv besetzten Schönen auch nicht zwingend harmlose Elemente enthält. Kultur ließe sich nicht in Positives und Negativ, Gutes und Böses unterteilen, sondern vereint notwendigerweise beide Seiten. Aus dieser Annahme leitet sich Mishimas Forderung ab, dass auch in der Nachkriegszeit die Bereitschaft vorhanden sein müsse, sich selbst aufzugeben.[15]
5. Spezifische Charakteristika:
Die vorausgehenden Ausführungen werden von Mishima durch die japanischen Charakteristika von „Reflexivität (saikisei), Ganzheitlichkeit (saikisei) und Subjektivität (shutaisei)“ abstrahiert. Diese Eigenschaften werden durch den Gedanken der „Kontinuität“ vereint (der bereits Oben umschrieben wurde).
  1. Reflexivität:
Reflexion (japanisch 再帰性, saikisei) wird in Verteidigung einer Kultur als Selbstvergewisserung gefasst.[16] Indem die Vergangenheit thematisiert und auf sie Bezug genommen wird, wirkt die in ihr verwurzelte Kultur in die Gegenwart hinein. Diese reflexive Selbstvergewisserung exemplifiziert Mishima an den Beispielen „Man’yōshū / tanka“ und „honkadori“: Ohne das lyrische Vorbild Man’yōshū gäbe es kein Abbild der „modernen tanka“, denn die zeitgenössischen Gedichte rekurrieren durch ihre Form auf historische Vorläufer. Das honkadori, eine Praxis der waka-Dichtung, hat sogar den konkreten Charakter, durch Adaption eines kanonischen Gedichtes ein neues zu schaffen.
Mishima bedient sich des Reflexivitäts-Verständnisses nationalistischer japanischer Intellektueller, ebenso wie dem von Johann Gottfried Herder, indem er behauptet, die Reflexivität könne von Japanern wegen ihrer „Affinität zum Holz“ gefühlt werden.[17] Es sei ein Privileg der Europäer, die Kontinuität ihrer Kultur ausgehend von den Ruinen der Antike zu fühlen, bei Japanern hingegen lösten diese Ruinen keine Reflexion auf das eigene Subjekt aus. Mishima verweist in diesem Kontext auf Kuki Shūzō und Heinrich Rickert, die etwa in Shūzōs Aufsatz Die Struktur des Iki aus dem Jahr 1930 behaupteten, dass das ästhetische Konzept iki als zentraler Bestandteil der japanischen Kultur alleine von Japanern gefühlt werden könne.[6][18]

  2. Subjektivität:
Rekurrierend auf Erwägungen des Philosophen Nishida Kitarō und des Psychologen Mitagi Otoya versucht Mishima den umstrittenen Begriff der Subjektivität (japanisch 主体性, shutasai) zu bestimmen. Da Kultur reflexiv, d. h. selbstvergewissernd, definiert ist, kommt ihr unweigerlich der Status eines Subjektes zu: Dem „Ich“ als Subjekt von Denkvorgängen ist per se ein reflexives Moment eingeschrieben, da ein frei entscheidendes und sich damit von der objektiv gesetzten Welt distanzierendes Subjekt sich seiner nur reflektierend selbst bewusst werden kann. Für Mishimas Argumentation ist die Handlungsfähigkeit des Subjekts, ergo ein Freier Wille ausschlaggebend; das Subjekt soll nicht ausschließlich objektiv wahrnehmen, sondern tätig werden. Kultur wird damit selbst Subjekt und Erschaffendes.[19]
Leichter zu verstehen ist Subjektivität damit als „Eigenständigkeit“: Das Subjekt ist Schnittstelle, in der Kultur als Produzierendes zu Tage tritt und immer wieder Neues aus sich selbst heraus erzeugt. Zur Erklärung führt Mishima den Vergleich an, die Subjektivität der Kultur sei wie die Gottheiten der Trimurti: Deren Attribute, „erschaffen (Brahma), zerstören (Shiva), erhalten (Vishnu)“, weisen laut Mishima ähnliche Eigenschaften auf wie japanische Kunstwerke, deren Gestalt „in kurzer Zeit entsteht, andauert und vergeht“. Die Kultur als Form bestimme, durch den formgebenden Kaiser, vergängliche Handlungsmuster, zu deren Umsetzung es eines kreativen Subjekts bedürfe. Gleichzeitig gibt Mishima mit dem Verweis auf die Hindu-Trinität dem Pan-Asianisten Kakuzō Okakura Recht, dass die Quelle der asiatischen Kultur nicht etwa in Japan, sondern in China und Indien zu lokalisieren sei.[20][21]
Die Relationalität der Subjektivität und Reflexivität macht Mishima am Beispiel deutlich, dass die festgelegte Aufführungsform japanischer Theater (etwa nō oder kabuki) ein Ausgangspunkt für deren Überlieferung gibt. Die Form ist das Rahmenwerk, innerhalb dessen kreative Subjekte den Inhalt gemäß gewisser Vorgaben gestalten. So würde etwa das Genji-Monogatari auf gegenwärtige Subjekte reflektiert und durch die Bestätigung seiner Reflexivität selbst zum „Mutterleib der Neuerschaffung“ werden. Mishima zufolge gibt es also nicht ein ursprüngliches, erschaffendes Subjekt, sondern dieses multipliziere sich durch die fortwährenden Spiegelungen und so bewirke Reflexivität, dass Kultur nicht nur sichtbar, sondern auch sehend – also gleichzeitig Subjekt und Objekt – sei. Mit Verweisen auf das Konzept des hinduistischen darshan-Gedanken, der Beobachter siehe die Statue einer Gottheit an und wird im Gegenzug auch von dieser gesehen,[22] so wie auf das von Jacques Lacan begründete Konzept des Spiegelstadiums verdeutlicht Mishima, dass seine Differenzierung vom Zuschauenden und Angeschauten auch international verbreitet sei.

  3. Ganzheitlichkeit:
Da das dritte Element, die Ganzheitlichkeit (japanisch 全体性, zentaisei), laut Mishima nicht fest definierbar sei, illustriert er es anhand von Negativdefinitionen: Ganzheitlichkeit sei keine „Unterbrechung, Abtrennung vom Mutterleib, Durchtrennung einer Saite oder Spaltung von Chrysantheme und Schwert“. Die im Parteiprogramm der Sozialistischen Partei Japans formulierte Forderung, sich von der alten Kultur loszulösen sowie zwischen „bewahrenswerter“ und „nicht bewahrenswerter Kultur“ zu differenzieren, sei „banal“; vielmehr müsse die japanische Kultur als großes Ganzes verstanden und bewahrt werden. Kunst unter völliger Kunstfreiheit sei eine Positivdefinition der Ganzheitlichkeit, denn als wirkliches Abbild der „fragmentarischen Menschheit“ dränge sie auch in den düsteren Bereich vor – heißt: Sie ist ganzheitlich. Im Kulturalismus gelingt dies jedoch nicht, weil – wie von den Sozialisten gefordert – das Dunkle ausgeblendet und der Fokus allein auf dem Schönen läge. Diesen Gedanken der „Übersummativität“ bezeichnet Mishima als einen „universellen“ und verweist zur Unterstreichung dieser These auf den griechischen Universalgelehrten Aristoteles und den chinesischen Philosophen Laotse, die bereits zu ihrer Zeit die Wichtigkeit einer Ganzheitlichkeit betonten.[16] Ganzheitlichkeit bedürfe sowohl einer zeitlichen Unversehrtheit, als auch der Einheit ihrer Teile.
6. „Trias“ („Tradition“):
Mishima beendet seine Ausführungen zu den drei japanischen Kulturcharakteristika, indem er deren Verwobenheit als „Trias“ hervorhebt: Da Ganzheitlichkeit mit zeitlicher und räumlicher Kontinuität gleichzusetzen ist, ist sie nachgerade Bedingung für Reflexivität, die wiederum grundlegend für die Subjektivität ist. Gerade diese Übereinstimmung von Reflexivität, Ganzheitlichkeit und Subjektivität als Trias begründet für Mishima das, was als Tradition zu verstehen ist. Tradition heißt demnach die „Überführung alter Werte in die Gegenwart“, wobei diese Tradierung „netzförmig“ ist. Das Genji-Monogatari etwa spiegelt sich nicht nur in der Gegenwart, sondern es ist durch diverse Umsetzungen in verschiedenen Sujets in diesem Netz auf unterschiedlichen Ebenen als Subjekt präsent. Wie der referierte Romantiker Yojūrō Yasuda erachtet Mishima Verbesserung und Fortschritt in der Kultur als unmöglich und erteilt damit dem westlichen, linearen Traditionsverständnis eine Absage.[6] Deshalb dürfe auch die moderne Literaturgeschichte ab 1868 nicht isoliert von der klassischen Literaturgeschichte betrachtet werden, weil sonst die Kette von Reflexion und Subjektivität unterbrochen werde.

Abschließend geht Mishima auf die selbstgestellte Frage ein, ob nur die japanische Kultur für die Japaner die benannte Wirkung habe oder ob auch fremde Kulturen für ihre jeweiligen Völker dieselbe Kulturzugehörigkeit und damit Isoliertheit begründen können. Er bejaht dies ausdrücklich und zieht Frankreich als europäisches Beispiel einer (gelungenen) Nationalkultur hinzu, in der Volk, Sprache und Land weitgehend kongruent und durch das französische Konzept patrimoine, das materielle und immaterielle Kulturerbe, zusammengehalten sind. In einem kurzen historischen Exkurs beschreibt er, dass erstmals Friedrich Meinecke diesen (wohl längst implizit etablierten) Kulturbegriff ausführte, dessen „Selbstthematisierung“ aus einem „berechtigten Unbehagen am korrupten Staat“ entstanden sei. Oder anders ausgedrückt: Das kulturelle Verständnis einer Nation (ebenso wie der später beschriebene ethnische Nationalismus) kämen aus der Position heraus, eine „ewigwährende“ Identität zu gewährleisten, die nicht durch politische Machtspiele und opportunistische Regierungen zerstört werden kann.

### Kulturalismus
Das Gegenteil zur Kultur und damit das, was Mishima bekämpfen möchte, ist der Kulturalismus der Nachkriegszeit, dessen Verantwortlichen er in der Okkupationspolitik des Westens sieht. Im Wesentlichen sei der Kulturalismus von folgenden Charakteristiken geprägt:
1. (Übertriebener) Pazifismus:
Mit dem Kulturalismus einher gehe die Separation der beiden Elemente „Chrysantheme und Schwert“, denn durch die Besatzungsmächte und ihre „Politik des übertriebenen Pazifismus“ sei das „Schwert“ in der Nachkriegszeit abhandengekommen. Durch die gezielte Zensur von Schwertkampffilmen oder Rachedarstellungen in Film und Theater, die vom Supreme Commander for the Allied Powers diktiert wurde, sollte bewirkt werden, dass seit 1945 „in der Kultur nichts Schädliches“ vorkomme. In Japan zeige sich die Absurdität einer solchen Politik und die „künstliche Trennung der Japaner von ihrer gewaltsamen Seite“, wenn nach 1945 der Friedenswunsch soweit gehe, dass der Tod vieler Japaner als akzeptabel erachtet wurde, da durch diesen die Ideale der Nachkriegsverfassung verwirklicht werden konnten.
2. Materialismus:
Gegenwärtig fungiere Kunst, nach Mishima, als „Ablassbrief gegen das Ausland“; nach „Vorbild der Indulgenz ein Freikauf von einer Sünde“: Kultur sei durch die Ablegung vom „Schwert“ nur noch ein Beweis für den mentalen Wandel der Japaner seit 1945.[24][25]
Kultur werde nunmehr ausschließlich in Form des materiellen Erbes gewürdigt, welches als „tote Kultur aus Museen“ unproblematisch verwaltet werden könne. Der Kulturalismus würde sich dadurch am Rezipienten orientieren, welcher Kultur „als Ding“ schätze, aber selbst nicht kreativ sei; die Funktion der Kultur als „Schnittstelle ihrer Neuerschaffung“ ginge so verloren – heißt: Im Museum „gefangene, verdinglichte“ Kultur wird ihrer charakteristischen Möglichkeiten der Reflexivität und Subjektivität beraubt. Museale Aufbewahrung sei im Vergleich zu „wahrer, verinnerlichter Kultur“, welcher der nationale Geist zugrunde liegt, verfälschend.
Mishima fordert, die Kontingenz der erhaltenen Kulturgüter mehr anzuerkennen, sich also nicht mehr rein auf das Materielle zu fokussieren, sondern dem Geist der Kultur eine größere Bedeutung beizumessen. Die konsumorientierte Masse fordere den Kulturalismus und fungiere gleichzeitig als dessen Aushängeschild.[26]
3. Immaterialismus:
Die Kritik an der chinesischen Kulturrevolution und Mishimas Beschimpfung von Mao Zedong als „wütender Tyrann“ exemplifiziert, dass auch die gezielte Zerstörung von Materiellem, um den immateriellen, revolutionären Geist zu fördern, abzulehnen sei.
Mishima kritisiert etwa, Mao Zedongs Ehefrau Jiang Qing habe den „Geist des Theaters beschnitten“, als sie das Repertoire der Peking-Oper von über 1300 Stücken auf einen festen Kanon von acht Gegenwartsstücken reduzierte, um die Realität der Arbeiter und Bauern zum Gegenstand der Kunst zu machen. Sie fürchtete das Potenzial des Theaters und versuchte dies mithilfe kulturalistischer Reglementierungen, in diesem Fall dem Verbot angeblich „bourgeoiser Themen“, auszumerzen.[27][28] Hierin zieht Mishima auch eine Parallele zu japanischen linken Strömungen und deren (problematischer) Ansicht, die äußere Form und den Inhalt der Kultur als etwas Abtrennbares zu verstehen. Auch Qing habe wie die Sozialisten die äußere Form (die Peking-Oper) als etwas Bewahrenswertes und den Inhalt (die Stücke) als etwas Abtrennbares, Reformierbares betrachtet.
Mishima wirft den Sozialisten vor, dass das Schützen von Kunstformen wie Nō und Kabuki lediglich ein Ausweichmanöver sei, um zu suggerieren, sie würden sich um japanische Kultur bemühen; dabei würden sie nur Kunst schützen, die möglichst unschädlich und unkontrovers bzw. ihrem Zweck dienlich ist. Er zieht hierbei Vergleiche mit dem Leningrad-Ballett, welches in den Jahren 1967/68 Vorstellungen gab und sich als „Bewahrer der russischen Tradition“ verstand, obwohl es sich um seichte, regierungsunkritische, unanstößige Kunst handelte.
4. Utilitarismus:
Utilitaristische Tendenzen sind ein weiterer, klar herausgearbeiteter Kritikpunkt am Kulturalismus. Mishima versteht ihn als manipulierbar und instrumentalisierbar; Verweise auf kontrollierende Eingriffe seitens der Sowjetunion und Chinas in Kultur und Literatur, aber auch das Parteiprogramm der Sozialistischen Partei Japans stützen die These. Im Programm wird die Erschaffung einer neuen „bürgerlichen Kultur“ versprochen: Zwar gelte es, die Form bestehender Kultur zu wahren, andererseits müsse Volkskunst neuer Inhalt hinzugefügt werden. Einerseits steht dieser Gedanke Mishimas Grundannahme entgegen, dass Kultur nicht revidier- oder verbesserbar sei. Andererseits befürchtet Mishima, dass die Form manipulierbar werde; denn das Volk erachtet den Kaiser (mitsamt seiner Tradition und Kontinuität) nicht mehr als Zentrum der Kultur, sodass diese beliebig mit nützlichem, neuen Inhalt angereichert werden kann.
5. Einmischung der Politik in die Kultur:
Zuletzt kritisiert Mishima im Kulturalismus, vorwiegend dem von linker Seite initiierten, die Einmischung der Politik in kulturelle Angelegenheiten. Er nennt dabei mehrere Beispiele aus Osteuropa: So werde in Russland der bedeutende russische Schriftsteller Fjodor Dostojewski trotz seiner bemerkenswerten Beiträge zur russischen Kultur aufgrund seiner anti-sozialistischen Ansichten von der sowjetischen Revolutionsregierung weiterhin abgelehnt und zensiert. Noch deutlicher wird seine Kritik am „kommunistischen Verständnis der Kunstfreiheit“ an den März-Unruhen 1968 in Polen: Der polnische Dichter Adam Mickiewicz schuf den Dramenzyklus Totenfeier (Dziady), in dem unter anderem die polnischen Teilungen und die Gewaltherrschaft Russlands thematisiert wird. Im Winter 1967/68 inszenierte Kazimierz Dejmek eine Aufführung am Nationaltheater Warschau. Während das Publikum begeistert war, sah die polnische Regierung einige russlandkritische Szenen in einem falschen Kontext dargestellt und verbot das Stück. Bei der letzten erlaubten Aufführung drängten Schüler und Studenten, die keine Karten mehr erhalten hatten, in das Theater. Neben Ovationen und Beifallstürmen bei anti-russischen Szenen kam es immer wieder zu Sprechchören gegen die Zensur. Im Anschluss an die Aufführung setzten sich die Demonstrationen auf den Straßen Warschaus fort. Als Mishima den Essay schrieb, waren die Ereignisse noch am Laufen. Er lobte den Mut der Studenten, sorgte sich aber darum, dass die „kunstfeindliche Regierung“ sich am Ende durchsetzen sollte.
Zugleich legt Mishima dar, dass solch gefährlichen Einmischungen und Manipulationen der öffentlichen Meinung kein rein sozialistisches Problem seien, sondern auch in Japan „Früchte tragen“ könnten. Hierfür verweist er auf die in der Edo-Zeit verbreiteten Interpretation des Genji-Monogatari, durch die zahlreiche, allen voran sexuell-explizite Passagen, für japanische Schulen zensiert wurden. Zusammengefasst stellt Mishima fest, dass Politik die Ganzheitlichkeit und Kontinuität der Kultur unterbräche, obwohl sie behaupte, eine Schwächung der Kultur verhindern und Traditionen wahren zu wollen.[29]
6. Universalismus:
Weil der Kulturalismus alles Japanspezifische aufgibt, ist er der Verwirklichung einer „Kultur der Menschheit“ dienlich. Japan könne sich im internationalistischen Kulturalismus, der nach einem „nivellierenden Universalismus“ strebt, nicht abgrenzen. Eine solche Entwicklung lehnt Mishima entschieden, ab weil sie den nationalen Eigenheiten einer jeden Kultur nicht Rechnung trage. Für ihn, als begeisterter Konsument europäischer und westlicher Popkultur, liegt das Schöne in den verschiedenen Kulturen der Welt in deren „Heterogenität“.

Zusammenfassend lässt sich Kulturalismus beschreiben als Mechanismus, der Vor- und Nachkriegszeit und analog „Chrysantheme und Schwert“ voneinander trennt und damit nicht nur die Ganzheitlichkeit der Kultur, sondern auch deren Reflexivität und Subjektivität beschneidet. Kulturalismus ist die Reduzierung der Kultur nach 1945 auf ein materialistisches und utilitaristisches Prinzip, welches allein Dinge und Schöngeistiges würdigt, Körperlichem sowie gewaltbereitem Handeln und „traditionellen Werten“ jedoch kein Gewicht mehr beimisst. Darüber hinaus wird Kulturalismus als manipulierbares, kontrollier- und damit instrumentalisierbares, politisierbares Konzept erachtet, das der subjektiven, sich reflexiv erneut zeigenden, ganzheitlichen Kultur entgegensteht. Um ganzheitliche Kultur zu erreichen, bedarf es immer eines Zusammenspiels materieller und immaterieller Faktoren zu einer Form; wird etwas nur als „Ding“ wertgeschätzt und rekurriert dies nicht auf Handlungsmuster oder Geist, bleibt es im Kulturalismus verhaftet.

### Schutz der Kultur
Die Notwendigkeit des Schutzes (bōei) der Kultur bestimmt sowohl dessen Titel als auch seinen Grundtenor. Wie dieser Schutz genau aussehen soll, erschließt sich, wenn – wie von Mishima umfassend ausgeführt – Kultur und Kaiser als Synonyme gedacht werden. Der Schutz des Tennō ist gleichzusetzen mit dem Schutz der Kultur.
Für Mishima setzt ein solcher Schutz voraus, dass vier Voraussetzungen anerkannt werden:
1. „Paradoxie des Schützens“:
Fälschlicherweise werde im Kulturalismus (heißt: dem Japan der Nachkriegszeit) angenommen, dass Gleiches durch Gleiches, etwa Friede friedlich und Redefreiheit durch Redefreiheit geschützt werden könne. Tatsächlich bedürfe effizienter Schutz jedoch immer der entgegengesetzten Aktion zum erwünschten Zustand; also etwa der Bereitschaft zur Gewalt, um Frieden zu schützen oder der Bereitschaft zur Selbstaufgabe zum Schutze des Selbst.
Im „verdinglichten“ Kulturalismus werde diese Erkenntnis jedoch ausgeblendet und irrtümlich gefolgert, dass die Gegenstände die Art des Schutzes bestimmten. Würden Achtung und Schutz in ein Abhängigkeitsverhältnis gebracht, bedeute dies jedoch, Kultur „als Ding in Museen zu konservieren.“ Mishima verwendet hier einen „passiven Diamanten im Museum“ als Metapher für den von den Westmächten aufgestellten Kaiser: Aufgrund seiner eingeschränkten Entwicklungsmöglichkeit ist die Identifikation zwischen ihm und seinen Untertanen unmöglich; er kann nicht bewahrt werden, sondern verkommt zu seinem Gegenstand.
2. Wertschätzung des Kaisers:
Mishima kritisiert, dass durch die fehlende Wertschätzung des Kaisers (der Kultur) auch die Bereitschaft weggefallen ist, diese überhaupt zu schützen. Ein wirksamer Schutz könnte nur von „schaffenden Subjekten“ ausgehen, die ihren Egoismus sowie ihr Verlangen nach Selbstsicherheit ablegten.[30][31][32] Die Forderung steht im Zusammenhang mit Mishimas Glorifizierung des bushidō als kulturelles und indigen japanisches Handlungsmuster: Das ausgerufene Narrativ fordert die Bereitschaft, jederzeit für die richtige Sache zu sterben und sich dem Wohl des „übergeordneten Großen“ (hier der Kultur) zu verschreiben.
Der Autor betrauert, dass ein Ablegen der egoistischen Fixierung auf Selbstschutz und materielles Wohlbefinden unrealistisch ist angesichts einer Gesellschaft, die sich aus „emotionalen Pazifisten, kategorischen Kriegsverweigerern und Menschen mit kleinbürgerlichen Eigenheimwünschen“ zusammensetzt. Statt sich aktiv politisch zu beteiligen, begnügten sich seine Zeitgenossen mit einer passiven Zuschauerposition, von der aus sich leicht Beifall spenden und damit das schlechte Gewissen über die eigene Untätigkeit beruhigen ließe, ohne selbst aktiv zu sein.
3. Zusammenfallen von Subjekt und Objekt:
Wenn Subjekt und Objekt zusammenfallen, heißt die Subjekt-Objekt-Spaltung bekämpft wird und die schützenden Subjekte idealiter Schöpfer und Träger der Kultur gleichzeitig sind, falle notwendigerweise auch Erschaffung und Schutz in eins. Verwirklicht worden sei dies im bunbu ryōdō-Ideal, in dem naturgemäß auch Chrysantheme und Schwert zusammenfallen: Schützen bedeute handeln, weswegen der Körper konstant trainiert werden müsse.[33] Mishima bemängelt, dass sich unter taiwanesischen Politikern auch Kung-Fu-Meister fänden, die sich regelmäßig im berühmten Shaolin-Tempel in Song Shan trafen, in dem der Legende nach Bodhidharma zur Erleuchtung gelangte und auch das Shaolin Kung Fu erfunden worden sein soll. Währenddessen sei die Auseinandersetzung mit dem eigenen Körper in Japan auf das „Erkennen von Gebrechen beschränkt.“
Exemplarisch dafür sieht Mishima den Trend, seit der Meiji-Zeit literarisch und im Theater keine Kendō-Szenen mehr darzustellen, dafür immer mehr Kranke und psychisch Angeschlagene. Diese Attitüde sei auf die westliche Obsession mit dem Romantizismus zurückzuführen, körperlichen Gebrechen metaphysische Bedeutungen zuzuschreiben.
4. Gewaltbereitschaft:
Mishima betont, dass Gewalt nicht per se verneint werden dürfe, da sonst auch die Idee von Staatsgewalt nicht mehr glaubhaft sei. Später appelliert er sogar ausdrücklich „die Unbedingtheit der relativen Wertschätzung durch den Tod zu vollenden“, das heißt aktiv und gegebenenfalls unter Zuhilfenahme von Gewalt zu handeln, um den Kaiser zu schützen.
Mit Rückgriff auf die „Paradoxie des Schützens“ fordert Mishima, die Kultur „zu unterbrechen, um sie zu schützen“ – ergo: Mishima ruft zur aktiven Revolution auf.[34]

Mithilfe des „Paradoxon des Schutzes“ löst Mishima den Widerspruch auf, dass Politik Kultur unterbreche, aber gleichzeitig nötig sei, um ihre Kontinuität zu schützen. Das politische System, das Mishima konkret schaffen möchte, nennt er „ethnischer Nationalismus“.

## Ethnischer Nationalismus (bzw. „Nationalismus versus Internationalismus“)
Als nächsten Themenkomplex befasst sich Mishima mit dem Nachkriegsnationalismus (minzokushugi). Im sechsten Kapitel, Die vier Stufen des ethnischen Nachkriegsnationalismus, teilt er die Nachkriegszeit in vier Entwicklungsstufen ein:
1. Die erste Stufe: Der Zeitraum von 1952 bis 1960.
2. Die zweite Stufe: Der Zeitraum von 1960 bis 1968.
3. Die dritte Stufe: Diverse Ereignisse des Jahres 1968. Hier befasst sich Mishima umfassend mit den kulturellen und politischen Auswirkungen des ethnischen Nationalismus für Japan.
4. Die vierte Stufe: Der „Kin Kirō Zwischenfall“. Auf Grundlage dieser einen konkreten Begebenheit erarbeitet Mishima drei für die Beurteilung der Nachkriegszeit grundlegende Themenkomplexe.

### Definition von „ethnischer Nationalismus“ (minzokushugi)
In Verteidigung einer Kultur finden sich zwei Definitionen des ethnischen Nationalismus. Zunächst fasst Mishima den Begriff wie folgt:

„Ethnischer Nationalismus ist eigentlich nichts anderes als die Leidenschaft für die politische Einheit eines Volkes mit einem Staat; die Leidenschaft einer einzigen kulturellen Tradition mit einer einzigen sprachlichen Tradition.“

Zum Ende des Kapitels folgt eine Negativdefinition:

„Die Betonung des ethnischen Nationalismus an sich bedeutet die Betonung dieses Zustandes der Trennung (von Volk und Staat) und das ist letztendlich nichts anderes als ein taktischer Plan zur Verneinung des Landes und zur Bejahung des Volkes. Mit anderen Worten dient der ethnische Nationalismus als Mittel zur Trennung des Untrennbaren.“

Zusammengefasst heißt das, ein Volk, das sich über eine gemeinsame Tradition und Sprache definiert – sich also aus einer Ethnie zusammensetzt – solle den Staat als politische Struktur bilden. Theoretisch bedeutete ein verwirklichtes Gemeinschaftsprinzip, dass Volk und Staat, Kultur und Sprache übereinstimmen. Nach Ende des Krieges – so ist es dem zweiten Zitat zu entnehmen – sei dieses ursprüngliche Gefühl verlorengegangen, weil die „Verwandtschaftsbeziehungen zwischen der blutsverwandtschaftlichen Gemeinschaft und dem Staat“ zerstört waren („ethnischer Nachkriegsnationalismus“).
Diesen bemängelten Zerfall des japanischen Gemeinschaftsprinzips beschreibt Mishima anhand des Oben angesprochenen vierstufigen Schemas.

### Die erste Stufe des ethnischen Nachkriegsnationalismus (1952–1960)
Die erste Stufe des ethnischen Nationalismus erstreckt sich von 1952 bis 1960. Sie beginnt mit dem Inkrafttreten des Friedensvertrags von San Francisco am 28. April 1952, erstreckt sich über die wirtschaftliche Rezession durch den Koreakrieg und endet mit der Erneuerung des Friedensvertrags (Anpo-Vertrag) und den damit einhergehenden Massenprotesten.
Erkennungsmerkmal der ersten Phase sei eine schleichende Übernahme des amerikanischen Gemeinschaftsgefühls: Durch die Projektion amerikanischer Werte auf das japanische Volk bei gleichzeitiger Beschränkung der Redefreiheit sei die Entwicklung einer indigenen japanischen Einheit unterdrückt worden. Und gerade deshalb, weil der japanische ethnische Nationalismus, der trotz der Kriegsniederlage noch in den Japanern steckte, sich nicht emanzipieren konnte, übernahmen die Japaner das von den Besatzern vorgegebene Gemeinschaftsverständnis. Der japanische Nationalismus habe sich nicht aus den „flüsternden Erzählungen der Kneipen befreien können“, heißt: Er konnte nicht mehr öffentlich, sondern nur heimlich diskutiert werden. Im Folgenden listet Mishima diverse Beispiele, um diese (erfolgreiche) Unterdrückung des japanischen Nationalismus zu untermauern.
Hauptverantwortlich für diese „Amerikanisierung“ sei die Besatzungszeit in Japan durch die Vereinigten Staaten, in der sämtliche Entscheidungen über Japan von General Douglas MacArthur und der US-amerikanischen Regierung getroffen wurden. Die obersten politischen Ziele der Besatzer waren Demilitarisierung und Demokratisierung. Durch die Bodenreform wurden die Wirtschaftskonglomerate (zaibatsu) zerschlagen und 200.000 Menschen von der Partizipation an Wirtschaft, Politik, Kultur und Erziehungswesen ausgeschlossen. Den Höhepunkt der US-Reformen bildete derweil die Proklamation der Verfassung des Staates Japan, von Mishima verächtlich „Nachkriegsverfassung“ oder „Friedensverfassung“ genannt, die die bis dato gültige Meiji-Verfassung ablöste und neue, häufig kulturfremde Werte einführte, die der japanischen Kriegsideologie entgegenstanden. Dies bedeutete einen einschneidenden Wandel für die japanische Gesellschaft.
Mitverantwortlich an dieser „tragischen Entwicklung“ sei weiter das Kabinett von Shigeru Yoshida, der Japan in dieser „Identitätskrise“ um die nationale Einheit betrogen habe. Gemeint ist damit die radikale Außenpolitik Yoshidas, der den wirtschaftlichen Wiederaufbau Japans forcierte und dafür dessen außenpolitische Unabhängigkeit aufgab. Dieser nahm eine harte Haltung gegenüber Arbeiterbewegungen und Gewerkschaften ein und verfolgte eine konservative, pro-amerikanische sowie anti-kommunistische Linie, die mit einer Reihe rückschrittlicher politischer Entwicklungen einherging: Das Streik- und Demonstrationsrecht wurde eingeschränkt, außerdem wurden Gesetze erlassen, die dem Staat eine Einmischung in die Vereins- und Parteipolitik erleichterten. So zum Beispiel das 1958 erlassene „neue Polizeigesetz“, welches grundlegende Rechte, darunter die Versammlungs- und Meinungsfreiheit einschränkte und zudem Verhöre sowie Große Lauschangriffe erleichterte. Beim sogenannten Red Purge (Reddo pāji) wurden zu Beginn der 1950er Jahre etwa 13.000 als linksextrem gebrandmarkte Personen massenhaft entlassen und inhaftiert, um dem Erstarken der Gewerkschaften und der Kommunistischen Partei entgegenzuwirken. Mishima kritisiert diese Besatzungspolitik als „Rechtspopulismus“ und grenzt sich damit auch entschieden von anderen Intellektuellen des rechten Lagers ab, die das radikale Vorgehen des Kabinetts gegen die Kommunisten befürworteten.
Zusammengefasst wirft Mishima dem Yoshida-Kabinett folgendes vor: Die Etablierung einer nationalen Einheit sei nur vorgetäuscht gewesen; realiter habe eine Anbindung und Abhängigkeit an die Vereinigten Staaten umgesetzt. Da aber suggeriert wurde, eine japanische Einheit anzustreben, sei im Volk der Wunsch nach Veränderung geweckt worden. Daraus resultierten die seit 1952 in regelmäßigen Abständen stattfindenden Proteste gegen die japanische und amerikanische Regierung, die durch das „Wirtschaftswunder“, ausgelöst durch den Koreakrieg, verstärkt wurden.
Den Höhepunkt dieser ereignisreichen Zeitspanne bildet für Mishima der Widerstand gegen die Erneuerung des Sicherheitsvertrages (Anpo-Vertrag) im Jahr 1960. Ausschlaggebend für diese Opposition war, dass den Amerikanern durch den Vertrag militärische Stützpunkte (bezahlt vom japanischen Volk) zugesichert wurden. Ein Großteil der Japaner lehnte die Fortschreibung der militärischen Verpflichtungen gegenüber den USA ab, gleichzeitig war der Protest unmittelbar mit einer Abneigung gegenüber dem amtierenden Premierminister Nobusuke Kishi verbunden, ein „verurteilter Kriegsverbrecher“ und ein „Ungeheuer der Shōwa-Zeit“. Der Widerstand erfolgte laut Mishima auf beiden politischen Extremen aus unterschiedlichen Beweggründen: Während die Linken Wiederbewaffnungen aus Friedensgründen ablehnten, forderten die Rechten mehr Eigenverantwortlichkeit für die Nation, weshalb eine Anbindung an die USA verhindert werden sollte. Allen Protesten zu trotz wurde der Vertrag am 19. Mai 1960 in Abwesenheit der Opposition ratifiziert, wodurch beim Volk Ernüchterung eintrat: Die Proteste hatten keinerlei Veränderung der machtpolitischen Prozesse zur Folge; die Demonstranten mussten sich eingestehen, dass sich die verantwortliche japanische Elite ebenso wie die USA außerhalb ihres Einflussbereichs befanden.
Fazit: Die erste Stufe des ethnischen Nationalismus war von einer langsamen Emanzipation Japans von den USA geprägt. Durch die faktische Abhängigkeit von diesen, bei gleichzeitiger (erlogener) Proklamation eines japanischen Gemeinschaftsprinzips wurde in der Bevölkerung ein Bedürfnis nach Veränderung hervorgerufen. Nachdem dieses aber durch etliche, unbeachtete Proteste enttäuscht wurde, erhielt eine schnell zunehmende Mittelschichtsmentalität Einzug, die von der Abwendung von Politik, einem Rückzug ins Private sowie der Sorge um den eigenen Lebensstandard gekennzeichnet war. Oder kurz: Das Volk wurde müde, um ihre Einheit zu kämpfen und gab sich nun viel mehr dem einfachen, „stresslosen“ Konsum hin, der durch den Wohlstand des Koreakriegs nun möglich war.

### Die zweite Stufe des ethnischen Nachkriegsnationalismus (1960–1968)
Die zweite Stufe des ethnischen Nationalismus umfasst die Jahre 1960 bis 1968. Sie beginnt mit dem Abzug der japanischen Truppen und umfasst die Regierungszeiten der Premierminister Hayato Ikeda (1960–1964) und Eisaku Satō (1964–1972).
Kennzeichnend für diese Phase sei der Vorwurf, den Mishima beiden Kabinetten gleichermaßen macht: Durch verschiedene Ereignisse – z. B. die Olympiade 1964 – habe es theoretisch die Möglichkeit gegeben, den nachkriegszeitlichen japanischen ethnischen Nationalismus dauerhaft ins Positive zu verkehren. Allerdings gelang es dem Staat nicht, das Gemeinschaftsgefühl des Volkes zu erhalten; die Chance einer Vereinigung von Volk und Staat wurde vergeben, um stattdessen einen wirtschaftlichen Wachstum anzustreben.
Mishima bemängelt, dass die erwünschte nationale Einheit mit dem erstarkenden Patriotismus während der Olympiade 1964 hätte verwirklicht werden können. Durch das Großereignis Olympiade wurde den Japanern eine Auseinandersetzung mit dem Status quo hinsichtlich des japanischen Selbstverständnis abverlangt: Erst hier wurde der Gebrauch der japanischen Nationalhymne und Nationalflagge definiert und die Legitimität und Zuständigkeit der Selbstverteidigungsstreitkräfte diskutiert. Ohne diese Truppe hätte die Durchführung der Spiele nicht gewährleistet werden können und das, obwohl sie nach Artikel 9 der japanischen Verfassung verfassungswidrig waren. Erstmals wieder nach der zuvor beschriebenen Ermüdung bemerkten die Japaner die Vorteile dieser Komponenten und die Frage kam auf, ob die amerikanischen Restriktionen – z. B. eben Artikel 9 – überhaupt eine Berechtigung haben sollten; schließlich widersprechen sie dem „Volksempfinden“. Auch die durch die Verfassung nicht eindeutig definierte Position des Kaisers als „Symbol des japanischen Volkes“ konnte neu diskutiert werden, denn laut Statuten eröffnet das Staatsoberhaupt des Gastgeberlandes die Spiele – erstmals also wieder mussten sich die Japaner fragen, wer ihr Oberhaupt ist: Etwa der Premierminister oder (wie Mishima vorzieht) der Kaiser? Durch Demonstrationen machte die Bevölkerung deutlich, der Kaiser solle das Ereignis eröffnen – so ist es letztlich auch geschehen, am 16. Mai 1964 verkündete Hirohito den Start der Spiele. Zusammengefasst: Die „ermüdedeten Japaner waren erwacht“, sie hinterfragten den Status quo und eine klare Tendenz Richtung des gewünschten ethnischen Nationalismus war bemerkbar.
Dieser Erfolg sei jedoch dadurch vereitelt worden, dass die Machthabenden – zunächst Ikeda – nicht auf die Entwicklung aufbaute, sondern versuchte den minzukoshugi mithilfe der Staatsgewalt „auszubeuten“. Gemeint ist Ikedas verlautetes Ziel seiner Politik, die Begeisterung des Volkes für die Einleitung einer „Hochwachstumsphase“ zu nutzen. Dies bewerkstelligte er, indem er die Bürger „an den Staat bindete“ und durch gezielte Propaganda die negativen Aspekte des raschen Wirtschaftswachstums klein zu reden. Mishima nach wäre diese „perfide Taktik“ der „Mobilisierung des Volkes zu Zwecken der Produktivkraftsteigerung“ gescheitert, wenn das Volk das Gefühl entwickelt hätte, ausgebeutet zu werden. Durch die gezielte Kooperation von Ikedas Propaganda – etwa durch veröffentlichte Leitlinien wie dem Bild des idealen Japaners, der sich Änderungen nicht verwehrt, wenn er dadurch seine Familie besser ernähren kann – und der „Friedensverfassung“ sei dies jedoch ausgeblieben und die Japaner hätten dem Staat „in die Hände gearbeitet.“
Diese Vereitelung habe der nachfolgende Premier, Eisaku Satō, zu verantworten. Als Höhepunkt des Zusammenwirkens von Verfassung, Staat und Volk, denn nie waren in der Nachkriegszeit die Aufgaben von Kaiser und Militär definiert und nie war das nationale Gemeinschaftsgefühl so spürbar – hätte die Einheit von Volk und Staat dauerhaft etabliert werden können. Satō habe jedoch nicht darauf aufgebaut, sondern den Kurs seines Vorgängers fortgeführt, obwohl mit Japans Aufstieg zu einer wirtschaftlichen Macht und der Tatsache, dass es seit 1966 einen Sitz im Sicherheitsrat der Vereinten Nationen hatte, gar nicht notwendig gewesen wäre. Sein Kurs war weiter stark an den USA orientiert und darüber hinaus entzweite das notwendige Austarieren inner- und überstaatlicher Interessen von Volk und Staat. Exemplarisch hierfür standen die Streitfragen, über den Transport von amerikanischen Kernwaffen auf japanischen Boden, sowie der japanischen Beteiligung am Vietnamkrieg, welche beide nur durch den starken Widerstand aus der Bevölkerung (explizit nennt Mishima die linken Studentengruppen), nicht aber durch Satōs Engagement verhindert werden konnten.
Das Hauptscheitern der Neufassung der japanischen Einheit sieht Mishima im Dritten Plan zur Verstärkung der Verteidigungsstreitkräfte 1967 (japanisch 整理 計画, Daisanji bōei ryoku seiri keikaku), einen Fünfjahresplan über den Verteidigungshaushalt, nach dem fast 2 % des Bruttosozialprodukts für die Erneuerung der Ausrüstung der japanischen Selbstverteidigungsstreitkräfte sowie für Herstellung neuer Waffentechnologien ausgegeben werden sollte. Relevant sind die Etatverhandlungen für Mishimas Argumentation insofern, als sie einen Schritt in Richtung einer japanischen Eigenständigkeit – sowohl hinsichtlich der Bejahung einer Armee zur Landesverteidigung, als auch der Emanzipation von den USA – bedeutet hätten. Der Plan wurde derweil nie wirklich umgesetzt, sondern immer wieder (bis ins Jahr 1971) verschoben und neu verhandelt. Noch fataler sei hingegen die Entscheidung gewesen, das (durch den Plan gestärkte) Militär nicht an den Kaiser zu binden – ein Vorgehen, durch das der minzokushugi intensiviert hätte werden und Volk und Staat wieder angenähert hätten werden können; schließlich ist der Kaiser das symbolische Sprachrohr des Volkes. Hierauf geht er in der dritten Stufe vermehrt ein.
Eine symbolische Allegorie des Versagens, das Gemeinschaftsgefühl zu erhalten sieht Mishima im Freitod des Olympioniken Kōkichi Tsuburaya. Allgemeinhin wird davon ausgegangen, dass Tsuburaya, der bei den Spielen in Tokio als Zweiter ins Stadion eingelaufen und auf der Zielgeraden vom englischen Athleten Basil Heatley überholt worden war, diese Niederlage nie verwinden konnte. Sinnbildlich ist hier, laut Mishima, das Scheitern in letzter Sekunde; die Tatsache, dass Tsuburaya auf der Zielgeraden, vor den Augen der Zuschauer geschlagen wurde. Obgleich sich Japan der Welt als gereifte Industrienation präsentiert hatte, konnte dieser Erfolg nicht über die Ziellinie gerettet werden, weil der Staat das Gefühl, ein eigenständiges Land zu sein, nicht über den Augenblick hinaus erhalten konnte, sondern sich erneut in ein Abhängigkeitsverhältnis zum Westen begab.

### Die dritte Stufe des ethnischen Nachkriegsnationalismus (1968)
Die dritte Stufe des ethnischen Nationalismus umfasst Ereignisse des Jahres 1968, dem Jahr, in dem Mishima Verteidigung einer Kultur verfasste. Anhand ausgewählter Beispiele analysiert Mishima das Zusammenspiel von Nationalismus und Internationalismus und expliziert die Folgen der Subjekt-Objekt-Spaltung. Ebenso erörtert er konkrete politische sowie kulturelle Auswirkungen des ethnischen Nationalismus. Zur Übersicht wird die Zusammenfassung in diese beiden Themenblöcke gezweiteilt:

#### Die Trennung von Subjekt (Zuschauendem) und Objekt (Angeschautem)

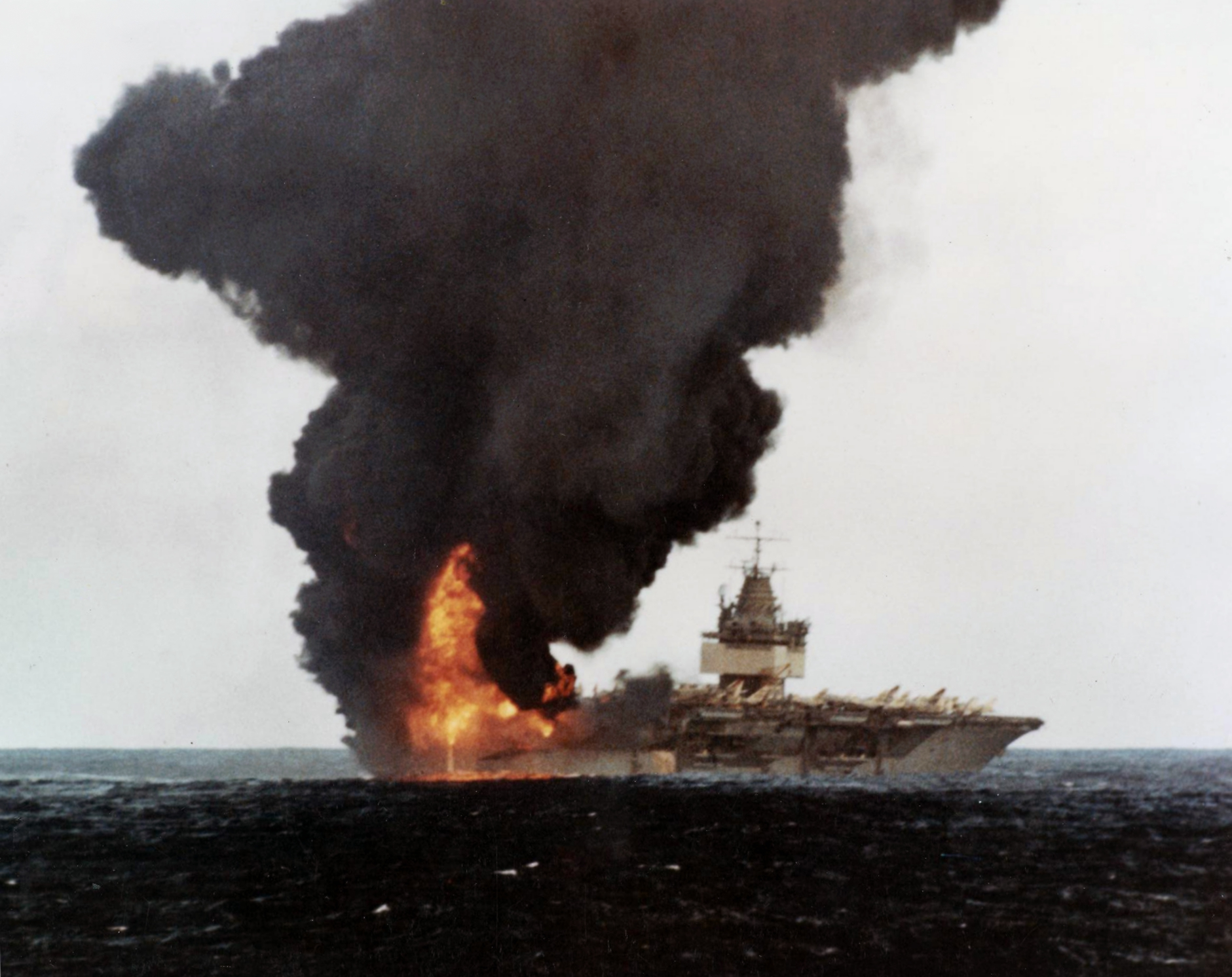
Fotografie der in Brand gesteckten Enterprise.

Die dritte Stufe des ethnischen Nationalismus sei durch einen „Auftritt des Internationalismus als der mit Zuckerguss glasierte Nationalismus“ gekennzeichnet. Einen Wendepunkte markierte Mishima nach der Enterprise-Zwischenfall: Im Januar 1968 hatte die Satō-Regierung der Enterprise, einem atomgetriebenen, hochmodernen Flugzeugträger, der angeblich Atomwaffen transportierte, das Einlaufen in den Hafen von Sasebo gestattet. Das Schiff sollte dort aufgetankt und den Soldaten ein Landgang erlaubt werden, was dem japanischen hikakusangensoku-Prinzip widerspricht, keine Nuklearwaffen herzustellen, zu besitzen oder ins Land zu lassen. Parteimitglieder der Kōmeitō, der Sozialdemokratischen Partei, der Kommunistischen Partei sowie Anhänger verschiedener Friedensbewegungen demonstrierten zunächst gewaltfrei gegen das Einlaufen. Im Laufe des Vormittags jedoch durchbrachen Mitglieder der linksextremen Zengakuren die Polizeiabsperrungen am Hafen und konnten nur mithilfe von Wasserwerfern, Tränengas und hartem polizeilichen Durchgreifen aufgehalten werden. Das Ereignis trug zu einer – von Mishima befürworteten – Verschärfung der Proteste gegen die US-Präsenz in Japan bei.
Hier formuliert Mishima sein Problem mit dem Internationalismus: Durch die pro-amerikanische Politik der LDP und die US-Stützpunkte sei in den Japanern der Wunsch nach Unabhängigkeit offenkundig gestärkt, wodurch das durch Ikeda und Satō beschädigte Gemeinschaftsgefühl wieder aufkommen konnte. Allerdings richte sich dieser erstarkte ethische Nationalismus an die falschen Belange, nämlich nicht an die nationale Einheit Japans, sondern die internationalistische Sympathie für die unterdrückten Vietnamesen. Der Internationalismus sei deshalb abzulehnen, weil er „bequem“ sei; durch ihn könnte das – grundsätzlich richtige – Protestpotenzial in die Ferne projiziert werden, statt sich auf die innerländische Situation zu richten. Mishima verweist auf die zahlreichen ab 1965 stattfindenden, schichtübergreifenden Proteste für eine Beendigung des Vietnamkrieges, wobei die Protestanten häufig ihr eigenes Wohlbefinden, keineswegs aber die Belange des Landes in den Vordergrund rückten. Ein kollektiv auf Japan fokussierter Protest – heißt ein wirkliches Aufbegehren gegen die westliche Dominanz – bliebe hingegen aus. Explizit benennt Mishima die Beheiren (deutsch: „Friede im Vietnam Komitee“), deren Ziel war, weltpolitische Geschehnisse als bedeutend für den Einzelnen darzustellen. Die Mitglieder sahen die Gesellschaft als vom Staat instrumentalisiert und wollten ihre eigene Glückseligkeit verteidigen. Mishima kritisiert diese Haltung scharf, denn durch die Hervorhebung des eigenen Wohlstandes und persönlichen Wohlbefindens könne eine nationale Einigung (ein kollektives Problem) nicht angegangen werden.
Am „Enterprise-Zwischenfall“ exemplifiziert Mishima, weshalb Subjekt und Objekt nicht getrennt werden dürfen: Der „zusehende“ (subjektive) ethnische Nationalismus sei stark geworden (etwa durch die Zengakuren), aber dem Großteil der Gesellschaft verschaffe die tatenlose Beobachtung der studentischen Aktionen gegen die als Übermacht betrachtete USA Genugtuung: Subjekt und Objekt werden so niemals wieder vereint. An der Stelle äußert Mishima auch Kritik an den Zengakuren selbst, denn diesen sei es nicht gelungen, den zuschauenden, passiven Teil „auszumerzen“, schließlich seien sie nie in Aktion getreten; sie hätten „weder getötet, noch sind sie getötet worden“, weil sie „nicht bereit sind, ihr Leben zu geben.“
Für Mishima veranschaulichen vier Beispiele die Notwendigkeit einer Revolution zur Einigung von Volk und Staat:
1. Parlamentarische Debatte zur „autonomen Verteidigung“: Das Versagen des Staates Japans würde sich darin zeigen, wie Satō die Frage zur Verteidigung zu einer rein finanziellen, nicht identitären „degradiert“.
2. „Narita-Zwischenfall“: Anhand der Proteste zeigt er Mishima das Unvermögen, die politischen Ziele Japans mit denen des Volkes zu vereinen, auf.
3. „Vietnamkrieg“: Die Situation in Vietnam erachtet Mishima – im Gegensatz zur erfolglosen japanischen Einheit – als gelungenen Kampf für die Einheit von Volk und Staat. An der „treibenden Kraft des vietnamesischen Nationalismus“ solle sich Japan orientieren.
4. „Unruhen nach dem Attentat auf MLK“: Auch diese und ihre positiven Folgen für die afroamerikanische Bevölkerung sollte Japan „die Augen öffnen.“

Als erstes Beispiel verweist Mishima auf eine parlamentarische Debatte aus dem Jahr 1968, in der (heute nicht mehr zu ermittelnde) Oppositionsparteien Satō ausfragten, wie sich dieser eine „autonome Verteidigung“ Japans vorstelle. Dieser habe – so Mishima – ausweichend auf den Etat verwiesen, die moralische Implikation der Frage jedoch ignoriert. Eine Umsetzung der nationalen Verteidigung sei von der Figur des Kaisers nicht zu trennen; es handele sich mitnichten um ein rein finanzielles Problem. Dass Satō dies nicht berücksichtigte zeuge von dem verkümmerten ethnischen Nationalismus innerhalb Japans.
Das zweite Beispiel, der „Narita-Zwischenfall“, spiegle das Unvermögen der Regierung wider, die politischen Ziele Japans mit denen des Volkes zu vereinen – mithin ein weiteres Auseinanderdriften von Volk und Staat. Die Proteste richteten sich im März 1968 gegen die Beschränkung der Pressefreiheit. Ausgelöst wurden sie durch die Zensur zweier Dokumentationen des Senders TBS, einmal eine Umfrage zur Bedeutung der japanischen Flagge und das andere Mal eine pro-nordvietnamesische Reportage. Aus Angst vor Druck durch die US-Regierung, die weder ein Erstarken des japanischen Nationalismus durch die erste Reportage, noch eine Solidarisierung mit dem vietnamesischen Feind unterstützen würde, wurden die verantwortlichen Produzenten zwangsversetzt. Als der Sender eine Dokumentation über die Proteste gegen den Bau vom Flughafen Tokio-Narita drehen wollte, wurde zunächst die Produktion der Sendung behindert und letzten Endes ihre Ausstrahlung vereitelt. Für Mishima ist vor allem letztere Begebenheit ein klares Anzeichen des Dissens zwischen Volk und Staat: Die Japaner würden sich gegen den Staat aufbegehren, während dieser aus seiner Abhängigkeit zu den USA heraus versucht, die Proteste unter Verschluss zu halten.
Die Situation in Vietnam während des Krieges, das dritte Beispiel, erachtet Mishima als Vorbild dafür, wie der ethnische Nationalismus in Japan aussehen müsste. Die revolutionäre Bewegung sei keine fremde, von außen auf Vietnam angewandte Doktrin, sondern diene der „Neubegründung der nationalen vietnamesischen Identität.“ Die Việt Minh propagierten dies sogar offen: „Der gesamte Prozess der Revolution in Vietnam ist keine Auferlegung einer fremden Doktrin auf das vietnamesische Volk, sondern eine Wiederbelebung der nationalen und traditionellen Identität Vietnams.“ Vietnam war sowohl ethnisch als auch politisch zerrissen, aber der vietnamesische Nationalismus würde die Vietnamesen trotzdem zum Kampf gegen die japanischen und französischen Besatzer motivieren. Tatsächlich sei der ethnische Nationalismus so stark ausgeprägt, dass selbst die kommunistische Regierungsform die Existenz einer patriotischen Basis nicht ausschließe; Hồ Chí Minh, so Mishima, begriff sich an erster Stelle als Patriot und erst an zweiter Stelle als Kommunist. Die Tatsache, dass das vietnamesische Gemeinschaftsgefühl im Gegensatz zum japanischen intakt ist, führt Mishima auf die unterschiedlichen Modernisierungsgrade der Länder zurück: Während Japan verwestliche, widersetze sich Vietnam den hegemonialen Bestrebungen. Erneut fordert Mishima eine Auflehnung Japans gegen den Westen.
Die Wirksamkeit dieses vietnamesischen ethnischen Nationalismus habe sich schließlich mit der Rede des US-Präsidenten Lyndon B. Johnson vom März 1968 gezeigt, in dem er sowohl seinen Rückzug aus der Politik als auch die Beendigung der Luftangriffe auf Nordvietnam verkündete. Johnson beuge sich sowohl den Protesten des eigenen Volkes sowie dem vietnamesischen Widerstand und fügt sich somit der Macht, die von einem geschlossen agierenden Volk ausgehen kann.
Einer ähnliche Argumentation folgt Mishima mit dem vierten Beispiel, wenn er die Unruhen in den USA nach dem Attentat auf den afroamerikanischen Bürgerrechtler Martin Luther King anspricht. Vom 4. April 1968 haben diese über 40 Todesopfer sowie die Verhaftung Zehntausender zur Folge gehabt; dennoch habe sich die Bevölkerung nicht unterdrücken lassen und habe somit am Ende gegen die vermeintliche „Übermacht“ der US-Regierung gewonnen. Tatsächlich verbesserte sich die Situation für die Afroamerikaner durch die Widerstände enorm, etwa durch Verabschiedung von Gesetzen zur Gleichberechtigung bei Miet- und Hauskaufpreisen. Für Mishima ist dieses Beispiel besonders bedeutend, da es die USA als Vielvölkerstaat wesentlich schwieriger habe den ethnischen Nationalismus zu verwirklichen. Durch ihren Kampfgeist und ihre Gewaltbereitschaft hätten sie es letztlich aber geschafft und den Staat dem Volk angenähert.
Als Fazit kann gezogen werden, dass Mishima mithilfe der historischen Ereignisse die Wirksamkeit von Protestbewegungen veranschaulicht und appelliert, dass nur eine Revolution Japan aus der kulturellen und politischen westlichen Unterdrückung befreien könne. Der ethnische Nationalismus der Vietnamesen oder Afroamerikaner sei ein Beispiel, an dem sich orientiert werden müsse.

#### Kulturelle Auswirkungen des ethnischen Nationalismus und innerjapanische Konsequenzen
Unter dem Untergliederungspunkt Welche Bedeutung hat diese Situation für die Kultur? bindet Mishima die Ausführungen zum ethnischen Nationalismus an den vorherigen Themenkomplex zu Kultur und Kulturalismus an.
Seine Kritik am Internationalismus transferiert er von der politischen Ebene auf die Kunst, anhand des Beispiels des shingeki-Theaters, das ebenso vom universalistischen Gedanken einer „Kultur der Menschheit“ verschmutzt sei. Unter shingeki wird die Übersetzung, Adaption und Inszenierung von westlichem, vornehmlich realistischem Bildungs- und Aufklärungstheater in Japan seit der Meiji-Zeit bezeichnet. Mit der Einführung des westlichen Theaters einher ging eine Abkehr von klassischen japanischen Dramen-Schemata; in der Theaterszene wurde shingeki deshalb häufig, zum Beispiel von der angura-Bewegung, als Unterbrechung der japanischen Theatertradition bezeichnet; es müsste „bekämpft“ werden. Mishima demonstriert mit diesem Beispiel die Trennungsmechanismen des ethnischen Nachkriegsnationalismus auf kultureller Ebene: Das internationalistische, westliche shingeki verhinderte zunächst die Entfaltung des modernen eigenen japanischen Theaters; das Eigene würde zugunsten des Universalen aufgegeben werden, sodass bald „weltweit jedes Theaterstück dasselbe ist.“ Diese Orientierung an westlichen Vorbildern habe die in Japan historisch eigentlich verwirklichte Einheit von Volk und Staat unterbrochen.
Der minzokushugi sei die politische Komponente des Kulturalismus. Die Solidarität der japanischen Bevölkerung mit Vietnam hatte eine „wilde Ehe“ zwischen Internationalismus und ethnischem Nationalismus zur Folge. Dass sich die Unzufriedenheit der Japaner über die eigene Abhängigkeit in einer Ersatzhandlung, der Sympathie für das vietnamesische Volk, entlädt, bezeichnet Mishima als „internationalistisch glasierten minzokushugi.“ Dieser demonstriert erneut die Trennung von Volk und Staat: Während die japanische Regierung die USA unterstützen, sympathisierten die Japaner mit dem vietnamesischen Volk.

### Die vierte Stufe des ethnischen Nachkriegsnationalismus („Kin Kirō Zwischenfall“)
Die letzte Stufe befasst sich mit einem konkreten Beispiel, dem sogenannten „Kin Kirō Zwischenfall“ vom Februar 1968, anhand dem Mishima weitere Auswirkungen des „problematischen“ japanischen ethnischen Nachkriegsnationalismus aufzählt. Er fürchtet, dieser würde auch nach Ende des Vietnamkrieges bestehen bleiben und sich in anderen Themen, nämlich der „Okinawafrage“ und der Problematik der in Japan lebenden Koreaner, ausdrücken.
Der „Kin Kirō Zwischenfall“ verlief wie folgt: Der koreanischstämmige Hyi-ro Kwon erschoss am 20. Februar 1968 in Shimizu zwei Mitglieder der Yakuza mit seinem Gewehr. Bei seiner Flucht vor der Polizei brach er in ein Hotel ein und nahm, bewaffnet mit Dynamit und einem Gewehr, 18 Personen als Geiseln. Am zweiten Tag des Vorfalls ließ Kwon fünf der Geiseln frei, drohte aber, das Hotel mit Dynamit in die Luft zu sprengen, wenn die Polizei in seine Nähe käme. Er beschuldigte Japan für die „Schaffung und Aufrechterhaltung von zwei Koreas“ und verlangte von zwei Polizisten eine öffentliche Entschuldigung für diskriminierende Bemerkungen, die sie ihm gegenüber in der Vergangenheit gemacht hatten. Die öffentlich-rechtliche Rundfunkgesellschaft NHK strahlte die Entschuldigung der beiden Polizisten im nationalen Fernsehen aus. Kwon wurde am 24. Februar nach einer viertägigen Geiselnahme verhaftet. Er verbüßte im Anschluss eine 25-jährige Haftstrafe in Japan und ging nach seiner Freilassung zurück nach Südkorea, wo er als koreanischer Held gefeiert wurde, der sich gegen die japanische Diskriminierung der zainichi aufgelehnt hat.
Der „Kin Kirō Zwischenfall“ steht für Mishima allegorisch für drei Themenkomplexe, die Japan aktuell plagen und darin hindern, die erwünschte Einigung zu erreichen:
1. „Die Japaner als Geiseln“: Für Mishima ist Japan nach wie vor ein Opfer; ein friedfertiges Volk werde durch ausländische Waffengewalt gegeißelt. Mishima nutzt als Referenzpunkte für diese These die damaligen Probleme in Okinawa und Niijima. Auf Niijima waren in großem Umfang US-amerikanische Truppeneinheiten stationiert, die Sonderprivilegien genossen. Erst 1966 gelang es einer Anwohnervereinigung, erfolgreich gegen das Alleinnutzungsrecht eines Raketenübungsgeländes der US-Amerikaner zu klagen; das Beispiel veranschauliche die (selbst über 20 Jahre nach Kriegsende weiter bestehende) Einschränkung durch die Besatzer. Noch verheerender sieht die Lage in Okinawa aus und tatsächlich befinden sich bis heute (Stand 2021) noch US-amerikanische Militärstützpunkte auf der japanischen Insel.
2. „Eine Ethnie, die aus ihrer Unterdrückung ausbricht“: Für die ausländischen Mächte, allen voran die US-amerikanischen Besatzer, seien die Japaner ein „Tätervolk“, das aufgrund der einstigen Unterdrückung anderer Ethnien in seiner Macht begrenzt werden müsse. Dieses Narrativ, das auch Kwon nutzte (die Japaner als Unterdrücker der koreanischen Minderheit), werde als Vorwand genutzt, um die Japaner weiterhin als „Geiseln“ zu halten.
3. „Die Staatsgewalt, welche die Japaner nur friedlich retten kann“: Auch das friedfertige, zögerliche Handeln gegen Kwon steht für Mishima sinnbildlich für die geschwächte Militärkraft Japans, dessen Stärkung aber vonnöten ist, um Japan unabhängig machen zu können. Mishima benennt konkret die Debatte um den Aufgaben- und Zuständigkeitsbereich der Selbstverteidigungsstreitkräfte und plädiert für eine größere Handlungsbefugnis der japanischen Armee, die aufgrund von Einschränkungen durch den Friedensvertrag und Artikel 9 der japanischen Verfassung nur friedlich agieren kann. Genauso wie aber schon bei Kwong die friedliche Polizei den „Terror“ nur dürftig beenden konnte, sei auch eine friedliche Armee nicht in der Lage, ein Land adäquat zu emanzipieren.

Dieses Narrativ, die Japaner als Täter am koreanischen Volk, weshalb es als „Geisel“ gehalten und ihre Verteidigung gemindert werden darf, hinterfragt Mishima und behauptet, es gäbe in Japan kaum Schwierigkeiten mit anderen Ethnien. Das Problem mit der koreanischen Minderheit in Japan sei keine innerjapanische Angelegenheit, sondern ein völkerrechtliches Problem. Er rekapituliert die Entwicklung der Koreaner in Japan: Zwar waren die Koreaner seit der japanischen Annektierung Koreas völkerrechtlich betrachtet japanische Staatsbürger, im Hinblick auf die Identitätsfrage wurde der Status der kokumin (japanisch 国民, japanischer Bürger) jedoch nur den tatsächlichen Japanern verliehen. Dies zeige sich auch in der – laut Mishima juristisch nicht zu beanstandenden – Aberkennung der japanischen Staatsbürgerschaft für die Koreaner im Jahr 1947, wodurch diese zu Ausländern wurden, die sich in Japan registrieren mussten. Den vor 1945 in Japan lebenden Koreaner wurde lediglich ein permanentes Sonderbleiberecht (tokubetsu eijūken) zuteil. Die Frage über den Status der Koreaner in Japan sei laut Mishima folglich keine Frage des minzokushugi, sondern eine durch bilaterale Verträge zu klärende Angelegenheit. Durch diese Argumentation kommt Mishima zu folgendem Ergebnis: Der japanische ethnische Nationalismus sei allein durch den Westen zerstört, die das Narrativ des japanischen Tätersvolkes für dessen Geiselung vorschieben würden, so wie es Kwon getan hat. Mit vermeintlichen Differenzen innerhalb des japanischen Volkes habe die gescheiterte Verwirklichung dieses ethnischen Nationalismus nichts zu tun; denn das Volk sind die kokumin, wozu (laut Mishima sowohl aus Sicht der Japaner als auch der der Koreaner) die koreanische Minderheit nicht dazugehört.
Zuletzt schildert Mishima das größte Problem am gegenwärtigen ethnischen Nachkriegsnationalismus: dessen flexible Instrumentalisierbarkeit. Die eigentlich völlig gegenteiligen Darstellungen der Japaner als „Opfer“ einerseits und als „Täter“ andererseits – es werde immer das Bild genommen, das den ausländischen Mächten gerade günstig ist – könne jedes nationale Problem der Japaner verharmlost werden, wodurch langfristig deren „Kampfwille“ gebrochen werden soll. Das Bild der „Japaner als Opfer“ käme etwa günstig, wenn es um das Okinawa- und Niijima-Problem geht, im Gegensatz könnte das Bild der „Japaner als Täter“ dann angewendet werden, wenn ein internationalistisches Solidaritätsgefühll (etwa mit Vietnam oder Korea) generiert werden soll. Besagte Flexibilität sorge dafür, dass Volk und Staat sich niemals annähern könnten, weshalb Mishima das damals gegenwärtige politische System für untauglich hält.

### Fazit aus den vier Stufen
Zum Ende des Themenkomplexes zieht Mishima die Parallele zwischen dem ethnischen Nationalismus und der/dem Kultur/Kulturalismus. Beide Phänomene lassen sich in einen vergangenen Idealzustand und eine gegenwärtige, unvollkommene Erscheinungsform differenzieren. Kulturalismus wie ethnischer Nationalismus sind durch Kriegsende und Besatzungszeit entstandene, politische und utilitaristische Prinzipien, welche vielseitig vereinnahm- und instrumentalisierbar sind: Oder anders gesagt, monzokushugi ist die „politische Komponente des Kulturalismus.“
Zusammengelesen offenbaren ethnischer Nationalismus und Kulturalismus eine umfassende Kritik am Westen: Der Kulturalismus einerseits interveniere in die kulturellen Angelegenheiten Japans, indem er etwa vorgebe, was in Museen ausgestellt werden müsse. In der Moderne sei die eigentlich konstant fließende, reflexive japanische Kultur fruchtlos geworden: Modernität – und damit implizit der Westen – wird zum Inbegriff der Vorherrschaft des Egoismus und dem Ausbleiben der Selbstlosigkeit. Der ethnische Nationalismus stülpe Japan hingegen das westliche Staatssystem über, das aber für Japan inadäquat sei, weil Staat und Volk darin nicht zusammenfänden. Obgleich im Zuge der Olympischen Spiele kurzzeitig ein wahres japanisches Gemeinschaftsgefühl realisiert worden sei, konnte sich dieses nicht dauerhaft etablieren.
Ebenso wie die politische Idee eines Nationalstaates ein auf die westliche Moderne zurückzuführendes Konzept zur Schaffung einer Gemeinschaft darstellt, welches ungeachtet der regionalen Besonderheiten der einzelnen Länder als universell angesehen wird, kritisiert Mishima die Übernahme kultureller westlicher Vorstellungen, exemplifiziert im shingeki-Theater.

## Totalitarismus versus Freiheit
Totalitarismus versteht Mishima als System, welches in die sozialen Verhältnisse eingreift und die Massen zu ideologisieren versucht, womit es genau die Ziele verfolgt, die Kulturalismus und dem ethnischen Nachkriegsnationalismus vorzuwerfen sind.
Mishima schlussfolgert, dass dem Totalitarismus nur eine „ganzheitliche“ Kultur widerstehen kann, die wiederum durch ein politisches System geschützt werden müsse, das die Redefreiheit garantiert.
Kultur sei demnach nach Mishima an drei Bedingungen geknüpft:
1. Zeitliche Kontinuität: Mishima setzt den altertümlichen Mythos der ungebrochenen kaiserlichen Genealogie mit Tradition, Geschmack und Schönheit gleich. Er argumentiert, dass sich die Einheit von Religion und Staat im Jahr 1868 erneut manifestiert habe, als Tennō Meiji den shintoistischen Ursprung der kaiserlichen Herrschaft sowie die Abstammung der Monarchen von der Sonnengöttin Amaterasu am Hikawa-Schrein proklamierte. Der Arahitogami (Gottkaiser) habe einerseits verschiedene rituelle Funktionen und sei als Verwalter der höfischen Dichtung andererseits der Garant für Ästhetik und Geschmack.
2. Räumliche Kontinuität: Die räumliche Kontinuität von Kultur beschreibt Mishima als „Horizontalachse des Koordinatensystems“, welche neben der Verwirklichung der Diversität des Lebens auch die Möglichkeit politischer Unordnung, gemeint sind Revolutionen, biete.
3. Redefreiheit: Wichtigster Garant, um die räumliche Kontinuität zu bewahren, sei laut Mishima die Redefreiheit, welche nur in einem freiheitlichen, nicht in einem totalitären Staat umsetzbar sei. An der Stelle verurteilt Mishima sowohl rechten als auch linken Totalitarismus, da dieser die Meinungsfreiheit beschneide; Grundvoraussetzung der Redefreiheit sei die gedankliche Toleranz gegenüber Anderem. Als Beispiele für die fehlende Redefreiheit bei der politischen Rechten nennt er die Edo-Zeit (1603–1868) und den Pazifikkrieg, sowie den rechtsextremen Shimanaka-Vorfall, bei dem der 17-jährige Rechtsextreme Kazutaka Komori einen Anschlag auf den Musiker Shichirō Fukazawa verübte und dessen Hausfrau tötete, weil in dessen satirischer Geschichte Eine Traumerzählung die Kaiserfamilie enthauptet wird. „Anwidernd“, so Mishima, nahm die Zeitschrift Asahi Shimbun den Attentäter insoweit in Schutz, als dass die Meinungsfreiheit nicht soweit ausgedehnt werden dürfe, dass das Gemeinwohl im Sinne der Kunst vergessen werde. Gegenwärtig, so betont Mishima, ginge die Kontrolle der Meinungsfreiheit aber ebenso von linken Bestrebungen und kommunistischen Staaten aus. Neben den bereits oben genannten Beispielen von Dostojewski und der Totenfeier listet er zur Untermauerung dieser These zwei kontemporäre Beispiele: Die Repression der linken Regierung gegen den regierungskritischen Künstler Jewgeni Jewtuschenko, dessen Schriften vor allem in den 1960er durchgängig zensiert wurden und über den Gerüchte kursierten, die sowjetische Regierung wolle ihn inhaftieren. Außerdem die Verhaftung und Verurteilung der russischen Dissidenten Wladimir Bukowski, Evgenij Kušev und Wadim Delone für die Organisation einer Protestdemonstration gegen die sowjetische Regierung 1967.

Durch seine Ausführungen bekräftigt Mishima seine Kritik an der gegenwärtigen japanischen Verfassung ebenso wie seine Ablehnung des Kommunismus. Gleichzeitig leitet er zum letzten Kapitel über, in welchem er den Kaiser zum konstituierenden Element des modernen japanischen Staates erklärt. Letztendlich, so Mishima, könne nur eine auf Kultur basierende Verbindung zwischen Volk und Kaiser rechtem wie linkem Totalitarismus trotzen.

## Der Kaiser als kulturelles Konzept
Im letzten und längsten Kapitel von Verteidigung einer Kultur entwickelt Mishima eine Vision des Kaisers, welcher den absoluten moralischen Wert sowie das Zentrum der Kultur darstellt und somit Volk mit Staat einigen soll.
Hierfür geht er dreischrittig vor: Zunächst wird die Entwicklung der Kaiserideologie vom 7. Jahrhundert bis in die Gegenwart rekapituliert, anschließend mehrere Intellektuelle zitiert, um die Idee des Kaisers als „kulturelles Konzept“ innerhalb einer gewissen Tradition zu verorten und schließlich beendet Mishima den umfassenden Essay mit seiner persönlichen Kaiser-Konzeption.

### Entwicklung der Kaiserideologie
Um die Debatte auch für Außenstehende nachvollziehbarer zu machen, beschreibt Mishima knapp die Entwicklung des japanischen Kaisersystems mit besonderem Fokus auf dem Konzept des kokutai.
Mishima beginnt mit der Zeitepoche vom 7. bis 11. Jahrhundert, in der Japan (zumindest nominell) unter kaiserlicher Direktherrschaft stand. Zum Ende der Yamato-Zeit entwickelten sich erste Regierungsstrukturen unter den im Kernland Japans angesiedelten Konföderationen, aus denen ein als „Oberhaupt des Sonnengeschlechts“ bezeichneter Herrscher entwickelt wurde. Nach ersten Vorkehrungen für die Etablierung eines zentralisierten Staates nach chinesischem Vorbild entstand im Jahr 701 der Taihō-Kodex, durch den diverse steuerliche und administrative Vorschriften erlassen und ein Kaiser als zentraler Herrscher festgelegt wurde. 710 folgte mit Nara die erste permanente japanische Hauptstadt. Um den Herrschaftsanspruch des nun etablierten Kaiserhauses zu rechtfertigen, ordnete der Kaiser Temmu die Verfassung von Reichsannalen an, bekannt als Kojiki (712) und Nihonshoki (720), in denen eine direkte Verbindung zwischen dem Zeitalter der Götter des Shintō und der Kaiser zu einem direkten Nachfahren der Sonnengöttin Amaterasu erklärt wurde.
Die auf diese Periode folgende Heian-Zeit (794–1185) gilt als Hochphase der Kultur und Künste am Kaiserhof, von welchen zahlreiche literarische und kunsthistorische Werke zeugen. Doch während der Kaiserhof nun maßgeblich die japanische Kultur vorgab, verlagerten sich die politischen Machtverhältnisse: Ab dem 9. Jahrhundert lag die de facto Macht bei der Fujiwara-Familie, den Kaisern kamen in dieser Zeit vornehmlich zeremonielle Aufgaben zu. Ab der Kamakura-Zeit (1185–1333) gab es immer wieder Versuche von Seiten des Kaiserhauses, die politischen Verhältnisse umzukehren, so etwa während der (gescheiterten) Kemmu-Restauration (1333–1336). Für diese Umwälzungsversuche arbeitete der Hof eng mit verbündeten Samurai-Familien zusammen, den buke, die einen so rasanten Machtanstieg verzeichneten, dass sie im 14. Jahrhundert sowohl dem Kaiserhof als auch den Adelsfamilien die Macht entreißen und das Shōgunat etablieren konnten, welches bis 1867 das politische Geschehen Japans bestimmte. Der Kaiserhof hatte politisch praktisch keinen Einfluss, wurde von der Bevölkerung aber wegen seiner kulturellen Errungenschaften bewundert.
Ab dem 18. Jahrhundert forderten Vertreter der philologischen kokugaku-Schule (japanisch 国学学校) offen die Abschaffung des Shōgunats und die Wiedereinsetzung des Kaisers in eine direkte Machtposition. Unter Berufung auf den Shintō, in welchem die Gelehrten das japanische Volk und seine Kultur verwurzelt sahen, erklärten sie Japan zum „Götterland“; der japanische Intellektuelle Motoori Norinaga entwickelte nach intensivem Studium der Reichsannalen die Wandlung vom „religiösen Kaiser“ zum „politischen Kaiser“.
Mit der Ankunft von Matthew C. Perrys schwarzen Schiffen im Jahr 1854 wurde die Isolation Japans beendet; die Grenzen waren durch den Vertrag von Kanagawa nunmehr geöffnet. Die monarchistischen Revolutionäre Japans nutzten die politisch instabile Lage und initiierten im Jahr 1868 die Meiji-Restauration, bei der das Shōgunat abgeschafft und gegen den 15-jährigen Kaiser Meiji ersetzt wurde. Der Tennō sollte jedoch nicht nur zum Staatsoberhaupt werden; Ziel der Meiji-Ideologen war, den Kaiser zu der Achse Japans zu machen – so wie das Christentum für den Westen. Gemeint war, dass der Kaiser im Ausland nicht nur der Repräsentant Japans, sondern auch dessen „einigende Kraft“ sein sollte. Um dieses Ziel zu realisieren, wurden staatliche Propagandisten ausgesandt, die diverse Rituale etablierten, um die Reichweite der kaiserlichen Göttlichkeit im Bevölkerungsbewusstsein zu verankern: Es wurde ein „dualer Tennō“ geschaffen, dessen physischer Körper zwar sterblich war, sein politischer aber auf seinen Nachfolger transzendiere. Um diesen „metaphysischen Körper“ zu betonen, trug der Kaiser von nun an ein „göttliches Antlitz“ – er wurde in archaische Gewänder gehüllt, verließ den Palast immer seltener und stattdessen wurden von Gesandten des Hofes Mythen verbreitet, dass der Kaiser damit beschäftigt sei, japanische Götterriten zu vollziehen. Dies geschah in verschiedenen Phasen: Anfangs wurde Kaiser mit Fortschritt verbunden (weshalb er sich auch weitgehend westlich kleidete). Gegen Ende des Russisch-Japanischen Krieges wurde er als Patriarch des Familienstaates im sozialen Bereich angesiedelt und repräsentierte Harmonie. Seit dem Zweiten Japanisch-Chinesischen Krieg wurde er als Oberbefehlshaber der Armee in der Öffentlichkeit inszeniert. Auf diese Weise konnte der Tennō beide Gesellschaftsschichten zufriedenstellen: Dem Volk wurde er als „lebender Gott“ präsentiert, für den es sich zu leben lohnt, während den Intellektuellen gegenüber die demokratische Interpretation des Monarchen betont wurde, denn die Meiji-Verfassung legte weiterhin Wert auf eine „adäquate Gewaltenteilung, die Montesquieus Vorstellungen genügen würde.“ Indem die Kaiserexistenz sowohl gegenüber der intellektuellen als auch bäuerlichen Bevölkerungsschicht legitimiert wurde, sei es Mishima nach gelungen, ihn als „Kern der nationalen Einheit“ zu manifestieren. Dieser Status wurde durch die Etablierung der Idee des kokutai gefestigt, deren Entwicklung im Gliederungspunkt „Entwicklung des kokutai“ gesondert ausgeführt wird.
Während der Kriegszeit wurde auch in Japan die Indoktrinierung verstärkt, besonders durch den Kokutai no hongi, dem Erziehungsedikt und der Schrift Shinmin no michi. Der Kaiser galt nun als offizieller, geistiger Führer des japanischen Volkes, der als „lebender Gott“ verehrt und in dessen Namen der Pazifikkrieg („Großostasiatischer Krieg“) ausgetragen wurde, für den die Soldaten zu sterben bereit waren.
Nach den Atombombenabwürfe auf Hiroshima und Nagasaki und dem Eintritt Russlands in den Krieg blieb Japan im August 1945 nur die bedingungslose Kapitulation und die Unterordnung unter die Besatzungsmacht USA (Besatzungszeit in Japan). Die von Douglas MacArthur geleitete demokratische Reorganisation des Landes war allumfassend; durch Zensur und Repressionen und der Ersetzung der Meiji-Verfassung mit einer „Nachkriegsverfassung“ wurde „der japanische Geist korrumpiert.“ Der Tennō wurde in Artikel 1 offiziell als „Symbol“ festgeschrieben, Japan verzichtete in Artikel 9 auf das Recht, Krieg zu führen, der „Staats-Shintō“ wurde abgeschafft, eine Landreform durchgeführt, die zaibatsu zerschlagen und die Kolonien in die Souveränität entlassen.
Die bisherige Position des Tennō sollte grundlegend neu gedacht werden, während Hirohito Amtsträger bleiben durfte. Der erste Schritt in Richtung Neudefinition erfolgte durch die „Menschlichkeitserklärung“ (japanisch 人間宣言, ningen sengen) am Neujahrstag 1946. In dieser Radioansprache gab Hirohito bekannt, die Annahme, er sei ein Gott, sei ebenso falsch wie der Glaube, dass die Japaner anderen Völkern überlegen seien. Ein weiteres Mal bestand unter Rechtswissenschaftlern die Ungewissheit, wie mit der neuen Position des Tennō umgegangen werden sollte. Die Krise zeigte sich im Sinneswandel etlicher Liberaler, darunter Sōkichi Tsuda, die während des Krieges kokutai-Gegner gewesen waren, nun aber die semi-Monarchie verteidigten, da sie diese für vereinbar mit Demokratie hielten. Die neue Mission war nunmehr, den Kaiser zu „vermenschlichen“: Er wurde, passend zu seiner neuen Funktion als „Symbol“, durch das Land geschickt, um sich in verschiedenen Medien als friedliebender Staatsmann im Anzug zu präsentieren. Weder die Aufgaben des Tennō noch die Frage, in welcher Form er als Symbol der japanischen Einheit dienen sollte, waren definiert. So war beispielsweise nicht festgelegt, ob der Kaiser das Staatsoberhaupt war, oder ob ihm, wie dies noch im Staats-Shintō definiert war, als oberstem Shintōpriester eine religiöse Funktion zukam.
Neben der völligen Neugestaltung des gesellschaftlichen Lebens wurden durch die „Menschlichkeitserklärung“ schlagartig alle bislang gültigen Werte negiert. Der Kaiser verkündete nicht nur, er sei kein Gott mehr, sondern, dass er „niemals, zu keiner Zeit, ein Gott gewesen war.“ Hierdurch, so Mishima, wurde nicht nur – wie wohl von den Besatzern beabsichtigt – der „lebende Gott“ zu einem konstitutionellen Monarchen verschoben. Vielmehr verneinte der Kaiser dadurch alle Ziele des Krieges auf politischer und ideologischer Ebene, wodurch er in den Augen vieler Japaner die Opfer des Krieges geringschätzte; schließlich sind diese für den Kaiser, ihren Gott, überhaupt erst in den Krieg gezogen. Erschwerend kam hinzu, dass sich Japan nach Ende des Zweiten Weltkrieges erneut mit einer ähnlichen Situation konfrontiert sah wie zu Beginn der Meiji-Zeit; allerdings existierte der Kaiser als „einigende Figur“ nicht mehr. Durch die Niederlage und Besatzung fühlte sich Japan erneut dem Westen unterlegen. Spätestens seit den 1960er Jahren wurde deshalb, vornehmlich unter Intellektuellen und Künstlern, zu denen sich auch Mishima zählt, das Gefühl einer „geistigen Leere“ artikuliert, welche sich nicht dauerhaft durch persönlichen Wohlstand befriedigen ließ.

### Entwicklung deskokutai
Entscheidend für den „Gottkaiser“ der Meiji-Zeit war die Frage nach der Beschaffenheit des kokutai (japanisch 国体, deutsch in etwa: Volkscharakter, Gemeinwesen oder Landeskörper). Obwohl das kokutai mehr als „Gefühl“ anstatt als „Begriff“ bezeichnet wurde, das heißt nie wirklich fest definiert war, galt der Kaiser unzweifelhaft als dessen Garant. Nach Mishima seien drei Phasen des kokutai-Denkens zu unterscheiden:
1. Erste Phase (1825–1890): Die „formative Phase“.
2. Zweite Phase (1890–1937): Die „klassische Phase“.
3. Dritte Phase (1937–1945): Die „Phase der Hybris“.

Die erste Phase wurde durch einen Aufsatz von Seishisai Aizawa in einem Aufsatz begründet, in dem der Begriff kokutai zum ersten Mal genannt wurde. Unter Berufung auf die Japanische Mythologie argumentierte Aizawa in der Überzeugung, Japan müsse sich gegen den Westen verschließen und die rivalisierenden Fürstentümer, han, zu einem Körper vereinen. Im Gegensatz zum christlichen Westen müsse eine Einheit unter der Herrschaft des Kaisers unter der Götter gebildet werden. Aizawa war Teil der Mitogaku, die mit dem kokutai-Begriff Japan als Land darstellen, das eine ethnische Einheit bildet und eine ununterbrochene, auf die Götter zurückgehende Genealogie vorweisen kann:

„Indem sie die Monarchie als Quelle der Kontinuität im kulturellen und politischen Leben Japans betonten und dieses System der fremden chinesischen Kultur gegenüberstellten, in der dynastische Umwälzungen im Laufe der Geschichte ein ständiges Merkmal waren, präsentierten die Mito-Gelehrten ein theologisch-politisches System, in dem die Treue zum Kaiser nicht nur eine Verpflichtung der Herrscher, sondern auch ein Emblem der japanischen Identität war.“

Diese Vision der Mito-Gelehrten entspricht der Idealform von Mishimas „ethnischem Nationalismus“. Die erste Phase wurde im Herbst 1890 mit dem Kaiserlichen Erziehungsedikt beendet, in dem eine Verbindung zwischen kokutai, Loyalität und kindlicher Pietät hergestellt wurde. Der Erlass schuf eine Kausalität zwischen japanischen Werten und nationalem Stolz und erklärte den Kaiser zur Quelle der Moral. Es diente der Festigung des kokutai: Singularität wurde dabei durch die Betonung der japanischen Tradition evoziert:

„Im Prozess der Definition und Verbreitung wurde kokutai, die ungebrochene kaiserliche Tradition, zunehmend als symbolische Verkörperung der Nation beschworen und der Kaiser erhielt immer ausgefeiltere Rollen: Als konfuzianische Quelle der moralischen Tugend und als shintoistische Manifestation einer göttlichen Ahnenreihe.“

Mishima betont, dass der japanische Staat im Erziehungsedikt das Recht monopolisiert habe, Werte zu setzen; politische Loyalität der Bevölkerung wurde nunmehr also fest mit religiöser Kaiserverehrung verknüpft. Der Doppelbezug auf die kaiserlichen Vorfahren einerseits und die Verfassung andererseits machte den Kaiser zur Schnittstelle zwischen Staat und Religion. Darüber hinaus begründete der Erziehungsedikt offiziell die Familienstaatsideologie, welche die Gesellschaft unter der Autorität des Monarchen subsumierte. Der „Familienstaat“, deren Glieder durch die göttliche Herkunft verbunden waren, war ein Postulat der Homogenität des Volkes unter dem Kaiser. Großen Einfluss auf die Rezeption des Edikts hatte die Interpretation von Tetsujirō Inoue, der davon ausging, dass Japan sich nun, da es der Welt geöffnet wurde, behaupten müsse. Dies könne nur gelingen, wenn sich alle Japaner unter den genannten Werten vereinen. Der Tennō wurde zum Garant der Gesellschaftsordnung, wodurch die „formative Phase“ ihr Ende fand.
Die zweite Phase, die „klassische Phase“, war jahrelang von einer schweigsamen Überzeugung des Kaisers und des kokutai geprägt. Mishima betont die apolitische Position des Kaisers in der Zeit, trotz seiner politischen Legitimität. Er sei zwar durch „Recht gesetzt worden“, sei aber „selbst kein Recht“. Dies änderte sich erstmals 1925 mit dem „Gesetz zur Aufrechterhaltung der öffentlichen Sicherheit“, in dem „das Gefühl des kokutai“ erstmals juristisch verwendet wurde. Das Gesetz regelte, dass Verschwörungen und Rebellionen gegen das kokutai strafbar seien. Mishima kritisiert zum einen die Politisierung des kokutai, zum anderen die „juristische Schlampigkeit“, mit der das Gesetz ausgearbeitet wurde. Da kokutai keine klare Definition kannte und kennt, wurde das Gesetz zu einem willkürlichen Instrument der Unterdrückung und Verfolgung Andersdenkender, allen voran linker Oppositioneller. Für ein wenig Klarheit sorgte er ein 1929 gesprochenes Urteil des Obersten Reichsgerichts, nach dem das „[…] kokutai die Staatsform ist, in welcher der aus einer seit jeher ununterbrochenen Abstammungslinie stammende Tennō gnädigst selbst die Oberaufsicht über die Staatsgewalt ausübt.“ Es wurde mit Bezug auf den ersten Artikel der Meiji-Verfassung offiziell festgelegt, was dem Volk ohnehin schon bewusst war: Der Kaiser stand dem kokutai vor.
Da das kokutai nun von einem „nationalen Gefühl“ in einen „politischen Begriff“ transformiert wurde, wurde erstmals seine klare Definition verlangt. Der emeritierte Rechtswissenschaftler Tatsukichi Minobe löste deshalb 1935 die sogenannte „Kampagne zur Klarstellung des kokutai“ aus, indem er den Kaiser als „Organ“ des Staates bezeichnete (Organtheorie). Dies zog unzählige Abhandlungen nach sich, welche die „nationale Essenz Japans“ zu fassen suchten; eine Entwicklung, die Mishima frustriert, da vor der Politisierung des Begriffs genau diese Essenz bereits „jedem Japaner bekannt“, nur halt „nicht benennbar“ war.
1937, im Jahr des japanischen Angriffs auf China, fand der kokutai-Gedanke in der Schrift Kokutai no hongi (japanisch 国体の本義, Grundsätzliche Prinzipien des Japanischen kokutai) seinen Höhepunkt und leitete damit die dritte Phase, die „Phase des Hybris“ ein. Das Pamphlet machte die Moderne für das ideologische und soziale Übel des gegenwärtigen Japan verantwortlich und versuchte Alternativen zu westlichen Denkschemata wie dem Individualismus aufzuzeigen, indem erneut die Einzigartigkeit des kokutai und des „japanischen Geistes“ propagiert wurde. So wird in dem Aufsatz etwa bushidō als Charakteristikum der japanischen Moral betont, welches in der Armee verwirklicht werden müsse. Die Tugenden Loyalität und Pietät wurden nun konkret auf den Kaiser bezogen, da dieser zum offiziellen Zentrum des kokutai wurde. Japans Mission sei es, auf Grundlage der japanischen Traditionen eine „Synthese zwischen analytischem, intellektuellem, westlichem Denken“ und den „intuitiven, ästhetischen, östlichen Qualitäten“ zu vollziehen. Fast fünfzig Jahre nach der Veröffentlichung des Erziehungserlasses diente das Kokutai no hongi zur Stärkung der Idee eines homogenen Volkes mit einer gemeinsamen Kultur, welches sich um den Kaiser im Zentrum gruppieren sollte. Es verwirklichte sich das langersehnte Ziel der kokugaku: Die Manifestation des reinen japanischen Geistes.

### Bedeutung des nachkriegszeitlichen Tennō
Im Anschluss an den geschichtlichen Exkurs, bei dem Mishima letztlich zum Fazit kam, dass die Japaner sich gegenwärtig in einer „Sinnkrise“ befänden, die durch die starke Wirtschaft nicht auszugleichen sei, bereitet er den Leser auf seinen Lösungsvorschlag vor, den Kaiser wieder zu altem Ruhm zu verhelfen und zum „Einiger des Volkes“ zu machen. Bevor er jedoch ausführt, wie er sich diesen Kaiser vorstellt, möchte Mishima über die Wiedergabe akademischer Standspunkte und diverser Beliebtheitsumfragen des Volkes, die (nach wie vor bestehende) Bedeutsamkeit des Kaisers in den Augen der Japaner verdeutlichen.
Zunächst resümiert Mishima bruchstückhaft wiedergegebene Positionen zum Wesen des kokutai, die alle belegen sollen, dass der Kaiser in der Kultur verankert sei und ungeachtet der Staatsform die Einheit der Japaner garantiere. Er führt Sōichi Sasakis Meinung an, dass das kokutai der Meiji-Verfassung sich in Richtung des symbolischen Kaisers gewandelt habe. Daran habe Watsuji Tetsurō die notwendige strikte Trennung in eine politische und eine geistige Komponente des kokutai kritisiert. Mishima stimmt mit dessen Einschätzung überein, dass das kokutai als politische Form vergänglich, die geistige Haltung der Japaner hingegen unverändert sei. Der Tennō müsse deshalb als ein vom Staat losgelöstes Oberhaupt einer kulturellen Gemeinschaft verstanden werden; so könne die Kluft zwischen Demokratie und Monarchie überbrückt werden. Mishima bezieht sich auf eine Passage aus Tetsurōs Abhandlung Das Symbol der Einheit der Nation, in dem dieser beschreibt, wie in Japan schon damals, als es ein in 200 Han geteilter Feudalstaat war, im Gegensatz zu europäischen Staaten von einem Gemeinschaftsgefühl gesprochen werden konnte; denn alle Japaner, obwohl politisch getrennt, beriefen sich seit der Edo-Zeit auf die Kaiserkultur. Hieraus schlussfolgern Tetsurō und Mishima gleichermaßen, dass das Volk dem Tennō, nicht dem Staat verbunden ist. Aufgrund dessen sei die Einheit zwischen Monarch und japanischem Volk von der Herrschaftsform unabhängig; heißt nicht politisch, sondern ausschließlich kulturell zu verstehen. Ebenso wohne dem Kaiser die Möglichkeit einer Revolution gegen den Staat inne. Zusammengefasst: Da die Japaner nie einem bestimmten politischen System, sondern explizit dem Kaiser verbunden waren, ist dessen Reinstallation als kulturelles Oberhaupt mit der Demokratie vereinbar.
Anschließend veranschaulicht Mishima die kulturelle Bedeutung des Kaisers durch zwei Zitate von Sōkichi Tsuda: Dieser beschreibt das Kaisersystem, dessen Mitglieder seit jeher friedlich den Künsten widmeten, als „Kern der Kultur“. Als sich das Zentrum der Kultur in Richtung der Samurai (und später des Volkes) verschob, sei der Kaiser als Überlieferer der alten Kultur verehrt worden. Der Kaiser war nie in komplizierte Staatsangelegenheiten involviert gewesen, hingegen gäbe es zahlreiche Berichte, die von den Fertigkeiten des Monarchen auf den Gebieten der Literatur und Künste zeugten. Zusammengefasst: Mishima bemängelt die Politisierung des Kaisers, auch durch Tetsurō, denn auch in der Vergangenheit habe der Kaiser seine außerordentliche Bedeutung ausschließlich im Kulturellen entfaltet.
Im folgenden Absatz greift Mishima auf verschiedene Umfragen zum Kaisersystem zurück, um selbst erklärt „der theoretischen Beschäftigung (mit dem Kaisersystem) die soziale Wirklichkeit in Form der öffentlichen Meinung“ entgegenzusetzen. Um komplett aktuell zu bleiben, beruft er sich dabei auf zwei Studien aus dem Jahr 1968:
1. Umfrage von Seikichi Hariu im Nihon dokusho shinbun vom 6. Mai 1968:
Sowohl die Wähler der „Minshūtō“ („Demokratische Partei“) als auch der „Minshatō“ („Demokratisch-Sozialistischen Partei“) sind mit jeweils über 60 % Positiven, 35 % Neutralen und weniger als 5 % aktiven Kritikern mehrheitlich Befürworter des Kaisersystems. Unter den Anhängern der „Nihon Kyōsantō“ („Kommunistische Partei“) hat sich die Anzahl der Anhänger des Kaisersystems zwar vermindert, nimmt aber noch immer 22 % Befürworter, bei 39 % Neutralen und 37 % Kritikern ein. Dies sei Mishima nach eine nicht zu unterschätzende Anzahl, da die Regierungsspitze der Partei offen die Abschaffung des Kaisersystems fordert und es dennoch eine derartige Spaltung unter deren Wählern gibt. Bei den konservativen Wählern befürworten weit über 95 % ein Kaisersystem.
2. Umfrage der Abendausgabe des Mainichi Shinbun vom 30. April 1968:
In einer durch die Ministerpräsidenten in Auftrag gegebenen Meinungsumfrage befürworteten 73 % der Befragten den Kaiser als Symbol.

Für Mishima belegen diese Zahlen, dass der Tennō für die meisten Japaner unabhängig von ihrer politischen Überzeugung eine Rolle spielt.
Zuletzt kontert Mishima den Vorwurf, ein Tennō-zentriertes System würde selbst bei Stärkung von demokratischen Prozessen und Volkssouveränität in einen Autoritarismus ausarten. Er behauptet, diese Entwicklung sei keine grundlegende Eigenschaft des Systems, sondern Resultat der Politisierung durch das „Gesetz zur Aufrechterhaltung der öffentlichen Sicherheit“ von 1925. Durch dieses Gesetz sei die „Selbstlosigkeit“ des Kaisersystems unbemerkt vom Volk aufgegeben worden, weil das kokutai darin zu einem Synonym des kapitalistischen Privateigentum degradiert worden sei. Mishimas Logik zufolge verliert das zu wirtschaftlichen Zwecken missbrauchte Kaisersystem seinen Selbstzweck und die Einschränkung der Redefreiheit macht ganzheitliche Kultur ohnehin unmöglich. Interessanterweise markiert Mishima hier den Bruch erstmals nicht im Zusammenhang mit der US-amerikanischen Besatzung Japans, sondern führt diesen zurück auf die japanische Rechtsgrundlage für die Verfolgung und Unterdrückung zunächst vornehmlich linker Intellektueller.

### Mishimas Kaiser-Konzeption
Im Schlussteil des umfassenden Essays stellt Mishima seine eigene Kaiser-Konzeption dar, auf Grundlage aller bisher dargelegten Aspekte: Ästhetik, Ethik, Revolution, Selbstaufgabe, Volk und Staat sowie Kontinuität. Mishima strebt eine Rehabilitation des kulturellen Tennō an, der als intrinsischer Wert in jeglicher Erscheinungsform von Kultur erhalten sei und das vereine, was in der Nachkriegszeit getrennt wurde: Chrysantheme und Schwert, Subjekt und Objekt, Zuschauer und Angeschautes. Da der Kaiser nicht allein die unendliche Längsachse, sondern zugleich die Horizontalachse der Kultur verkörpere, auf welcher die „räumliche Kontinuität“ liege, bildet er das Gerüst der Kultur: Alles, was der Kaiser entstehen lässt, wird auf ihn zurück projiziert; er ist ganzheitlich, subjektiv, reflexiv und damit Inbegriff von Kontinuität.
Im Wesentlichen hat Mishimas Kaiser folgende Charakteristika:
1. Kultureller und sakraler Kaiser:
Für Mishima hat der Kaiser in der Moderne seine kulturelle Gestalt nie zeigen können; er wurde politisiert und an eine nach westlichen Vorbildern modellierte, für Japan unangemessene Verfassung gebunden. Diese „Verwestlichung“ des Kaisers veranschaulicht Mishima bildlich an der am Sentō-Palast ergänzten Steinbrücke: Der versuchte Brückenschlag zwischen Japan und dem Westen führte dazu, dass die verantwortlichen Beamten die westliche „Steinkultur“ der traditionellen japanischen Kunst aus Holz vorzogen. Dass dies gerade im Kaiserpalast in Kyōto passiert, verdeutlicht wie die Steinbrücke die japanische Tradition mit ihren Charakteristika überspannt. Den „Prozess der Degenerierung“ des Kaisersystems beschreibt Mishima als graduellen, mit der Meiji-Restauration einsetzenden Vorgang: Zunächst habe der Kaiser seine kulturelle Seite aufgegeben, bevor in der Nachkriegszeit letztendlich die politische Seite des Kaisers entmachtet wurde. Nach und nach wurde er zu einem „Wochenmagazin-Kaiser“ degradiert.
 Wie sehr der Kaiser durch den westlichen Einfluss trivialisiert wurde, veranschaulicht Mishima an der Ehe von Kronprinz Akihito mit der bürgerlichen Großindustriellen Michiko, die sich im Jahr 1959 das Ja-Wort gaben und ein als „Michi-Boom“ bekanntes Phänomen auslösten: Bereits mit der Bekanntgabe der Heirat begannen die Medien über die Braut umfassend zu berichten. Die Heirat selbst wurde zu einem medial inszenierten, live übertragenen Großereignis, das mit einer massiven Verbreitung von Abbildungen des Paares einherging.[80] Die Hochzeit brachte dem Volk die Kaiserfamilie näher; im Zuge dessen verschwammen die vormals gültigen Kategorien hare und ke, das Heilige und Profane, die bislang die Welt des Kaisers von der der Menschen unterschieden hatte: Anlässlich der Hochzeit wurde das innerste Heiligtum des Palastes im Fernsehen gezeigt. Mishima zitiert den Politologen Keiichi Matsushita, der 1959 anlässlich des „Michi-Booms“ kritisierte, dieser unterlaufe das göttliche Bild der Kaiserfamilie.
Die Vermarktung der Hochzeit demonstriert in besonderem Maße den Wandel, welchen das Kaisersystem innerhalb von vierzehn Jahren erfahren hatte: Das trivialisierte Kaiserhaus beschränkte sich auf ein Medienspektakel um das Privatleben des Kronprinzen.
2. Ästhetische Vervollkommnung (miyabi):
Der Tennō müsse auch in der Gegenwart die Norm für Kultur darstellen. So lebt der Kaiser in seiner Funktion als Dichter und Priester noch immer inmitten der Rituale und Zeremonien der heiligen Orte des Kaiserpalastes, dort, wo sich der Spiegel Amaterasus und die Lyrik der Kaiser befinden. Mishima zufolge ist die „Tradition des Ortes, an dem die Kompilationen am Kaiserhof aufbewahrt werden, […] Beweis für die Existenz der kulturellen Gemeinschaft.“ Selbst in der Gegenwart bündle der Tennō weiterhin die „Volksgedichte“ – gemeint sind Verse, die in den Sammlungen aus einundzwanzig Epochen vom Kaiser zusammengetragen werden. Mishima betont die Notwendigkeit, an solch kulturellen Traditionsvorgaben des Kaisers festzuhalten und führt in diesem Zuge auch die Bedeutung der japanischen Ästhetikideale, allen voran miyabi, an.
Der Begriff miyabi (japanisch 雅) bedeutet „Eleganz“ oder „Geschmack“. Im Vordergrund stehe dabei, dass die Gedichte durch ihre Aufnahme in die Sammlung aus einundzwanzig Epochen am miyabi teilhaben und sich – so die Metapher – vom Volk als Fuß des Berges zu dessen Spitze, dem Kaiser, erstrecken.[10] Das Volk betrachte den Kaiser nicht nur, sondern dieser blicke im Gegenzug zurück: Das sei das Grundprinzip der reflexiven, kontinuierlichen japanischen Kultur, bei der eine Verbindung zwischen Subjekt und Objekt, Schauendem und Angeschautem besteht.
Kulturelle Ganzheitlichkeit ist Mishima zufolge idealiter in der dreidimensionalen Struktur von Freiheit, Verantwortung und miyabi verankert. Die richtige Balance der Kultur zwischen der Verantwortlichkeit gegenüber der Form und der Freiheit habe bereits Jean-Jacques Rousseau in seinem Menschenbild festgestellt, für Japan sei dies aber alleine nicht ausreichend. Kultur muss stattdessen immer auch miyabi enthalten und somit auf den Kaiser Bezug nehmen. Im Verlust der ästhetischen Konzepte spiegelt sich für Mishima der Schwund des miyabi in der Moderne.
Mishima setzt Kaiser und miyabi gleich: Miyabi sei die „kulturelle Blüte“, nach deren Verwirklichung der Kaiserhof immerfort gestrebt habe. Als Vollendung des Klassizismus verkörpere der Kaiser ästhetische Vollkommenheit.
3. Kulturschützer:
Miyabi bleibt für Mishima keinesfalls auf die Ästhetik beschränkt, sondern könne notfalls die Gestaltung von Terrorismus annehmen, also gewaltsam gegen die politische Ordnung aufbegehren; denn der Tennō stünde nicht zwingend auf Seiten der staatlichen Ordnung, sondern könne auch die Unordnung unterstützen, wenn dies der Bewahrung der Kultur diene.
Manifestiert habe sich ein solches miyabi beim Sakuradamon-Zwischenfall vom 24. März 1860. Hier ermordeten Anhänger des Kaisers Kōmei dessen politischen Gegner Naosuke Ii, ein Tairō des Tokugawa-Shōgunats, Verhandlungen mit den Westmächten geführt hatte, darunter Matthew C. Perry, dem er zusicherte, das zuvor isolierte Japan der Welt zu öffnen. Der Tod von Ii als Repräsentant des Shōgunats rief landesweite Übergriffe von Tennō-Anhängern hervor, die das Ende des Shōgunats und die Wiedereinsetzung des Kaisers mitverantworteten.[91]
Durch den westlichen Einfluss sei der kulturschützende miyabi, das „entschlossene Aufstehen des Volkes im Namen des Kaisers“, unmöglich gemacht worden. Dies zeige sich exemplarisch an der Reaktion des Kaisers Hirohito auf den Putschversuch in Japan vom 26. Februar 1936. Bei diesem Putschversuch hatten etwa 1400 Soldaten eine „Shōwa-Restauration“ erzwingen wollen, welche dem Kaiser seine Position als direkter Herrscher zurückgeben sollte. Der Aufstand wurde allerdings nach drei Tagen auf Befehl des Kaisers, der den Aufstand scharf ablehnte, niedergeschlagen.[92] Mishimas Urteil zufolge habe der Tennō das miyabi in den Handlungen der Aufständischen nicht anerkannt, beziehungsweise es sei ihm aufgrund seiner politischen (westlich oktroyierten) Form unmöglich geworden, dieses anzunehmen.[Anm 9]
Zusammengefasst: Aus dem miyabi resultiert nicht nur Ästhetik, sondern auch die Verpflichtung, die Kultur (und damit den Kaiser) zu schützen. Das Volk solle dies durch Selbstaufgabe für Kaiser und Vaterland, nach den Idealen des bushidō, garantieren. Im Gegenzug garantiere der Tennō den Erhalt der wahren Kultur sowie der richtigen Staatsform, wofür er sich aller notwendigen Mittel bedienen kann.
4. Moralische Vervollkommnung:
Mishima erachtet den Kaiser jedoch nicht nur als ästhetische Vervollkommnung; stattdessen bringe er auch „moralische Eruptionen“ hervor. Hierfür bedient er sich der Zuschreibung, der Kaiser sei ein „Wert an sich“ – eine Anspielung auf Immanuel Kants „Ding an sich“.
Analog zum „Ding an sich“, mit welchem seit Kants Kritik der reinen Vernunft aus dem Jahr 1781 die von der menschlichen Erkenntnis unabhängige Wirklichkeit bezeichnet wird, wäre ein „Wert an sich“ demnach ein Wert, welcher jenseits von Erfahrung besteht und demnach nicht geschichtlich oder gesellschaftlich hervorgebracht sein kann. Indem Mishima den Tennō mit einem nicht über den Verstand fassbaren Begriff definiert, versucht er ihn als „absoluten Wert“ zu behaupten, welcher vor oder jenseits von historischen Erfahrungen Geltung hat. Damit enthebt Mishima den Kaiser der Geschichte und ihn somit auch seiner politischen Verantwortung. Der Kaiser kann also weder politisch noch amoralisch sein.[5][93]
Die Behauptung, nur eine ästhetisch-moralische Monarchie könne Egoismus beschränken, knüpft Mishima an ein mythologisches Beispiel: Die Sonnengöttin Amaterasu habe Kritik nicht machtpolitisch durch Autorität, sondern in ästhetischer und moralischer Weise geübt. Die relevante Passage erzählt von der Sonnengöttin und deren ungestümen Bruder, dem Windgott Susanoo. Susanoo fiel endgültig in Ungnade, als er einem Himmelsfohlen des Fell abzog und es so heftig von sich schleuderte, dass es durch das Dach des Palastes in die Räumlichkeiten schlug, in denen die Gewänder der Götter gewebt wurden. Daraufhin verkroch sich die Sonnengöttin in Gram über die Streiche ihres Bruders in eine Höhle und verdunkelte die Welt. Als sie das Gelächter der Götter hörte, welche sich, vor der Höhle auf ihre Rückkehr wartend, über einen obszönen Tanz von Amenouzume amüsierten, wurde Amaterasu neugierig und lugte aus ihrem Versteck. Schnell hielten die anderen Götter ihr einen Spiegel vor[Anm 10] nach und versperrten ihr den Rückweg in die Höhle mit einem großen Stein. Susanoo hingegen wurde aus dem Himmel verstoßen und auf die Erde verbannt.[94][95]
Mishima führt aus, dass sich in diesem Mythos die ganzheitliche japanische Kultur offenbare, denn er umfasse sowohl die „Chrysantheme“ (das friedfertige Lachen Amenouzumes), als auch die verwüstenden, mit dem „Schwert“ assoziierten Kräfte Susanoos. Dass Susanoo trotz seiner Taten zum Helden werden konnte, bedingte dessen heroische Köpfung der achtköpfigen Schlange Yamatanoorochi.[Anm 11] Für die Versöhnung zwischen Gott und der Welt brauchte es also der Chrysantheme (das Lachen) sowie des Schwertes (Susanoos Grassschneider-Schwert). Hierin zeige sich erneut die Ganzheitlichkeit der japanischen Kultur.
 Diese Episode dient Mishima als Grundlage für die Behauptung, dass Amaterasu (der Kaiser) schon immer Gegenstand von Revolutionen gewesen sei. Er parallelisiert den Aufruhr in den himmlischen Gefilden mit den bereits angeführten historischen Beispielen – der Kemmu-Restauration, dem Sakuradamon-Zwischenfall und dem Putschversuch vom Februar 1936; Ereignisse, die alle zum Ziel hatten, dem Kaisergeschlecht seine Macht zurückzugeben.
5. Militärischer Oberbefehlshaber:
Von seinem Grundsatz, der Kaiser solle kulturell und apolitisch sein, macht Mishima eine signifikante Ausnahme: Er fordert, dass vom kulturellen Tennō auch „militärischer Ruhm“ ausgehen müsse; heißt: wie noch unter Artikel 11 der Meiji-Verfassung soll er Oberbefehlshaber des Militärs sein.[96] Seiner Funktion des taiken (japanisch 大権) nach, brauche er die Befugnisse, den Soldaten „die Regimentsflagge zu übergeben“ und ihnen „direkt Befehle zu erteilen.“
Dieser Bruch des rein kulturellen Kaiserkonzeptes ist laut Mishima ein notwendiges Übel, um „die Einheit des Landes zu garantieren.“ Der kulturelle Kaiser müsse (nur) in Krisensituationen zum politisch agierenden Souverän werden, der sich jedes Mittels, gegebenenfalls sogar des Terrorismus bedienen kann, um eine „Rückkehr zum Normalzustand“ zu ermöglichen und sich, und damit die Kultur, zu schützen.
Mishima rechtfertigen diesen Appell, indem er auf eigene Beobachtungen in südostasiatischen kommunistischen Ländern verweist: Vertreter der Pathet Lao, die unterstützt von Nordvietnam gegen pro-westlich orientierte Royalisten kämpften, verehrten und liebten ihren laotischen König.[97][Anm 12] Und auch die kommunistische „Thai Patriotische Front“, eine Nachfolgeorganisation der thailändischen Unabhängigkeitsbewegung, singe Loblieder auf ihren Monarchen.[98] Diese Beispiele beunruhigen Mishima, denn sie zeigen, dass der kulturelle Kaiser auch mit dem Kommunismus vereinbar wäre; im Extremfall könne dies also für Japan bedeuten, dass zwar ein kultureller Kaiser nominell wieder an der Spitze steht, parallel aber eine kommunistische Regierung geduldet würde. Oder knapper formuliert: Der Kaiser braucht Militärmacht, um eine kommunistische Regierung unter allen Umständen aufhalten zu können. Hier bezeugt Mishima erstmals explizit, dass er den Kommunismus für eine, unter keinen Umständen zu duldende, konkrete Bedrohung für Japan erachtet. Dieser gefährde die Redefreiheit und bedrohe Kultur wie Kaiser. Im Kommunismus gäbe es nur zwei denkbare Schicksale für den Tennō: Ebenso wie die Kultur zugrunde zu gehen oder als Politikum instrumentalisiert, ausgenutzt und fallen gelassen zu werden.

## Intertextuelle Verweise
Der Textnatur als wissenschaftliche, überwiegend rechtswissenschaftliche Arbeit gerecht werdend, bezieht sich Mishima in Verteidigung einer Kultur auf zahlreiche japanische und ausländische Denker und Schriften, um seinen intendierten Appell zu unterstreichen.

### Verweise zur Bestimmung deskokutai
Der für Mishima zentrale Begriff des kokutai (in etwa übersetzt mit Volkscharakter) ist ein ideologisches Schlagwort des japanischen Nationalismus, das nie eindeutig definiert wurde. Um seine eigene Vorstellung darzubieten, referiert Mishima auf vier bedeutsame japanische Denker, deren Ideen zum Tennō, Staat, Individualismus und ihren jeweiligen Beziehungen zueinander gegenüberstellt und kommentiert.

#### Watsuji Tetsurō

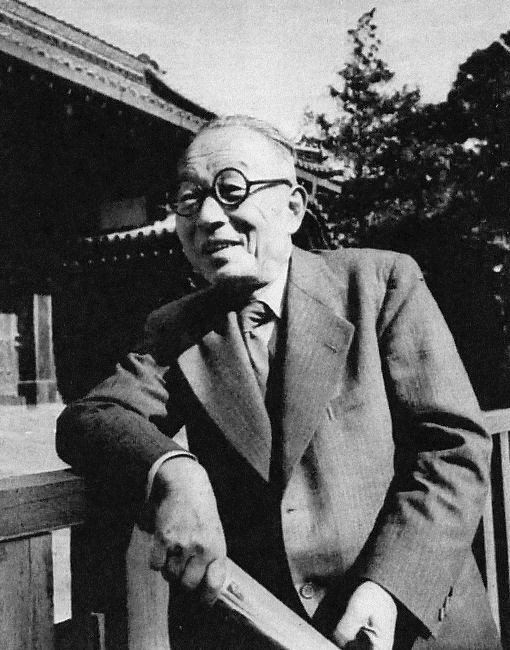
Watsuji Tetsurō, 1955.

Mishimas erster Bezugspunkt sind die Schriften vom Philosophen, Kulturhistoriker und Ethikprofessor Watsuji Tetsurō, der mit Fūdo – Wind und Erde. Der Zusammenhang zwischen Klima und Kultur (1935) und Ethik als Wissenschaft vom Menschen (1929) entscheidend die Abgrenzung der japanischen zur (in seinen Augen minderwertigen) westlichen Geistesphilosophie vorangetrieben hat.
Tetsurō beschäftigte sich in verschiedenen Schriften mit der Frage nach der Beschaffenheit des japanischen Staates und dessen (einstigem) Oberhaupt, dem Kaiser. Seine grundlegenden Erwägungen fasste er 1948 in Sonnō shisō to sono dentō (deutsch: Tennô-Verehrung und deren Tradition) zusammen:
Der Staat sei eine allumfassende, abgeschlossene Autorität („bunka kyōdōtai“, deutsch: „Kulturgemeinschaft“), der sich durch „Blut“ (heißt: Rasse) und „Boden“ (heißt: Territorium) zusammensetzt. Durch sein festes Bündnis ist der Staat die „höchste Form der ethischen Gemeinschaft“ und gleichzeitig ein Gegenentwurf zum Individualismus. Tetsurō kritisiert die westliche Philosophie dafür durch ihre zu starke Fokussierung auf Individualismus das wichtige Bündnis der Gemeinschaft zu „marginalisieren.“ Individualismus ist für Tetsurō die „Auflehnung des Einzelnen gegen soziale Regeln, Erwartungen oder die Überlegenheit der Gruppe.“
Die Gemeinschaft sei jedoch so weitreichend, dass es einen „absoluten Wert“ brauche, der die Gemeinschaft zusammenhält: Den Kaiser. Da er sowohl religiös (nach dem Glauben des Shintō ist er wortwörtlich ein Gott und Träger Japans) als auch kulturell die japanische Kultur widerspiegelt, ist eine Anbetung des Kaisers zugleich die Anbetung der Einzigartigkeit der japanischen Kultur. Obwohl das japanische Volk divers und heterogen ist, haben sie damit einen Verbindungslink, der sie zu einer spezifisch japanischen Gemeinschaft macht; nämlich den Kaiser. Tetsurō sieht diese Einheit zwischen Volk und Staat, die durch die gemeinsame Anbetung des Kaisers möglich gemacht wird, als entscheidend um dessen Zerfall zu verhindern: Ein Staat würde dann zerfallen, wenn er gespalten wird in einen lediglich verwaltenden Apparat einerseits und die Gemeinschaft andererseits. Als Negativbeispiele nennt er die „Profitgesellschaften“, USA und Europa, bei denen Nation und Individuum keine Einheit bilden, sondern die Interessen des Einzelnen denen des Staates übergeordnet sind – hierdurch sei das Volk nicht mehr durch gemeinsame moralische Grundsätze, sondern allein von wirtschaftlichen, egoistischen Interessen gelenkt.
Um den Zerfall zu verhindern muss der „destruktive Individualismus“ aufgehalten werden; dies geschieht – wie Mishima vor allem in der Kurzgeschichte Patriotismus beschreibt – durch die Selbstaufgabe des Einzelnen zum Wohle der Nation; bzw. für den Tennō, der ja – wie beschrieben – die Nation darstellt. Mishima beruft sich hier, um Tetsurōs Ansicht zu bekräftigen, auf Martin Heidegger: Die in modernen Nationalstaaten übliche Wehrpflicht enthält die Eventualität für das Land notfalls auch zu sterben; durch diese „radikale Loyalität“ der Bürger gegenüber dem Staat sei das Maximum der Selbstaufgabe erreicht – im Moment des Todes werde der Einzelne eins mit der Nation bzw. im spezifisch japanischen Beispiel, mit dem Kaiser. Über Tetsurō hinausgehend bezieht sich Mishima auch auf den Moralkodex der Samurai, Bushidō, welches die Bereitwilligkeit verlangt, jederzeit zu kämpfen und zu sterben.
Das Wesen des Kaisers wird als „Form ohne Inhalt“ beschrieben. Mit Bezug auf die Kyōto-Schule ist die Kultur bedingt durch die subjektive menschliche Existenz (Subjektivität). Oder mit anderen Worten: In der Nachkriegszeit, in der Natur und Kultur zunehmend als etwas objektives, heißt von den Personen Abgekoppeltes, betrachtet werden, braucht es eine Rückbesinnung auf den Kaiser als Symbol der Subjektivität. Das erkenntnistheoretische Problem der Subjekt-Objekt-Spaltung soll also durch die Kaiserverehrung bekämpft werden.
Bis hier sind sich Mishima und Tetsurō zum größten Teil einig, Differenzen gibt es jedoch in ihrem Verständnis der Hoheit der japanischen Kultur: Während Tetsurō die japanische Kultur als eine „aus sich selbst heraus entstandene“ und „aus sich selbst speisende“ versteht, ist Mishimas Ansicht – der sein ganzes Leben begeisterter Konsument westlicher und europäischer Literatur war – wesentlich liberaler. Kultur habe keinen lokalisierbaren Ursprung, sondern sei ein durch Wechselseitigkeit geprägtes Phänomen. Vor allem durch das antike Griechenland habe Japan einen Referenzpunkt gehabt, der dazu beigetragen habe, dass sich der Sinn und damit auch die Wertschätzung für die eigene Kunst habe herausbilden können. Oder mit anderen Worten: Der Blick auf das Andere bewirke auch, dass die eigene Tradition wiederaufleben könne. Verschiedene Kulturen seien gerade deshalb bereichernd, da sie sich nicht vermischen – wenn sie dies tun, würden sie zu einem „bedeutungslosen Einheitsbrei“. Auch hieraus resultiert Mishimas Ablehnung sowohl der kapitalistischen Gesellschaft und ihren Globalismus, als auch des Kommunismus, der auf Internationalismus und die „Vereinheitlichung“ der Kulturen ausgelegt ist.
Durch all diese Punkte: Der Kaiser als Bindungsglied zwischen Volk und Staat, der Kaiser als Bewahrer der japanischen Kultur und der Kaiser als Bollwerk gegen die „unethische Verschmutzung“ der japanischen Kultur (vor allem durch den profitorientierten Westen und die Kommunisten) würde gesichert werden, dass Japan ein Gegenpol zur „westlichen Hegemonie“ bildet.

#### Sōkichi Tsuda und Sōichi Sasaki
Wenngleich Mishima mit Tetsurō bei Vielem übereinstimmt, lehnt er dessen Verständnis des Kaisers als „Absolut“ – heißt faktische politische Übermacht – als „polemisch“ ab; auch hierdurch machte sich Mishima bei traditionellen Rechten in Japan, die einen faktisch allmächtigen Kaiser forderten, unbeliebt. Vorzugswürdig sei, laut Mishima, die Kaiseridee von Sōkichi Tsuda, die „gesunden Menschenverstand“ aufweise.
Der Historiker Tsuda war zu seiner Zeit als Blasphemiker bekannt, unter anderem da er die Existenz des angeblich ersten japanischen Kaisers, Jimmu und dessen Nachfahren in Frage stellte, sowie die japanischen Reichsannalen lediglich als Mythen, nicht aber als historische Wahrheit bezeichnete. Im Zuge dieser Aussagen protestierten rechtskonservative Denker gegen Tsuda und der Rechtspopulist Muneki Minoda bereitete ein 70-seitiges Exposé mit Zitaten Tsudas vor, das sich als Kritik am Kaiserhof las und dafür ausschlaggebend war, dass Tsuda wegen Majestätsbeleidigung angeklagt und seine Schriften verboten wurden.
Tsudas Kaiseridee war wie folgt: Ein, im Zuge der Meiji-Restauration geschaffener, politischer Kaiser sei abzulehnen, ein kultureller Kaiser aber wünschenswert. Gerade hierin, einem rein kulturellen Oberhaupt, zeige sich auch die Einzigartigkeit Japans: Da Japan sich weder nach außen noch nach innen habe verteidigen müssen, basiere die Hierarchie auf Traditionen und natürlichen Gegebenheiten, anstatt auf einer „von Oben diktierten“ Kultur wie im Westen, wo die Kaiser politische Macht haben. Auf dieser Grundlage habe sich ein Bewusst von nationaler Zugehörigkeit entwickeln können, das der des Westens überlegen, da „unverfälscht“ und „natürlich“, ist. Dieses tendenziell eher linke Kaiserverständnis unterstützt auch Mishima; ein anderer Kaiser würde die „Reinheit“ der japanischen Kultur korrumpieren.
In diesem Zuge nennt Mishima auch den bedeutenden Rechtswissenschaftler und eines seiner selbsterklärten „Vorbilder“, Sōichi Sasaki. Dieser wurde nach Kriegsende gemeinsam mit Fumimaro Konoe, ebenfalls Jurist, berufen, um Vorschläge bezüglich einer Änderung der Meiji-Verfassung auszuarbeiten. Die ersten vier Artikel des 100 Artikel umfassenden Entwurfs betrafen den Kaiser: Dieser sei ein „tennō kikansetsu“, heißt Repräsentant, nicht Souverän. Das kokutai sei also eine den Japanern eigene, geistige Haltung, die nicht zwingend an die kriegszeitliche Kaisersinterpretation gekoppelt sein muss; die Souveränität liege letztlich politisch beim Volk.
Durch seinen Bezug auf Sasaki grenzt sich Mishima deutlich von den ultranationalistischen und rechtsextremen kokutai-Interpretationen ab und etabliert seine Vorstellung der Notwendigkeit eines symbolischen, kulturellen Kaisers bei gleichzeitiger Volkssouveränität.

#### Masao Maruyama

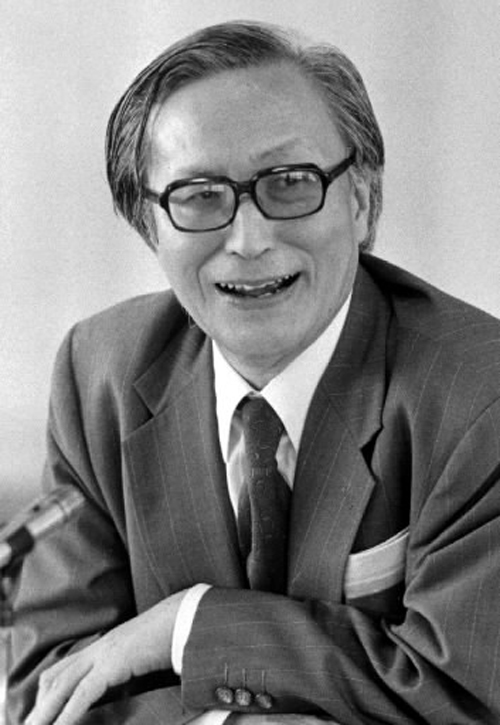
Masao Maruyama, 1950.

Der vierte zitierte Intellektuelle, Masao Maruyama, gilt als einer der bedeutendsten japanischen Juristen und Politikwissenschaftler der Nachkriegszeit. Mishima beruft sich vor allem auf seinen 1946 veröffentlichten Aufsatz Logik und Psychologie des Ultranationalismus, in dem Maruyama das damals vorherrschende kokutai-Dogma japanischer Rechter scharf kritisierte und das Meiji-Kaisersystem generell hinterfragte.
Es sei, so Maruyama – und mit ihm übereinstimmend Mishima – für die Bewahrung der Kultur und des Volkes notwendig, die Demokratie in Japan zu stärken, heißt, so zu gestalten, dass sie von der Bevölkerung angenommen werden würde. Eine Demokratie sei aber nicht durch eine schlichte Veränderung politischer Institutionen verwirklichbar, sondern durch die Errichtung eines neuen, kulturellen Wertesystems: Dieses System soll den Menschen ermöglichen, „das Private“ in die „öffentliche Sphäre“ einzubringen, ohne dabei ihre Individualität und ihr Recht, frei von staatlichem Zwang zu sein, aufgeben zu müssen. Mithin sei ein faschistisches System deutlich abzulehnen, da dieses Kultur und Volk „vergifte“. Die freie Entfaltung des Individuums und das Recht auf Privates seien unumstößliche Werte; kokutai hieße damit die kriegszeitliche, faschistische Ideologie aufzuarbeiten und zu überwinden.
Diese Aufarbeitung kommt zu folgendem Ergebnis: Der alte japanische Ultranationalismus war kein fruchtsames weltanschauliches System, denn:
1. Er war nie genau definiert; vielmehr wurde auf griffige, anstachelnde Parolen zurückgegriffen.[119]
2. Durch die fehlende Volkssouveränität handelte es sich um ein „mehrschichtiges, unsichtbares Netz“, dessen Macht unbeschränkt geblieben war. Eine Ursache für das kaum vorhandene politische Bewusstsein in der Nachkriegszeit liege in der „psychologisch wirksamen Zwangsgestalt, die jenen Apparat durchdrungen und eine bestimmte Kanalisierung der Emotionen und Verhaltensmuster (des japanischen) Volkes erzwungen hat.“[119]

Über Maruyama hinausgehend stützt Mishima seine Zustimmung zum zweiten Punkt auf den umstrittenen deutschen Staatsrechtler Carl Schmitt (freilich bevor dieser zum Hofjuristen der Nationalsozialisten wurde). Ein Staat müsse ein neutraler Staat sein, der keine Werte vorgebe und nicht definiere, was Wahrheit oder Sittlichkeit sei, sondern dieses Urteil gesellschaftlichen Verbänden wie Kirchen oder der Gewissensfreiheit des Einzelnen überlasse:

„Wo der Staat die inneren Werte des Wahren, Guten, Schönen durch sein Beharren auf der „besonderen nationalen Verfaßtheit Japans“ (kokutai) in Beschlag genommen hat, konnten natürlich auch weder Wissenschaft noch Kunst anders als in Abhängigkeit von diesen auf das kokutai bezogenen Wertsubstanzen existieren.“

Diese Ansicht denkt sich mit der oben etablierten Idee, den Kaiser als „Form ohne Inhalt“ zu verstehen.
Unterschiedlicher Meinung sind Mishima und Maruyama jedoch im Ursprung dieser totalitären, abzuweisenden Eigenart Japans. Mishima wirft dem Politikwissenschaftler vor, ahistorisch zu argumentieren: Das Kaisersystem sei nicht immer totalitär gewesen, sondern habe sich erst durch das Gesetz zur Aufrechterhaltung der öffentlichen Sicherheit vom 22. April 1925 dahingehend entwickelt, durch das u. a. Meinungen gegen das kokutai unter Strafe gestellt wurden. Während Maruyama also fordert, die genaue Umsetzung des Kaisers komplett neu zu überdenken, hält Mishima dies nicht für notwendig; es reiche die Kaiseridee vor der Meiji-Restauration wiederaufleben zu lassen. Mit dieser sei Demokratie, Volkssouveränität und Individualismus vereinbar.

### Verweise auf japanische Literatur
Sein Kultur- und Kaiserverständnis unterfüttert Mishima durch kulturelle Praktiken wie der Japanischen Teezeremonie, japanischen Theaterformen und verschiedene Ästhetikkonzepte. Da eine Kultur jedoch nicht nur aus „Günstigem“, sondern auch aus „Schädlichem“ bestehe, führt er auch budō (japanische Kampfkünste), die Yakuza, die Shimpū Tokkōtai (japanische Kamikaze-Piloten) und den Gedanken des bunbu ryōdō (deutsch: Die Harmonie von Schwert und Feder).
Da Mishima die Erschaffung der „modernen Nation“ als seinen gewünschten Anknüpfungspunkt benennt, bezieht er sich vor allem auf kulturelle Werke, die in genau jener Zeit entstanden sind. Im Geiste der kokugaku-Gelehrten sieht er dabei die (japanische) Literatur als wichtigste kulturelle Praxis, da sie durch ihre Vermittlung von „Moral, Eleganz und Reinheit“ den Charakter des japanischen Volkes (zum Positiven) formen könne.

#### DasGenji Monogatariund dasMasukagami
Der häufigste Referenzpunkt Mishimas ist das Genji Monogatari (japanisch 源氏物語, deutsch: Die Geschichte vom Prinzen Genji), ein im frühen 11. Jahrhundert wohl von der Hofdame Murasaki Shikibu geschriebener Epos, der von den Liebesabenteuer des namensgebenden Prinzen Genji und seinen Nachfolgern zur Jahrtausendwende berichtet. Das Werk wird häufig als erster psychologischer Roman Japans, zum Teil sogar der Welt, bezeichnet und es gilt nicht nur als eine der authentischsten Darstellungen der Heian-Zeit, sondern prägte auch den Standard für die Dichtkunst der folgenden Jahrhunderte. Trotz seines sexuellen und politisch bisweilen problematischen Inhalts wurde das Werk vor allem während der Meiji-Restauration als „Seele der japanischen Kultur“ bezeichnet und zur Stärkung des japanischen Nationalbewusstseins als Pflichtlektüre ins japanische Schulwesen integriert.
Mishima nutzt das Genji Monogatari, um einerseits die Einzigartigkeit und Bedeutung der japanischen Literatur aufzuzeigen und andererseits sein besonderes Kulturverständnis: Die japanische Kultur sei reflexiv und beinhalte Altes wie Neues gleichermaßen. Diese Reflexivitäts-These wird vor allem durch die politische Vereinnahmung des Genji Monogatari deutlich: Während die Restauranten der Meiji-Zeit die Werte des Buches als „Seele“ Japans bezeichneten, forderten andere – darunter Tachibana Jun’ichi – die Streichung aus allen Lehrmaterialien, da eine seiner Figuren sich unrechtmäßig des Thrones bemächtigte und damit die Ideologie der ungebrochenen Blutlinie des Kaiserhauses verleugne. Einige Literaten hoben die emanzipierte Stellung der Frau im Roman hervor, andere wie Uchimura Kanzō lehnten ihn ab, da er „Japaner zu Feiglingen“ mache. Der Roman enthält außerdem gleichermaßen traditionell japanische wie auch buddhistisch-chinesische Einflüsse. Es stehe damit sinnbildlich für die Reflexivität der japanischen Kultur.
Das weitere Element der japanischen Kultur, deren Kontinuität, verdeutlicht Mishima anhand des Masukagami (japanisch 増鏡) von Yoshimoto Nijō. In der 17-bändigen, auf Japanisch verfassten Chronik schildert die Erzählfigur, eine einhundertjährige Nonne, aus der Perspektive des Hofes die Ereignisse des Zeitraums zwischen 1180 und 1334. Der Bericht setzt mit der Thronbesteigung des Kaisers Go-Toba ein und beschreibt Politik und Hofleben bis 1221, dem Jahr des Jōkyū-Kriegs, als Go-Toba vergeblich versuchte, die Macht des Hofes zu restaurieren und daraufhin ins Exil verbannt wurde. Beendet wird das Werk mit der Schilderung der Kemmu-Restauration (1333/1334), dem letzten (vergeblichen) Versuch einer Restaurierung der kaiserlichen politischen Macht durch Kaiser Go-Daigo. Der Autor des Werkes, Nijō, war zweifelsfrei Anhänger des Kaiserhofes und Unterstützer Go-Daigos. Diese Präferenz zeigt sich auch an den bemerkenswerten Stilwechseln zwischen der „blumigen Sprache“, wenn vom Hof die Rede ist und dem „nüchternen Stil“ in den Passagen über das Shogunat.
Das Masukagami-Beispiel belegt diverse Argumente Mishimas: Zunächst ist es das einzige Werk der inoffiziellen Reichsannalen, welches auf Japanisch verfasst, wodurch die Verwendung der eigenen Sprache (im Gegensatz zum Chinesischen) in den Vordergrund rückt. Zudem präsentiert sich das Verfasser des Masukagami als ein Bewunderer und Unterstützer der Kaiser, wenngleich Mishima eher der Idee des Shogunats – ein Kaiser als Zeremoniell – angetan ist. Die bedeutendste Funktion der Textintegration ist derweil Mishimas Behauptung, dass die japanische Literatur besonders durch ihre Kontinuität brillieren würde: Sowohl auf sprachlicher, stilistischer und inhaltlicher Ebene nimmt das Werk Bezug auf das altertümliche Genji Monogatari und führt dessen Erbe nahtlos weiter, obwohl es in einer gänzlich anderen Kulturepoche und in einem gänzlich anderen gesellschaftlichen Klima verfasst wurde.

#### wakaundhaiku
Die ideale Verfasstheit der japanischen Kultur würde sich, Mishima zufolge, in dessen Dichtkunst wiederfinden: Das altertümliche waka und das neuere haiku.
Der Begriff waka wurde in der Heian-Zeit zu Zwecken der Abgrenzung von der chinesischen Lyrik erfunden, um die traditionell „japanischen Gedichte“ zu markieren. In der Meiji-Zeit wurde diese Dichtkunst als „japanisches Kontinuum“ und damit als Paradebeispiel der Kontinuität der japanischen Kultur hervorgehoben, da es sich in einem roten Faden von den Ursprüngen bis in die Gegenwart durch die japanische Literatur zieht.
Besondere Aufmerksamkeit widmet Mishima dem waka-Werk Man’yōshū (deutsch: Sammlung der zehntausend Blätter) aus dem späten 8. Jahrhundert, der ältesten japanischen Gedichtsanthalogie, in der etwa 4500 Verse aller Gesellschaftsschichten – vom Kaiser bis zum einfachen Bürger – kompiliert sind. Mishima teilt die Ansicht der Meiji-Restauraten, nach denen das Man’yōshū alle Teile der Nation widerspiegelt, die mit dem Kaiser als deren Oberhaupt verzahnt werden – es sei mithin ein Ausdruck der Kaiserverehrung:

„Wenn es eine Idee gab, die den Charakter des japanischen Volkes treffend wiedergab und nichts zu wünschen übrig ließ, dann war es das Bild einer harmonischen Welt mit einer einheitlichen Kultur, die vom Kaiser bis zum einfachen Volk reichte. Genau dieses Bild wurde in der Man'yōshū entdeckt.“

Die Annahme, dass der Geist der waka und haiku bis heute existiere und die ästhetische Kultur beeinflusse, wird nicht allein von Mishima gepflegt, sondern auch außerhalb Japans selten bezweifelt. Bereits im Vorwort zum Kokin-wakashū finde sich demnach die Formulierung, dass sich der „japanische Geist“ oder die „japanische Gesinnung“ in der waka-Dichtung niederschlage.
Mithilfe eines Rückgriffs auf die waka verdeutlicht Mishima verschiedene Thesen: Einerseits zeige sich die Nichtigkeit der Konzepte "Original" und "Kopie" in der dichterischen Technik des honkadori, bei der durch die Adaption eines bekannten Gedichts ein neues geschaffen wird. Andererseits evoziert die Dichtungsart einen Zusammenhang mit dem Kaiser als Quelle der Ästhetik, Moral und Revolution. Die aus verschiedenen Jahrhunderten stammenden Gedichte symbolisieren den reziproken Austausch zwischen Volk und Kaiser und damit eine entscheidende Komponente für die Verwirklichung von Kultur. Nicht zuletzt, wie Oben ausführlich dargelegt, spiegelt sich in den waka die Kontinuität der japanischen Literatur wider.
Das Charakteristikum der Reflexivität der japanischen Kultur wird hingegen durch die zweite bedeutende Dichtungsart, dem haiku (das Neue), verdeutlicht, das das waka (das Alte) reformierte, aber nicht verdrängte – Alt und Neu stehen vielmehr nebeneinander. Mishima referiert in diesem Kontext auf den „Vater des modernen haiku“, Shiki Masaoka, mit dessen Idealen Mishima weitgehend übereinstimmt: Denn auch dieser hielt als Enkel eines bedeutenden Samurai am bushidō, der Verachtung von materiellem Wohlstand und einer Unerschrockenheit vor dem Tod fest. Shiki rief die Dichtergruppen dazu auf, haiku insoweit zu reformieren, dass sie sich von den Beschränkungen in Stil, Wortwahl und Thema befreien und nicht über die altbewährten Themen, sondern über ihr eigenes Innenleben schreiben, dabei aber die Kürze des haiku sowie dessen etablierte poetologische Begriffe beibehalten. Shiki spiegelte damit wider, was auch Mishima in Verteidigung einer Kultur vom japanischen Volk fordert: Eine Wiederbelebung dessen, was er als ganzheitliche, traditionelle Kultur versteht; eine zeitintensive Reformation, ohne dabei die ästhetischen Konventionen und das lange Erbe zu missachten.
Die neuen haiku sind für Mishimas Kulturverständnis also nicht nur subjektiv, weil sie zur Neuerschaffung anregen, sondern aufgrund der Bezugnahme auf Vorläufergedichte auch reflexiv. Da sich waka bis in die Heian-Zeit rückverfolgen lässt, ist sie zudem Ausdruck kultureller Kontinuität. Zusammengefasst: waka und haiku erfüllen alle die von Mishima behaupteten Merkmale der japanischen Kultur und sind somit deren ideale Verkörperung.

#### Kojikiund dieRikkokushi

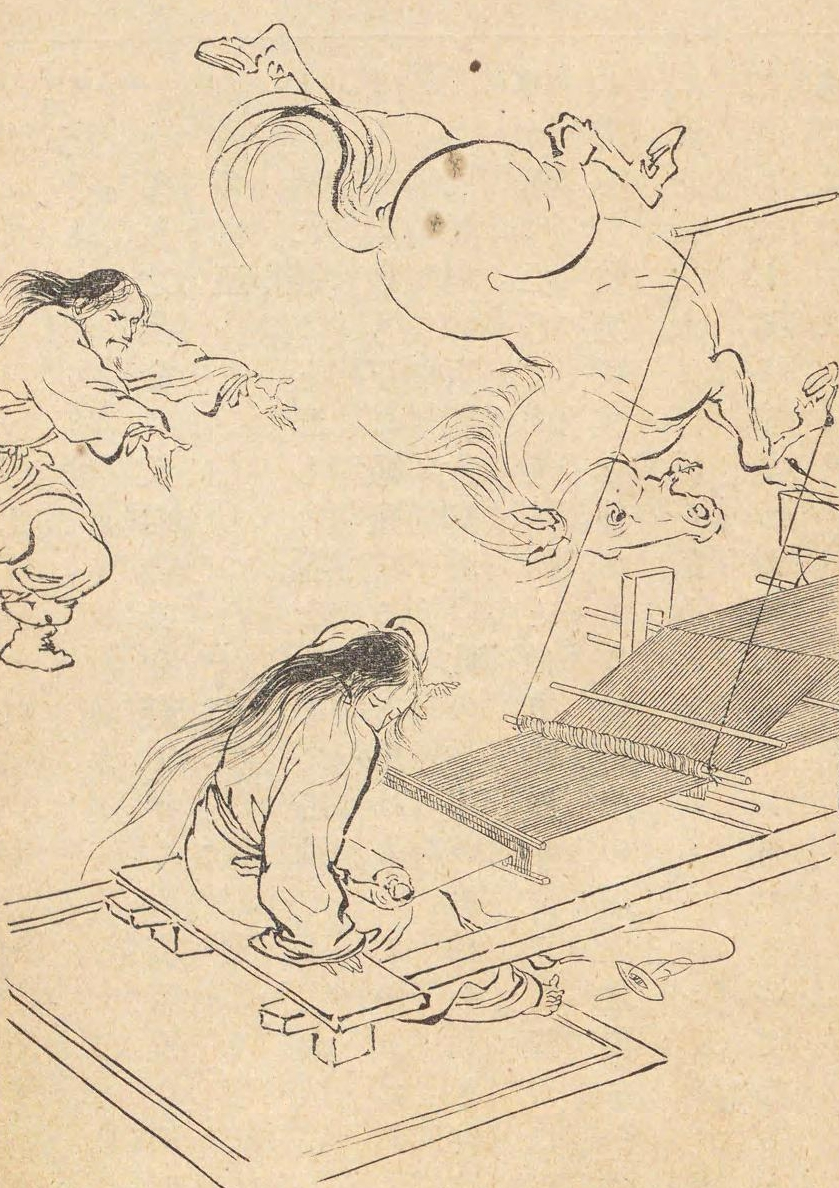
Der ungestüme Susanoo wirft ein totes Pferd in die Webhalle seiner Schwester Amaterasu und nötigt diese zum Rückzug in eine Höhle.

Bezugspunkt Mishimas ist sowohl die beschriebene Mythologie im altertümlichen Kojiki (712) als auch im neueren Nihonshoki, einem Teil der Reichsannalen. An den dort beschriebenen Mythen demonstriert er, dass in der Verwirklichung der „ganzheitlichen Kultur“ die Möglichkeit von Revolution liegt. Hauptbezugspunkt bildet dabei die Sage vom Donnergott Susanoo und seiner Schwester, der Sonnengöttin Amaterasu.
Die Geschichte besagt, dass der ungestümte Susanoo seine Schwester Amaterasu so bekümmerte, dass diese sich in einer dunklen Höhle einsperrte und damit der Welt ihr Sonnenlicht entzog. Zur Strafe verbannen die anderen Götter Susanoo auf die Erde, wo dieser das japanische Herrschergeschlecht begründet und den Kaiser damit auch „göttliche Legitimation“ verleiht. Mishima nutzt die Assoziativkraft der Mythen, deutet diese aber um. Er setzt die Göttergeschichte in Bezug zum Konzept der „Chrysantheme und Schwert“ und erklärt, dass im Mythos beide Elemente – das Kämpferische (Susanoo) und das Ästhetische (Amaterasu) – vereint seien und durch die Kultur versöhnt würden.
Des Weiteren nutzt er die Mythen, um die Legitimität von Gewalt und Revolutionen zu begründen. Die Sonne existiere der Sage nach wieder auf Erden, da die anderen Götter Amaterasu durch „göttliches Gelächter“ Amenouzumes aus der Höhle lockten und dann gewaltsam am Wiedereintritt hinderten. Die Möglichkeit eines Aufruhrs zur Durchsetzung seiner Ideale sei damit bereits im Gründungsmythos Japans angelegt.
Es ist bekannt, dass Mishima – wenngleich fasziniert von religiöser Symbolik, westlich wie östlich – selbst kein religiöser Mann war. Indes betrachtete er Shintō als unabtrennbaren Teil der japanischen Kultur. Seine Bezugnahme auf die alten Sagen hat damit sowohl den Zweck, seine Ansichten auf spiritueller Ebene (und damit für einen Großteil der shintoistisch geprägten Japaner) zu begründen, als auch auf kultureller Ebene (schließlich ist Shintō Teil der Kultur).

#### Hasuda Zenmei und Fumio Niwa
Die Subjekt-Objekt-Spaltung exemplifiziert Mishima an einem literarischen Beispiel, indem er die Kritik des patriotischen Schriftstellers Hasuda Zenmei an seinem Kollegen Fumio Niwa reflektiert.
Als Beobachter von Marineoperationen lief Niwa 1942 als Kriegsberichterstatter mit dem Kreuzer Chōkai aus. An Bord dieses Flaggschiffs erlebte er die Schlacht bei den Ost-Salomonen und wurde bei Tulagi verwundet. Diese Erfahrungen verarbeitete Niwa in den beiden autobiographischen Texten Kaeranu chūtai (deutsch: Nie wiederkehrende Kompanie) und Kaisen (deutsch: Seeschlacht). In Kaisen schildert Niwa detailliert das alltägliche Dasein auf dem Kriegsschiff, auf dem er sich mit elf anderen Kriegsberichterstattern befindet. Die schweren Kämpfe mit dem amerikanischen Feind beschreibt Niwa ebenso im Detail wie die verletzten und toten Körper, von denen er sich umgeben sieht. Auch seine eigene Verwendung und seine Schmerzen thematisiert Niwa.
Hasuda Zenmei, begeisterter Patriot, kritisierte Niwa scharf für sein journalistisches Schaffen, weil dieser statt über die Schlacht zu schreiben, lieber die Soldaten im Kampf hätte unterstützen sollen. Mishima möchte diese Forderung Zenmeis überdacht wissen. Eingebettet in seine Ausführungen zur Subjektivität der Kultur erklärt Mishima, Niwa habe sich in der Entstehungsphase von Kaisen seiner Subjektivität entledigt: Niwas Ich-Erzähler schließt sich dem Kameramann Maruyama an, der ebenfalls als Kriegsberichterstatter auf dem Schiff tätig ist und schildert Ereignisse aus der Kameraperspektive. Mishima lobt, dass Niwa sich in dieser Situation für Objektivität statt Subjektivität entscheidet, weil damit das „bestmögliche“ Werk erzielt wurde. Dennoch, so betont er, sei die Forderung der Kommunistischen Partei Japans, dass Schriftsteller ihren subjektiven Blickwinkel zugunsten eines objektiven, die Masse berücksichtigenden Blicks aufgeben sollten, falsch. Es ginge immer darum, als Schriftsteller das beste Ergebnis hervorzubringen: Das hieße zwar teils die Abkopplung des Objekts vom Subjekt, aber nicht immer. Am Beispiel von Niwa solle stattdessen eine andere Lektion gelernt werden: Die Notwendigkeit der Entscheidungsfreiheit des Künstlers, mithin die Stärkung der Kunstfreiheit. Besagte Kunst- (und Meinungs-)Freiheit würde durch die Kommunisten gefährdet werden, woraus Mishima die Notwendigkeit zieht, diese entschieden zu bekämpfen.
Im Anschluss beschäftigt sich Mishima mit Zenmeis Verständnis des japanischen Ästhetikkonzepts miyabi (japanisch 雅, deutsch in etwa: Eleganz, Raffinesse oder Höflichkeit). Wie auch die anderen japanischen Ästhetikideale handelt es sich bei miyabi um keinen ausdefinierten Begriff, sondern ein vages Konzept: Das Ideal des Wortes verlangte die Beseitigung von allem, was absurd oder vulgär war, und die „Politur der Manieren, der Diktion und der Gefühle, um alle Rauheit und Grobheit zu beseitigen und die höchste Anmut zu erreichen“. Es drückt, grob gesagt, die Sensibilität für Schönheit aus.
Zenmei befasste sich erstmals in Chūseishin to miyabi (deutsch: Loyalität und miyabi) mit miyabi, einem Text, der im Jahr 1944 erstmals im Rahmen einer Radiosendung vorgetragen wurde. Dort kritisierte er die Abwesenheit von miyabi in der gegenwärtigen Literatur und fordert, die Japaner sollten nicht auf Grundlage der europäischen Ästhetik versuchen, indigene Konzepte zu verstehen; denn die Gefühle des kaiserlichen Untertanen ließen sich nicht durch externe Konzepte begreifen. Ebenso sei auch miyabi nicht mit der Logik der „westlichen Barbaren“ zu erfassen, sondern müsse gefühlt werden. Anders ausgedrückt: miyabi sei nicht „rational definierbar“, sondern könne allein „irrational“ von Japanern gefühlt werden – und zwar als Ausdruck der japanischen Kaiserverehrung.
Das Argument, der Westen habe den Verlust des „indigenen Japanischen“ – in diesem Fall die Zeit ohne miyabi – zu verantworten und sei für die gegenwärtige Dekadenz verantwortlich, teilt Mishima. Durch das Glied der Kaiserverehrung und ihre langjährige Isolation von äußeren Kräften habe die japanische Kultur eine derartige Einzigartigkeit entwickelt, dass der Bevölkerung gewisse Konzepte so inhärent sind, dass sie sich jeder „logisch, westlichen“ Herangehensweise widerstreben. Die Japaner müssten, so Mishima, gewisse Irrationalitäten bewahren, um ihre Kultur zu bewahren. Dergleichen schrieb Mishima bereits 1945 in sein Tagebuch, nachdem Kaiser Hirohito in der Radioansprache Gyokuon-hōsō die Kapitulation Japans ankündigte:

„Nur indem wir die japanische Irrationalität bewahren, wird es uns möglich sein, in 100 Jahren zu der Kultur der Welt beizutragen.“

#### Japanische Propagandatexte:kokutai no hongiundShinmin no Michi
Für einige der Kerngedanken von Verteidigung einer Kultur, etwa die Idealisierung des bushidō sowie die Selbstaufgabe für den Kaiser, referiert Mishima auf zwei zentrale Propagandatexte: dem Kokutai no hongi (deutsch: Grundsätzliche Prinzipien des kokutai) von 1937 und dem Shinmin no michi (deutsch: Der Weg der Untertanen) von 1941. Beide Texte wurden vom Bildungs- und Kulturministerium Japans in Auftrag gegeben, um den Kaiser im Mythos zu verankern und das Volk unter ihm zu einen.
Die im Kokutai no hongi beschworene Ethik orientiert sich am bushidō-Ideal, welches als Charakteristikum der japanischen Moral stark gemacht wird: Es gelte bushidō in der kaiserlichen Armee zu verwirklichen, um eine nationale Verteidigung zu etablieren und eine moralische Werteordnung zu errichten. Ähnlich wie im Kokutai no hongi, in welchem die westliche Moderne und der abendländische Individualismus für den geistigen Niedergang Japans verantwortlich gemacht werden, heißt es in der Präambel von Shinmin no michi:

„Mit dem Einströmen der europäischen und amerikanischen Kultur in dieses Land begannen sich Individualismus, Liberalismus, Utilitarismus und Materialismus durchzusetzen, so dass der traditionelle Charakter des Landes stark beeinträchtigt und die verschiedenen von unseren Vorfahren hinterlassenen Sitten und Gebräuche ungünstig beeinflusst wurden.“

Dasselbe Gefühl motiviert Mishima 27 Jahre später zur Niederschrift des Essays Verteidigung einer Kultur, in dem er Verwestlichung, materialistische und utilitaristische Denkweise und Individualismus an den Pranger stellt. Da die Situation Japans nach dem Krieg Parallelen zur ersten Begegnung mit dem Westen in der Meiji-Zeit aufwies, lässt sich auch die Angst vor einer unkontrollierbaren Übernahme westlichen Gedankenguts und dem Verlust der Tradition vor und nach dem Krieg in gleichen Phrasen artikulieren. Von Mishima und den Propagandaschriften wird gleichermaßen die Kritik hervorgebracht, dass japanische Werte vom Westen nicht verstanden würden, sondern nur Japanern intuitiv zugänglich seien. Auch aus diesen Gründen würde der Westen die Bewunderung der Japaner für ihren Kaiser nicht verstehen können.

### Verweise auf westliche Literatur

#### Chrysantheme und Schwertvon Ruth Benedict

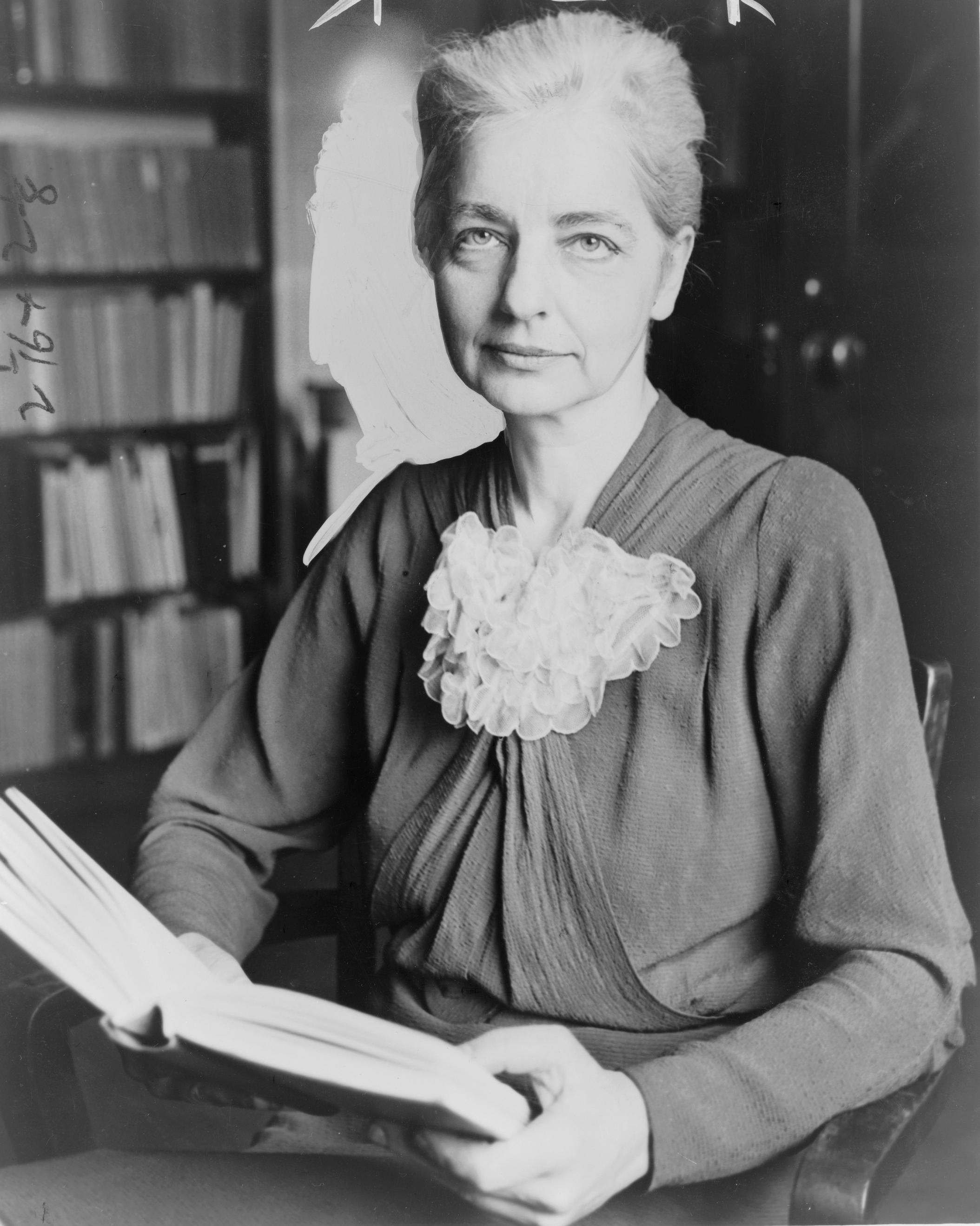
Ruth Benedict (1937).

Der bedeutendste westliche intertextuelle Verweis in Verteidigung einer Kultur ist das von Ruth Benedict verfasste Werk Chrysantheme und Schwert aus dem Jahr 1946. Die Anthropologin sollte während des Krieges den US-Bürgern den japanischen Feind näherbringen. Benedict wollte japanische Denk- und Verhaltensweisen herausfiltern, beschreiben und zeigen, wie bestimmte Grundannahmen der Japaner sich auf deren Sichtweisen auswirken. Benedict etablierte zwei wesentliche Grundsätze:
1. Kulturrelativismus: Kulturen könnten nur intern, d. h. aus sich heraus verstanden werden und bedürfen deswegen keines Vergleiches, sondern einer intensiven Beschreibung. Daraus schließt sie auch, dass Länder mit anderen ethischen Vorstellungen nicht per se verwerflich seien und der eigene Lebensstil demnach nicht als der einzig denkbare verstanden werden sollte.[145][146]
2. Dichotomie: „Sowohl das Schwert als auch die Chrysantheme sind Teil des Bildes. Die Japaner sind in höchstem Maße aggressiv und unaggressiv, militaristisch und ästhetisch, frech und höflich, starr und anpassungsfähig, unterwürfig und resistent, loyal und verräterisch, mutig und ängstlich, konservativ und aufgeschlossen gegenüber neuen Wegen.“[145]

Die erste Haltung deckt sich mit Mishimas Vorstellung von der Originalität der japanischen Kultur, die allein unter Berücksichtigung der nationalen Eigenheiten verstanden werden könne. Dazu passend sich auch Zenmeis Anmerkungen zu miyabi als Etwas, das nur durch „japanische Irrationalität“ zu verstehen ist. Ebenso betont Mishima ihre Ansicht, dass andere Kulturen nicht per se nachteiliger, sondern anders sind – im Hinblick auf Mishimas Affinität, vor allem für europäische Literatur, ein verständlicher Gedankengang, der ihn vor allem bei der traditionellen japanischen Rechten unbeliebt machte. Zeitgleich ist klar, dass Mishima seine eigene Kultur der des Westens vorzog. Zur Unterstreichung zitiert er die 1937 publizierte Abhandlung Bushido: Die Seele Japans – Eine Darstellung des japanischen Geistes vom japanischen Professor Inazō Nitobe:

„In Amerika lobt man ein Geschenk, bevor man es dem Beschenkten überreicht, während man es in Japan abwertet oder verleumdet. Den Amerikanern liegt der Gedanke zugrunde: „Das hier ist ein schönes Geschenk. Wenn es nicht schön wäre, würde ich es nicht wagen, es Ihnen zu geben; denn es wäre eine Beleidigung, Ihnen etwas anderes als etwas Schönes zu geben.“ Im Gegensatz dazu steht unsere (die japanische) Logik: „Du bist ein guter Mensch, und kein Geschenk wäre gut genug für dich. Du wirst nichts annehmen, was ich dir zu Füßen lege, außer als Zeichen deines guten Willens; also nimm dies an, nicht wegen seines Wertes, sondern als Zeichen. Es wäre eine Beleidigung für deinen Wert, das beste Geschenk als gut genug für dich zu bezeichnen.“ Wenn wir die beiden Ideen nebeneinander stellen, sehen wir, dass der eigentliche Gedanke ein und derselbe ist. Keiner von beiden ist „furchtbar komisch“.“

Neben dem Bild von Japan als Einheit von Chrysantheme und Schwert übernimmt Mishima vor allem die für ihn positiv besetzte Zuschreibung, Japan sei sowohl „kriegerisch“ als auch „kunstsinnig“. Ebenso wie für Mishima fängt auch für Ruth Benedict das Begriffspaar Chrysantheme und Schwert die Essenz der japanischen Kultur ein. Dabei rekurriert Mishima nicht direkt auf das Werk, sondern füllt den metaphorischen Titel mit Bedeutung.

#### Politik und Verbrechenvon Hans Magnus Enzensberger

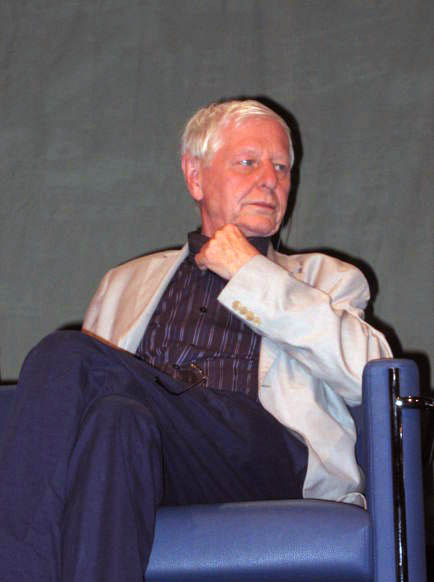
Hans Magnus Enzensberger, Mai 2006.

Der Essayband Politik und Verbrechen von Hans Magnus Enzensberger aus dem Jahr 1964 besteht aus neun Aufsätzen, die sich anhand unterschiedlichster Themen – wie der organisierten Kriminalität oder Rafael Molina, dem ehemaligen Diktator der Dominikanischen Republik – mit dem Zusammenhang zwischen Gewalt, Verbrechen und Politik befassen. Mishima bezieht sich insbesondere auf folgende Kapitel:
1. Reflexionen vor einem Glaskasten: Enzensberger thematisiert den Eichmann-Prozess[Anm 16] und versucht eingangs, den Kern des Verbrechens und das Wesen des Verbrechers zu erörtern. Unter Rückgriff auf Elias Canetti sowie Sigmund Freud Ausführungen zur darwinistischen Hypothese von der „Urhorde“[Anm 17], stellt er eine Verbindung zwischen Verbrechen – vornehmlich Mord – und Politik her: Herrschaft werde immer von demjenigen ausgeübt, der seine Untertanen zu strafen, gar zu töten, also zu beherrschen in der Lage sei.[149]
2. Souveränität: Enzenberger führt Freuds Schrift Zeitgemäßes über Krieg und Tod aus dem Jahr 1915 an. Freud habe über den Ersten Weltkrieg geschrieben, das Volk habe durch den Krieg festgestellt, „daß der Staat dem Einzelnen den Gebrauch des Unrechts untersagt hat, nicht weil er es abschaffen, sondern weil er es monopolisieren will“. Heißt: Der kriegsführende Staat gibt sich jedes Unrecht, jede Gewalttätigkeit frei, die den Einzelnen beschämen würde. Der monopolistischen Staatsgewalt der Nationalstaaten schreibt Enzensberger eine Mitverantwortung für die politischen Katastrophen des 20. Jahrhunderts zu.[149]
3. Konkurrenz: Die Härte, mit der Delinquenten geahndet werden, sei nach Enzensberger ein Beweis für die „Unsicherheit des Staates“. Der Grund wieso ein „Widerstand gegen die Staatsgewalt“ so stark bestraft wird, kommt daher, dass der Verbrecher das staatliche Gewaltmonopol in Frage stelle, indem er dessen (Gewalt-)Vorrecht für sich beanspruche.[149]

Zusammengefasst kam Enzensberger zu folgendem Fazit, mit dem auch Mishima d’accord geht: Die Ungerechtigkeiten der Welt resultieren Großteils daher, dass der Staat von Oben herab diktiert, welches Verhalten der Einzelne zu unterlassen hat, während er es selbst für sich beansprucht. Der Grund dafür sei Macht: Solange der Staat sich das Monopol auf Gewalt und Gräuel sichert und sie seinem „Untertanen“ untersagt, behält er die Macht. Sich gegen den Staat aufzulehnen, würde dieses Kräfteverhältnis in Frage stellen; dementsprechend hart reagiert die Staatsgewalt auf jedwede Auflehnung.
Mishima nutzt Enzensbergers These vor allem, um eins deutlich zu machen: Der Staat und seine gegenwärtige Verfassung ist nicht absolut, sondern erschütterbar. Heißt: Ein Auflehnen gegen diesen, egal ob vom Einzelnen oder in Form einer Revolution, kann wirkungsvoll sein, um dem Auseinanderdriften von Volk und Staat entgegenzuwirken. Oder kurz: Um Japan zu retten, muss das System gestürzt werden.

#### The Evolution of Political Thoughtvon Cyril Northcote Parkinson

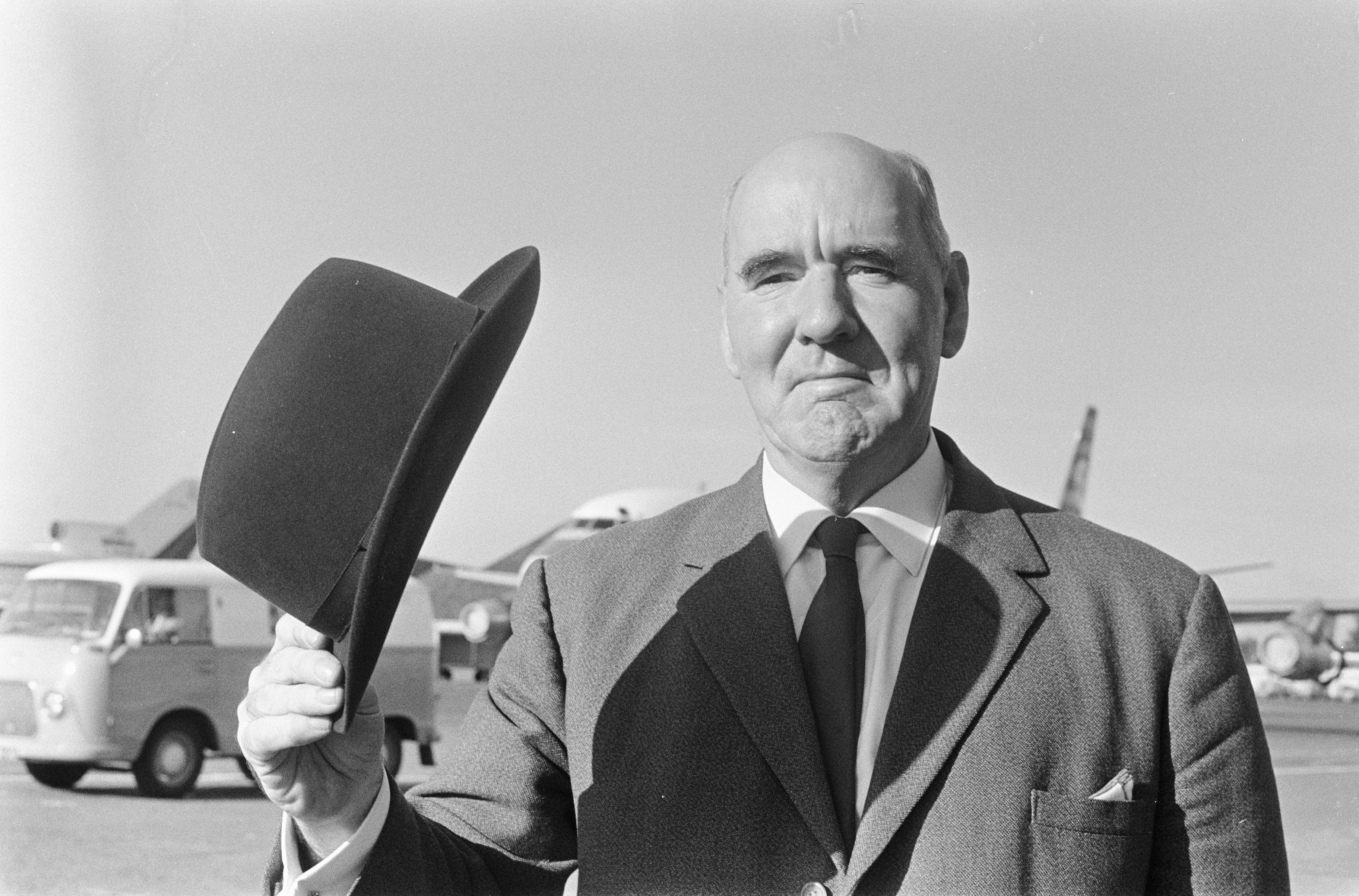
Cyril Northcote Parkinson, 1966.

Auch Cyril Northcote Parkinsons 1958 veröffentlichter Aufsatz The Evolution of Political Thought wird herangezogen, um einen prominenten ausländischen Unterstützer seines Plädoyers für das Wiederaufleben des Tennō ins Feld zu führen. Im zitierten Werk befasst sich Parkinson mit der Entwicklung politischer Systeme und Theorien. Er untergliedert seine Ausführungen in vier Kapitel zu den Bereichen Monarchy (Monarchie), Oligarchy (Oligarchie), Democracy (Demokratie) und Dictatorship (Diktatur), um die politische Ideengeschichte vom westlichen Blickwinkel loszulösen.
Nach langen Ausführungen zur Entwicklung im arabischen und asiatischen Raum, spricht sich Parkinson deutlich gegen Eurozentrismus aus und betont, dass unterschiedliche Gesellschaften unterschiedlicher Staatsformen bedürfen. Monarchien und Oligarchien sollten, so Parkinson, nicht vorverurteilt werden, denn auch diesen Staatsformen könnten Vorzüge liegen.
Mishima nutzt den Rückbezug auf Parkinsons Schrift, um seine Meinung zu untermauern, dass für Japan nicht das politische System des Westens – das Japan in Form der Nachkriegsverfassung „aufgebürdet“ wurde –, sondern eben eine Semi-Monarchie mit dem Kaiser als oberstes Organ die „bestmögliche politische Form“ sei.

#### Immanuel KantsDing an sich
Der (Oben ausführlich erörterten) Übernahme von Immanuel Kants Konzept des Ding an sich kommt eine besondere Funktion zu, weil Mishima damit die „Essenz Japans“, den Kaiser, betitelt. Dieser sei ein „Wert an sich“, die moralische und ästhetische Quelle, welche a priori existierte.

### Verweise auf marxistische Literatur
Obwohl Mishima erklärter Gegner marxistischer Strömungen war, finden sich in Verteidigung einer Kultur zahlreiche Bezugnahmen auf marxistische Argumentationslinien. Diese finden sich vor allem in Mishimas Verwendung der Begriffe „Kopie“ und „Original“ sowie der Evozierung von „Verdinglichung“.

#### Das Kunstwerk im Zeitalter seiner technischen Reproduzierbarkeitvon Walter Benjamin

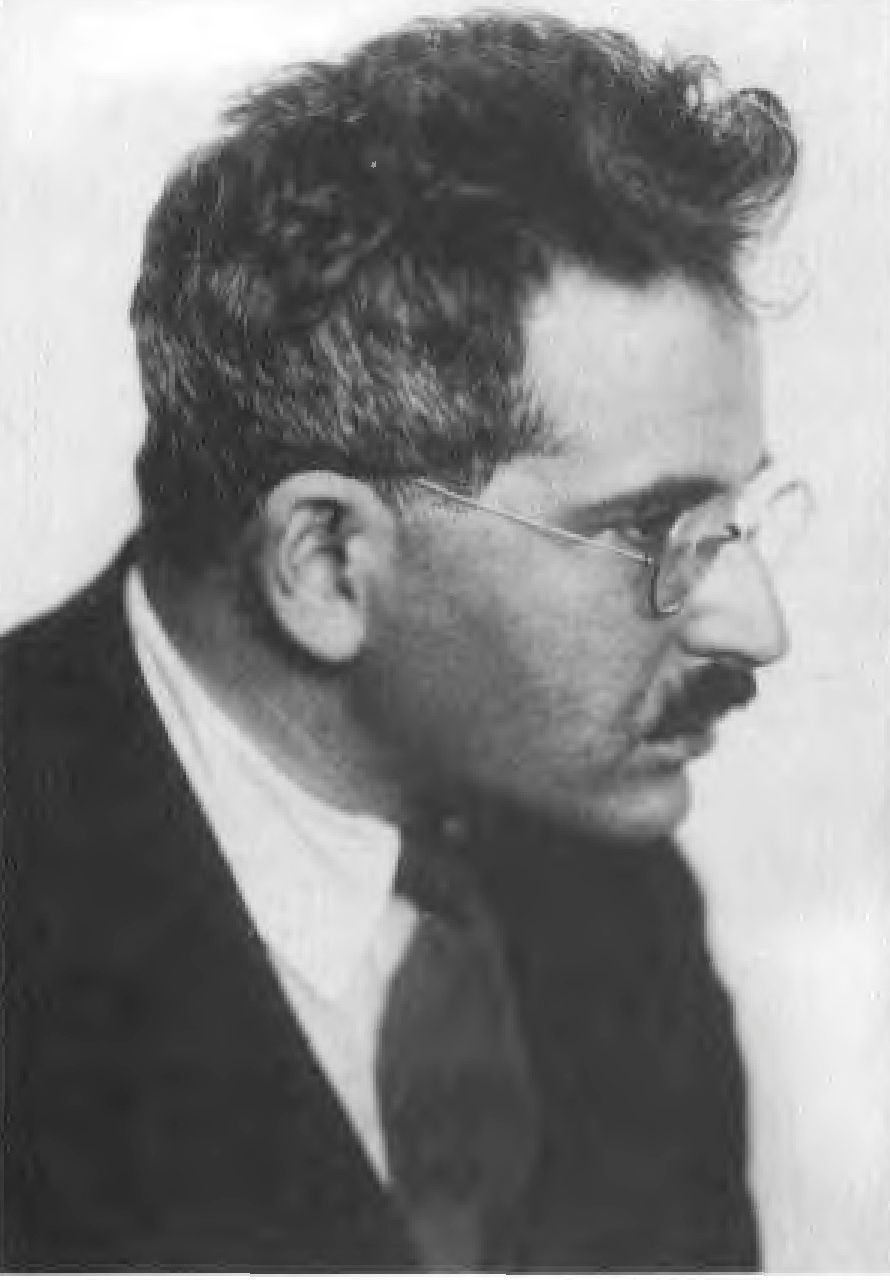
Walter Benjamin, 1929.

Mishimas Argumentation, dass es „in der japanischen Kultur ursprünglich keine Unterscheidung zwischen Original und Kopie (gebe)“, verweist auf Walter Benjamins 1936 veröffentlichten Aufsatz Das Kunstwerk im Zeitalter seiner technischen Reproduzierbarkeit.
Benjamin schildert in diesem kurzen Aufsatz den Verfall der (benjaminschen) Aura von Kunstwerken, welchen er auf die technische Reproduzierbarkeit – vornehmlich in Film und Radio – zurückführt. Die Aura ist nach Benjamin etwas Raum-Zeitliches, die dem Original anhaftende, nicht reproduzierbare Echtheit und Originalität eines Werkes, durch welche dieses in der Tradition verwurzelt sei. Durch den technischen Fortschritt, der reproduzierend aus der Einmaligkeit ein massenweißes Vorkommen mache, „verkümmere“ die Aura gegenwärtig. Reproduktionen, etwa in Form von illustrierten Wochenzeitschriften, seien durch „Flüchtigkeit und Wiederholbarkeit“ gekennzeichnet, worin sie sich vom Urbild, welches durch „Einmaligkeit und Dauer“ charakterisiert werde, unterscheiden. Die fortschreitende Technisierung reiße das Kunstwerk aus seinem Traditionszusammenhang, in welchen es durch seine originäre Verwendung in Kultus und Ritus eingebetteten gewesen war und fundiere sodann nicht mehr auf das Ritual, sondern auf die Politik.
Mishima greift auf den Aufsatz Benjamins zurück, um zu zeigen, dass der Sachverhalt auf Japan nicht zutreffe. Vehement argumentiert er, dass die Zerstörung des Originals im Westen eine nicht-rückgängig zu machende Vernichtung bedeute (wie von Benjamin geschildert), während in Japan hingegen „vergleichsweise schwach auf Kultur als Ding beharrt (werde)“.: Dies exemplifiziert er am Ende traditionellen Wiederaufbau des Ise-jingū. Auf die Kaiserin Jitō (645–702) zurückgehend wird dieser Schrein (bis heute) alle zwanzig Jahre neu errichtet hat. Dabei ist er gar nicht unbedeutend, sondern die wichtigste shintoistische Kulturstätte Japans, an der die Sonnengöttin Amaterasu verehrt und die Reichsinsignien aufbewahrt werden. Hieran verdeutlicht Mishima, dass in Japan die Zerstörung des Originals „keinen absoluten Verfall“ bedeute. Diese Denkfigur, die Unbedeutsamkeit des Originals, überträgt Mishima im Verlauf des Textes auf Nicht-Gegenständliches wie das Dichtungskonzept honkadori und das japanische Kaisersystem.
Obgleich Mishima die Grundannahme Benjamins, dass zwischen Kopie und Original unterschieden werde, für Japan nicht bestätigt, knüpft er seine weiteren Überlegungen dennoch an Benjamins Ausführungen zum Verfall des Auratischen an. Implizit greift Mishima diesen Gedanken auf, um die Veränderungen des Kaisersystems nach 1945 zu beschrieben, wodurch Kaiser zu einem „Wochenmagazin-Kaiser“ trivialisiert wurde.
Auf konzeptioneller Ebene lassen sich darüber hinaus Ähnlichkeiten im Kunst-Begriff bei Benjamin und der Idee des Kaisers aufzeigen, welcher bei Mishima der Inbegriff der Kultur ist: Für beide Autoren wurzelt die jeweilige Idee in der Tradition. Benjamin führt die Verbindung der Kunst mit ihrer originären Verwendung im Kultus und Ritus theoretisch aus, während Mishima dasselbe anhand von zahlreichen, auf kultische Praktiken am Kaiserhof verweisenden Beispielen veranschaulicht.
Eine weitere Übereinstimmung besteht in der Annahme, dass Kunst sich in der von Technisierung geprägten Moderne vom Ritual ablöse und stattdessen in der Politik verankert sei – eine Tendenz, die Mishima bezüglich des Kaisers feststellt und die er, wie Benjamin, auf den Verfall der Aura zurückführt. Die raum-zeitliche Aura des Kaisers gehe verloren, seitdem dessen „Einmaligkeit und Dauer“ abhandengekommen sei. Durch die Verneinung seiner Göttlichkeit nach Kriegsende sei der Kaiser aus der Tradition abgelöst und nicht mehr im Ritual, sondern allein in der Politik verankert. Während die Kaiser vor dem Krieg durch ihre Abstammung vom Göttergeschlecht mit diesem verbunden waren, war der Gedanke von Original und Kopie nichtig; im Moment der Negierung der kaiserlichen Divinität und der Politisierung des Kaisers verfällt die kaiserliche Aura. Auch hier zeigt sich Mishimas Präferenz für einen rein kulturellen, unpolitischen, aber göttlichen Kaiser.

#### Phänomenologie des Geistesvon Georg Wilhelm Friedrich Hegel undDas Kapitalvon Karl Marx
Mishima verweist auf Georg W.F. Hegels Dialektik der Herrschaft und Knechtschaft aus dessen 1807 veröffentlichten (Haupt)Werk Phänomenologie des Geistes und distanziert sich ausdrücklich von diesem Konzept:

„Wenn man dieses kulturelle Konzept irgendwo vom Ursprung des bürgerlichen, freien, kreativen Subjekte abtrennt, ist eine kulturelle Austrocknung selbstverständlich und das Wesen der kontinuierlich existierenden Kultur (und deren vollständige Anerkennung) widerspricht dem Konzept einer bis zum Gimpel dialektisch voranschreitenden Entwicklung.“

Hegel geht von einem affirmativen, höheren Dritten aus, welcher durch dialektische Verfahren hervorgebracht werden könne. Dem steht Mishimas Idee des ganzheitlichen kulturellen Konzepts entgegen. Tatsächlich ist Mishima in dieser Hinsicht der Dialektik von Karl Marx und Friedrich Engels wesentlich näher, die das Konzept eines „höheren Dritten“ ebenfalls ablehnen. Laut Mishima würde die nachkriegszeitliche japanische Kultur Hegels Konzept „einer bis zum Gipfel dialektisch voranschreitenden Entwicklung“ widersprechen.
Benjamin und Hegel bilden zwei Punkte einer Geraden, die weiteren Überlegungen zu impliziter Intertextualität eine bestimmte Richtung gibt. Augenfällig ist die von Mishima wiederholt verwendete Bezeichnung der Kultur als „Ding“ (japanisch ものとしての), wodurch er eine Kritik am vorherrschenden, ausschließlich materiellen, dinglichen Kulturverständnis äußert. Karl Marx verwendete den Begriff der Verdinglichung erstmals in seinem Spätwerk Das Kapital (1867) als eine Weiterentwicklung des Gedankens der „Entfremdung“ bzw. des „Fetischcharakters der Ware“. Er beschreibt damit den Prozess der Entfremdung des Arbeiters von seiner Tätigkeit, welcher durch Arbeitsteilung hervorgerufen werde. Diese bewirke, dass die Ware ein selbstregulatives Marktverhalten entwickle, wodurch ihr Subjektcharakter zuteil werde. Diese führe im Umkehrschluss dazu, dass die Menschen sich selbst und zwischenmenschliche Beziehungen als verdinglicht wahrnähmen:

„In dieser Gesellschaft, in der die Produktion ausschließlich der Vermehrung des Tauschwerts unterworfen ist, in der die Beziehungen zwischen den Menschen, die sich in den Werten der Dinge kristallisieren, selbst eine dinghafte Form annehmen, werden auch die Individuen zu Dingen; der Mensch ist kein individuelles Konkretum, sondern Bestandteil des gewaltigen Systems der Produktion und des Austausches, seine persönlichen Merkmale stehen nur der vollkommenen Vereinheitlichung und Rationalisierung des Produktionsmechanismus im Wege. Das Individuum ist ausschließlich Arbeitskraft, also eine Ware, die nach den Gesetzen des Marktes getauscht und verkauft wird. Folgen dieser Allgewalt des Tauschwertes sind u. a. die Rationalisierung der Rechtssysteme, die Geringschätzung der Tradition und Versuche, die Individuen auf juristische Personen zu reduzieren.“

#### Georg Lukács, Martin Heidegger und Leszek Kołakowski

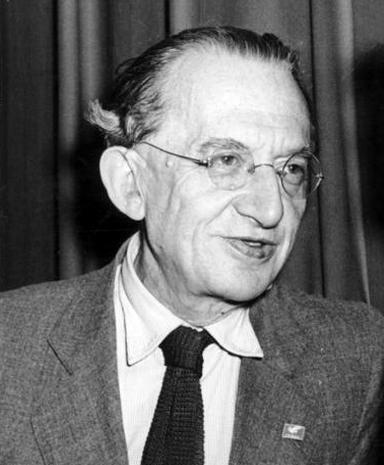
Georg Lukács, 1952.

Inwieweit das Konzept der Verdinglichung für Mishimas Kulturverständnis von Belang ist, wird deutlich durch seinen Bezug auf den ungarischen Philosophen Georg Lukács und dessen 1923 veröffentlichtes Werk Geschichte und Klassenbewußtsein, in dem das von Marx primär ökonomisch verstandene Konzept auf gesellschaftliche Verhältnisse bezogen wird.
Bei Lukács wird der „Fetischcharakter der Ware“ zu einer weit über Marx' Idee hinausgehenden „Universalkategorie des gesellschaftlichen Seins“, weil er alle gesellschaftlichen Beziehungen als von der Warenstruktur beherrscht versteht und sie somit als verdinglicht erachtet. Vereinfacht gesagt beschreibt Verdinglichung den Zustand, indem etwas mit nicht primär dinglichen Eigenschaften – im Falle Mishimas die nicht ausschließlich über Gegenstände, sondern auch über Verhalten definierte Kultur – wie ein Ding behandelt wird:

„Das Wesen der Warenstruktur ist bereits oft hervorgehoben worden, es beruht darauf, daß ein Verhältnis, eine Beziehung zwischen Personen den Charakter einer Dinghaftigkeit und auf diese Weise eine „gespenstige Gegenständlichkeit“ erhält, die in ihrer strengen, scheinbar völlig geschlossenen und rationallen Eigengesetzlichkeit jede Spur ihres Grundwesens, der Beziehung zwischen Menschen verdeckt.
Damit einher geht, dass ‚Die Subjekte‘ im Warentausch dazu angehalten sind, (a) die vorfindlichen Gegenstände nur noch als potentiell verwertbare ‚Dinge‘ wahrzunehmen, (b) ihr Gegenüber nur noch als ‚Objekt‘ einer ertragsreichen Transaktion anzusehen und schließlich (c) ihr eigenes Vermögen nur noch als zusätzliche ‚Ressource‘ bei der Kalkulation von Verwertungschancen zu betrachten.“

Die Überblendung der Verdinglichung wird darüber hinaus für Verteidigung einer Kultur relevant, wenn Mishimas Bezug auf den deutschen Sozialphilosophen Martin Heidegger berücksichtigt wird, der aus Lukács' Ansatz eine Kritik an der mangelnden aktiven Teilnahme und dem fehlenden Interessiertsein der Menschen ausarbeitet. Verdinglichung ist demnach weniger eine habituelle Praxis als eine falsche Deutung der richtigen Praxis und könne überwunden werden, wenn, aufgrund der Annahme, dass eine existentielle Anteilnahme dem objektivierenden Werteverhältnis zugrunde liegt, eine besorgte „Teilnehmerperspektive“ eingenommen werde. Unter „Teilnehmerperspektive“ versteht Heidegger eine grundlegende menschliche Interaktion; die Tatsache, sich in andere hineinversetzen zu können und deren Wünsche, Einstellungen und Überlegungen als handlungskonstitutiv zu erachten. Die Verdinglichung führe zum Wegfall der Teilnehmerperspektive oder anders gesagt: „Mit Verdinglichung ist der Prozess gemeint, durch den in unserem Wissen um andere Menschen und im Erkennen von innen das Bewusstsein verlorengeht, in welchem Maß sich beides ihrer vorgängigen Anteilnahme und Anerkennung verdankt“. Dies passt insofern zu Mishimas Ausführungen, als auch er kritisiert, dass die Menschen nur noch an ihre eigenen Interessen dächten und nicht mehr bereit seien, sich für etwas Übergeordnetes aufzugeben.
Auch hinsichtlich der Frage des Subjekt-Objekt-Verhältnisses ließe sich die Beschäftigung mit Fragen der Verdinglichung produktiv machen. Hierfür bezieht sich Mishima auf den polnischen Philosophen Leszek Kołakowski:

„Die bürgerliche Philosophie verstärkt diese Verdinglichungsprozesse; sie kann und will sich nicht zum Verständnis des Ganzen erheben: Sie kennt einerseits nur die Empirie, die jedoch aus sich keine „Totalität“ hervorbringt, und andererseits eine normative Ethik oder beliebig produzierte Utopien, die grundsätzlich mit den „Tatsachen“ in keinem Zusammenhang stehen. […] Alles, was die Totalität symbolisieren könnte, wird zum unerkennbaren „Ding an sich“ und von der wissenschaftlichen Erkenntnis ausgeschlossen. Der Widerspruch zwischen der Irrationalität der „Tatsache“ und dem Wunsch, zur Totalität zu gelangen, brachte die idealistische Dialektik hervor, welche die Einheit von Subjekt und Objekt durch die Aufhebung der Objektivität wiederherzustellen versuchte. Sie schrieb daher dem Subjekt eine schöpferische Rolle, aber weil sie diese schöpferische Rolle nicht als revolutionäre Praxis zu fassen vermochte, gab sie ihr eine moralische, innerliche Form.“

Der Absatz lässt sich auch für Mishimas Vorstellungen verdinglichter Gesellschaften fruchtbar machen. Auch bei Mishima ist die Einheit von Subjekt und Objekt, welche im schöpferischen, kreativen Subjekt zum Ausdruck komme, die Grundbedingung für die „Ganzheitlichkeit der Kultur“ – heißt nichts anderes als die unpolitische Totalität des Kaisers als „Ding an sich“. Der Entfremdungsbegriff kann als Komplementärbegriff zur Totalität verstanden werden; der Kaiser ist somit der nicht-entfremdete Mensch.

## Titel
Die zentrale Forderung Mishimas, als „Präventivmaßnahme“ gegen den Kommunismus Kultur und Militär im Kaiser zu vereinen, ist bereits im Titel des Essays angelegt. Der Begriff bōei (japanisch 防衛), übersetzt mit „Verteidigung“, meint explizit die militärische Verteidigung des Landes, die durch Artikel 9 der japanischen Verfassung dadurch beschränkt wird, dass Japan das Recht abgesprochen wird, Krieg zu führen. Aus dieser, wie Rebecca Mak sie nennt, „Paradoxie des Schützens“, ergibt sich, dass ausschließlich ein (neues) politisches System die Kultur schützen kann. Mishima entwirft folglich die Vision einer Staatsform, durch die Japan wie jeder autonome Staat ein Recht zur Selbstverteidigung innehat.

## Rezensionen und Einordnungen
Wenngleich Verteidigung einer Kultur gemischt aufgenommen wurde, ist die Wirkung des moralisierenden Textes nicht zu verkennen. Die Abhandlungen über den Text in verschiedenen Monographien, vor allem innerhalb der im Essay kritisierten Länder China und Korea, sind dabei so zahlreich, dass diese notgedrungen ausgeklammert werden müssen.

### Japanische Rezensionen vor Mishimas Tod

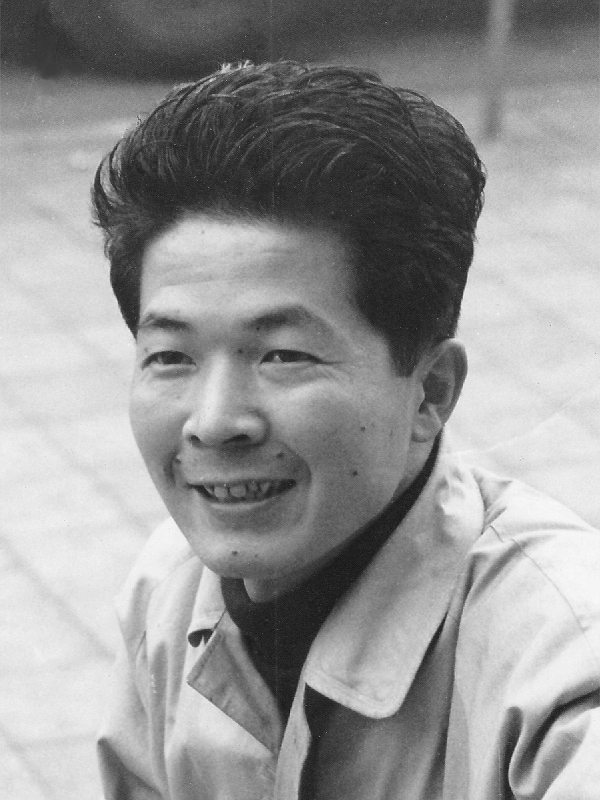
Bunzō Hashikawa, 1960. Nach seiner mäßigen Kritik debattierten er und Mishima über diverse Zeitschriften.

Der Politikwissenschaftler Bunzō Hashikawa betonte die Notwendigkeit, sich mit dem nachkriegszeitlichen Kaisersystem und den von Mishima aufgeworfenen Fragen auseinanderzusetzen, bezeichnete den Text im Weiteren aber als „banal“ und „enttäuschend“, da er wisse, dass Mishima besser schreiben könne. Die Hauptkritikpunkte Hashikawas zielen auf die beiden augenfälligsten Widersprüche des Textes: Ein Kaiser, der zur Bekämpfung des Kommunismus Oberbefehlshaber der Armee sei, sei nicht vereinbar mit einem Kaiser als apolitische, kulturelle Figur. Zwei Monate nach der Reaktion Hashikawas, äußerte sich Mishima in einem offenen Brief zum Vorwurf der Inkonsistenz seiner Gedankenführung: Wenn der Tennō Zivilisten Ehre geben könne, sei eine Ausweitung dieser Fähigkeit auf die Armee nur eine Erweiterung dessen und verändere die Funktionalität des Kaisers nicht. Der Literat Miyajima Shigeaki schrieb später zu der Auseinandersetzung, dass Hashikawa Mishimas Gedankengänge eigentlich unterstützte, jedoch vom Verlag gebeten worden sei, kritisch auf den Essay zu reagieren. Chūōkōron wolle nämlich nichts publizieren, was als „plumbe Kaiserverehrung“ gedeutet werden könnte.
Weitere Rezensionen waren wesentlich wohlwollender als die Hashikawas. Literaturkritiker Takashi Tsuda lobte Verteidigung einer Kultur als Bestätigung seiner politischen Forderung, die er dem Politiker Takeo Fukuda gestellt hatte: Literaten sollten sich mehr mit dem „wahren Leben“ befassen und politisch aktiv werden; Mishima setze dafür ein „perfektes Exempel.“ Für erwähnenswert hält er insbesondere Mishimas Überzeugung der Notwendigkeit eines Konsens von Volk und Staat, der angesichts der fehlenden Bereitschaft zur Selbstaufgabe nicht erreicht werden könne. Interessanterweise war Tsuda zeitlebens überzeugtes Mitglied des Zentralkomitees der Kommunistischen Partei Japans. Über Mishimas Bestreben, gegen eine mögliche Übernahme des Kommunismus in Japan anzukämpfen sagte er dennoch nichts. Auch seine Einordnung, Mishima wolle wie er den Status quo bewahren, schließlich würde der Anpo-Vertrag den Kaiser vor seinen Gegnern schützen, ist wohl fehlerhaft – denn offenkundig schreibt Mishima massiv gegen den Zustand in der Nachkriegszeit an.
Eine zum Erscheinen vielbeachtete Rezension war die des Literaturwissenschaftlers Takehiko Noguchi, der mit Mishima bereits zwei Jahre zuvor durch seine Publikation Mishima Yukios Welt aneinandergeraten war, da er dessen Ansichten mit denen des japanischen Sozialisten und Faschisten Ikki Kitas gleichsetzte. Im Wesentlichen äußerte Noguchi zwei Kritikpunkte:
1. Mishimas Werk sei keine politische Abhandlung, sondern pure Literatur, da Mishima eine fiktive Welt erschaffe: Da Mishima die Existenz seiner bestimmten Art von Kaiser nicht belegen könne, bleibe dieser ein „kyokōteki na kachi“ (dt. „fiktionaler Wert“).[163]
2. Mishimas Logik sei inkonsistent: Wenn Kultur alles enthalte, könne es die beschriebenen Schwankungen innerhalb der Kultur gar nicht geben.[163]

Die Veröffentlichung der Kritik sorgte für massiven Gegenwind anderer Literaturkritiker, darunter Mitsuo Nakamura, die sich hinter Mishima stellten: Noguchis erster Kritikpunkt sei unberechtigt, da politische Texte sich „wie etwa Regierungsprogramme oder Pamphlete“ gerade nicht mit Gegebenheiten, sondern mit Möglichkeiten befassen – selbstredend ist Mishimas Kaiser-Konzeption damit visionär, sie ist ja schließlich als Gegenentwurf zum Status quo gedacht. Auch seine zweite Kritik möge nicht zu überzeugen, da der Text – wie er schon in der Einleitung deutlich macht – keine analytischen Kategorien, sondern eine Utopie schaffen wolle. Einheitlich wurde Noguchis Kritik dahingehend bemängelt, dass er sich nicht bemühen wolle, das Gemeinte zu verstehen.
Nachträglich Aufmerksamkeit erlangt hat hingegen Noguchis Prognose innerhalb seiner Kritik, der mit Bezug auf einen weiteren Essay Mishimas, Sonne und Stahl, Sorgen ausdrückte: Er äußerte die Befürchtung, Mishima könne im Namen der Kultur eine größere, eventuell auch gewaltsame Aktion planen. Dies sollte sich nur wenige Monate später in Form des Mishima-Putsches bewahrheiten.

### Japanische Rezensionen nach Mishimas Tod
Der Literaturwissenschaftler Kō Tasaka, ein großer Bewunderer Mishimas, der 1985 Einführung in Mishimas Literatur verfasste, bezeichnete Verteidigung einer Kultur als „Schlüssel zum Verständnis von Mishimas Selbstmord“ und kommt dadurch – entgegen verbreiteter Verschwörungstheorien – zum Schluss, es habe sich eindeutig um einen politischen, keinen romantischen oder künstlerischen, Suizid gehandelt. Er sei dennoch verwundert über einige von Mishimas vertretenen Ansichten: Schließlich habe doch auch dieser erkennen müssen, dass der Kaiser als letzte Bastion gegen die westlichen Mächte, als Garant der japanischen Seele, in der Nachkriegszeit nicht mehr existiert hätte. Kontemporäre Kritiker warfen Tasaka Ahnungslosigkeit vor: Evident habe Mishima genau dies erkannt – Verteidigung einer Kultur sei ein klarer Appell gewesen, genau diese Bastion wieder herzustellen.
Im Jahr 1985 wandte sich Masamichi Asukai, Geschichtsprofessor an der Universität Tokio, im Rahmen einer Serie, in der das Verhältnis der Japaner zum Kaiser thematisiert wurde, dem Werk zu. Der Essay sei eine „wichtige Abhandlung über die Moderne“ gewesen und bis heute „für gesellschaftliche Fragen relevant.“ Mishimas Auseinandersetzung sei in der Kernkritik den Positionen der linksextremen Zengakuren-Studenten nicht unähnlich, allerdings differiere sein Lösungsansatz, der dazu aufrufe den Kaiser „aus den Restriktionen der Verfassung“ zu befreien, damit dieser nicht zu einem „Wochenmagazin-Kaiser“ verflache.
Im Jahr 2000 erschien eine Sonderausgabe der Zeitschrift Kokubungaku mit dem Titel Mishimas Welt, in der unter anderem eine ausführliche Rezension vom damaligen Doktoranden Yūzō Tsubouchi zu Verteidigung einer Kultur abgedruckt ist. Dort weist er auf die sprachliche Komplexität des Textes und auf die Schwierigkeit hin, einen Zugang zur Interpretation zu finden; es sei deshalb geraten, zunächst leichter verständliche Texte Mishimas zu konsultieren. Aufgrund von Mishimas allumfassenden Kulturverständnisses sei es diesem kaum möglich gewesen, deutlich zu machen, was genau zu schützen gelte, weswegen er Mishimas Forderung in einen historischen Kontext einbettet: Da Japan sich seit Beginn der Meiji-Zeit an westlichen Standards gemessen und versucht habe, mit dem Westen gleichzuziehen, habe das Land die eigene kulturelle Tradition vergessen, was in einem unbestimmten Gefühl des Verlustes des japanischen Geistes resultiere. Indem der Kaiser mit der Redefreiheit gleichgesetzt werde, solle dieser vor einer politischen Instrumentalisierung bewahrt werden. Deswegen konzipiere Mishima einen apolitischen Kaiser, welcher der Armee keine Befehle, sondern allein Ehre zuteilwerden lasse. Eben weil der Kaiser nicht politisch aktiv ist, betone Mishima das Prinzip des Schwertes: Das Oberhaupt kämpfe nicht selbst, weswegen es einen loyalen Volkes bedürfe, das für den Tennō zu sterben bereit sei.
Der Philosoph Toshiaki Kobayashi widerspricht den überwiegenden Einordnungen und versteht Verteidigung einer Kultur weniger als politische Abhandlung, als einen Ausdruck einer „Sehnsucht nach einem erotischen Tod“, den es in der Nachkriegszeit nicht mehr gebe. Mishima rekurriere auf die Vorstellung Georges Batailles, der erotische Tod könne die Kontinuität von naturgemäß nicht kontinuierlichen Lebewesen erschaffen. Deswegen sei Kultur für Mishima erst verwirklichbar, wenn der erotische Tod Teil ihrer sei. In seinem Aufsatz verweist Kobayashi auf diverse Vertreter westlicher Philosophien, darunter die Frankfurter Schule, Walter Benjamin und Martin Heidegger, wofür es aus Philosophiekreisen heftige Kritik hagelte: Indem Kobayashi den Bezug zwischen Verteidigung einer Kultur und dem Westen herstellt, impliziere er es handele sich um einen „universalistischen Text“. Dabei sei er ja gerade nicht als universalistischer, sondern als „rein japanischer Text“ zu verstehen. Diese Kritik verwundert insoweit, dass Mishima sich im Essay ebenfalls auf Benjamin und Heidegger beruft.
Der Philosoph Kizō Ogura versuchte durch Verteidigung einer Kultur die Frage zu klären, was Mishimas Tod repräsentiere. Dabei vertritt er die These, Mishimas Selbstmord stelle ein „Anti-Japan“, ein Auflehnen gegen das nachkriegszeitliche Japan dar; Mishima sei einem „Jesus der Postmoderne“ gleich: Er sei gestorben, damit die Japaner die Ursünde vergessen und nun unbehelligt ihr Dasein fristen könnten. Er schlussfolgert, Jesus opferte sich, um die Gemeinschaft zwischen Gott und den Menschen wiederherzustellen, demnach sei Mishima für eine Rehabilitierung des Kaisers gestorben. Die Möglichkeit des Schutzes der Kultur liege in der Selbstaufgabe des Einzelnen, womit Mishimas Selbstmord ein Versuch gewesen sei, die Kultur zu schützen. Dieser Gedanke, die Selbstverleugnung sei das höchste moralische Gut, vertritt Mishima prominent in seiner Kurzgeschichte Patriotismus.

### Bezugnahmen in der westlichen Forschung
In ihrer Dissertation Seeking the Self: Individualism and Popular Culture in Japan stellt Satomi Ishikawa die These auf, dass sich Japanizität in der Zeit um 1970 von einem national konnotierten Ausdruck zu einem kulturellen gewandelt habe. Mit Mishima übereinstimmend behauptet Ishikawa, Japan drohe in Folge des Ningen-sengen (der Neujahrserklärung des Kaisers Hirohito, in der er sich seiner Heiligkeit entsagte) ins Chaos zu verfallen. Mishimas Selbstmord sei der Gipfel seines Protestes gegen die Nachkriegszeit gewesen und habe die japanische Bevölkerung dazu gebracht, ihre Idealvorstellung von Kultur zu eruieren.
Guy Yasko, Professor an der McGill University, Montreal, versuchte durch Verteidigung einer Kultur die Differenzen und Gemeinsamkeiten von rechten und linken Positionen der späten 1960er Jahre zu erörtern. Vergleichbare Intentionen zwischen Mishima und den Studenten der Zengakuren sieht Yasko insofern, als beide versuchten, die gefühlte nachkriegszeitliche Entfremdung hinter sich zu lassen. Genauso wie die Studentengruppen habe Mishima die Entfremdung von Staat und Nation durch die Anwendung von Gewalt zu überwinden gesucht, womit er die Rehabilitierung des japanischen Militärs unter kaiserlicher Flagge rechtfertige. Der nennenswerte Unterschied liege lediglich in der Anerkennung des Kaisers als Symbol.
Takashi Fujitani, Professor an der Universität Toronto, lobt das Werk als Auseinandersetzung, die geprägt sei von einem „exzeptionellen Blickwinkel auf die Verflechtung von kulturellen und traditionellen Elementen, die zur Erschaffung von Nationen beitragen.“ Mishimas Kaiserkonzeption sei eine anachronistische Reaktion auf das Erstarken der Massenkultur, den Kapitalismus und die Hegemonie der USA. Mishima habe sich eine neue nationale Einheit Japans gewünscht, um diesen Phänomenen begegnen zu können, anstatt jedoch ein neues Konzept auszuarbeiten, mit dem er eine Bataillon bilden könne, schwebe ihm die Wiederherstellung eines Ursprungs vor.
Historiker Kenneth J. Ruoff von der University of Portland nutzt Verteidigung einer Kultur für eine rechtshistorische Einordnung und äußert, Mishimas beißende Kritik am „Trivialismus des nachkriegszeitlichen Kaisersystems“ habe wesentlich auf die japanische Entwicklung eingewirkt, kulturelle Symbole wiederzubeleben und dem Monarchen eine neue, sakrale Position zu verschaffen.
Abweichend von den meisten anderen Einordnungen versuchte die in der Australian National University tätige Japanologin Iida Yumiko Mishimas Text nicht zu dekonstruieren, sondern als Ankerpunkt für die Nachzeichnung verschiedener Formen des Nationalismus zu verwenden. Mishimas Hoffnungslosigkeit sei symptomatisch gewesen für den Zustand der japanischen Gesellschaft und ihren Identitätsfragen nach dem Krieg. Die Darstellung des Kaisers als Grant und Quelle der Kultur sei gleichbedeutend mit der Forderung, Politik mit dem Spirituellen zu verbinden – eine Vorstellung, die durch die moderne Säkularisierung unumstößlich untergraben worden sei. Mishimas Verachtung der „nachkriegszeitlichen Heuchelei“ gehe mit der in einem anderen Zusammenhang aufgeworfenen Frage einher, ob es Japan gelingen kann, nach der erfolgreichen Verwestlichung und dem Import „vulgärer Massenkultur“ auch das Heilige zu importieren.
Zuletzt wird Verteidigung einer Kultur gerne hinzugezogen, um Mishimas Leben zu illustrieren. Der britische Lehrer Roy Starrs schreibt in Deadly Dialectics. Sex, Violence and Nihilism in the World of Yukio Mishima, der Autor habe neben der Verwirklichung seiner privaten Phantasien Japans spirituelle Stärke vorantreiben wollen. Der Kaiser sei Eckpfeiler der japanischen Kultur und Bestandteil derselben Kultur sei schließlich der Kodex der Samurai – Bushidō – in welchem moralische Konflikte durch die Entscheidung für den Tod gelöst würden.
Die emeritierte Literaturprofessorin Noriko Thunman von der Universität Göteborg äußerte die überraschende These, Mishima habe sich in Verteidigung einer Kultur vergeblich von nationalistischen Tendenzen abgrenzen wollen, falle aber aufgrund seiner kulturspezifisch Argumentation augenscheinlich darauf zurück. Auch sie lehnt es ab, Mishimas Selbstmord als politischen Akt zu betrachten und führt ihn eher darauf zurück, dass er mithilfe der Kontinuität den Gegensatz zwischen Körper und Geist versucht habe aufzulösen. Zur Untermalung ihrer Argumentation verweist sie abermals auf Sonne und Stahl.